# 日本国外の日本庭園

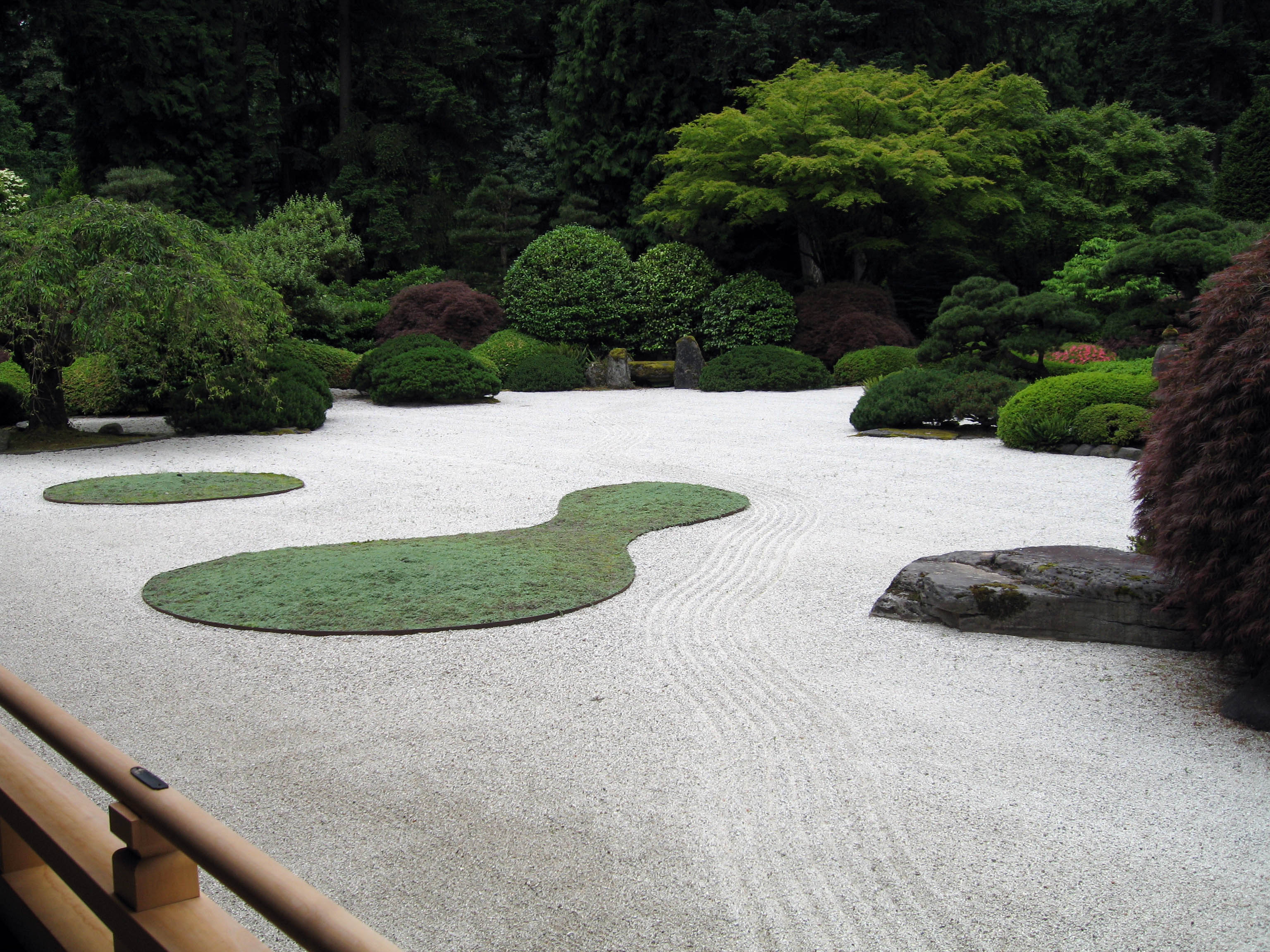
枯山水は dry garden, rock garden, zen garden などと呼ばれる。ポートランド日本庭園（米国）

日本庭園（にほんていえん、英: Japanese Garden）は、19世紀以降日本国外にも数多く作られるようになった。日本国内で発展した伝統的な造園思想・造園技法に忠実なものだけでなく、異文化趣味（オリエンタリズム）として「日本」のイメージを投影したものもあり、様態は多様である。本記事では、それらすべてを含めた日本国外の日本庭園（にほんこくがいのにほんていえん）について扱う。

## 歴史

### 欧米におけるジャポニズムと日本庭園

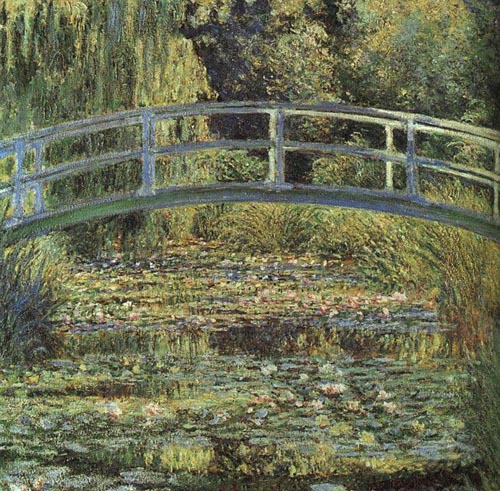
モネは、日本をイメージして庭を造った。「日本の橋」（太鼓橋）は、しばしば絵の題材になった。

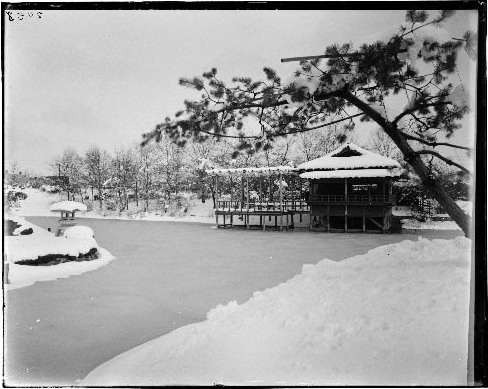
ブルックリン植物園日本庭園（1915年撮影）

19世紀後半、ヨーロッパでは日本の浮世絵収集からジャポニスムが始まった。近代の国際関係に参入した日本は、国際博覧会への出品に際して、欧米人が抱く「日本」への憧憬を自己演出することで応えた。博覧会における日本のイメージ戦略は、欧米における日本ブームの大きな契機となった。日本庭園は、その重要な触媒のひとつであった。
1867年のパリ万国博覧会は、日本（江戸幕府・薩摩藩・佐賀藩）が初参加した万博であった。日本は清・シャムとともに3ヶ国でひとつの展示スペースを割り当てられた。江戸の商人清水卯三郎がパビリオンを茶屋に仕立て、柳橋の芸者に接待をさせて評判を集めた。
ヨーロッパにおいて本格的な日本庭園が初めて造営されたのはウィーン万国博覧会（1873年）である。この万博は、明治政府がはじめて参加した万博であった。松尾伊兵衛や山添喜三郎らが日本から派遣されて日本庭園を造営し、白木の鳥居や神殿・神楽堂・太鼓橋などが建設され、池には錦鯉が放たれた。庭園の完成は万博会期の開始以後にずれ込んだが、皇帝フランツ・ヨーゼフ1世と皇后エリーザベトが来場して太鼓橋の渡り初めを行うなど注目を集め、会期後はイギリスの商社が庭園の建物をはじめ木や石をすべて買いあげた。
日本に憧憬を抱いていたクロード・モネは、ジヴェルニーの自宅の庭に池を造り（「睡蓮の庭」）、1895年には日本をイメージした太鼓橋（「日本の橋」Le Pont Japonais）を架けた。このように、欧米では邸宅の庭や公共公園の一角に日本風の庭園が造られるようになった。欧米人の日本庭園への関心に応えるため、ジョサイア・コンドルの“Landscape Gardening in Japan”（1893年）をはじめ、日本庭園に関する書籍も出版された。
福原成雄はタットン・パーク（1913年）について、書籍を通じて日本庭園に関する知識を得たイギリス人が自ら庭園を設計した事例であると考察している。ほかに、現地作庭家による作品にシェーンブルン宮殿日本庭園（1913年）などがある。こうした作品の中には、異文化趣味としての「日本」のイメージを反映したものも多く、鳥居の装飾的な使用や中国との混同など、日本文化に知識を持つものからは違和感をもって迎えられるものもある。
19世紀末から20世紀初頭にかけてヨーロッパで活動した日本人庭師には、パリ万国博覧会（1889年）に際してフランスに渡った畑和助らがいる。北米では、ブッチャート・ガーデンの造園に携わった岸田伊三郎らが活動した。

### 「外地」の日本庭園

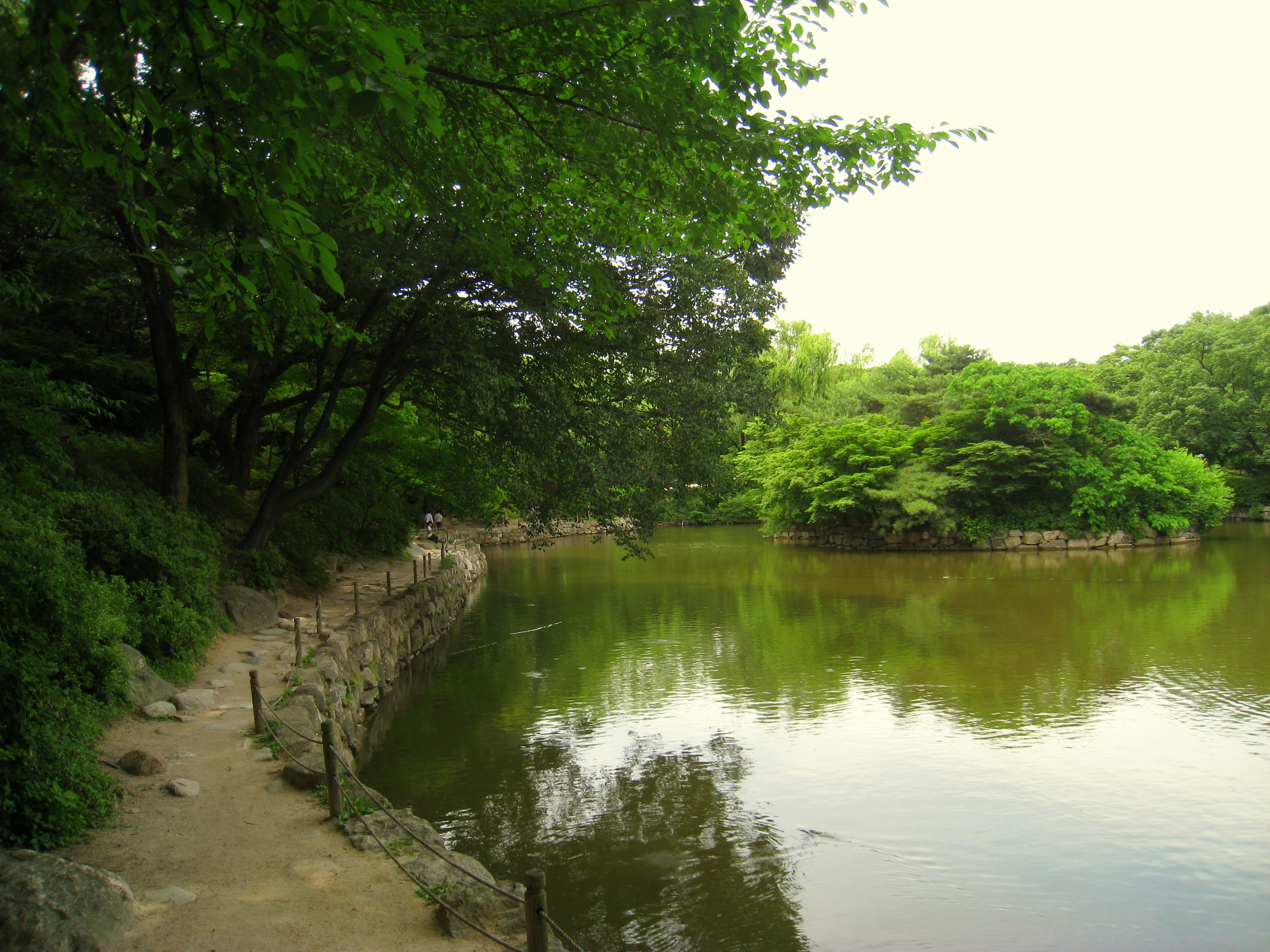
ソウル・昌慶宮の春塘池は、1909年に日本庭園の一部として制作され、1986年に朝鮮の伝統造園様式で改修された。右奥の円形の島は改修時に築造されたものである。

戦前に日本の統治下にあった「外地」や影響下の地域で日本庭園が制作され、日本人居留民に憩いを提供した。
朝鮮では、1909年（明治42年）に漢城府（のちのソウル）の王宮の一つであった昌慶宮が公共公園「昌慶苑」に改修された際、従来あった水田が拡張されて池が築かれ、日本庭園の造園が行われた。釜山府の龍頭山公園には日本庭園（本多錦吉郎作）が造営された。
台湾では、1917年（大正6年）に開園した台南公園（台南市）に日本庭園が造られ、現在まで残っている
樺太では、1906年（明治39年）に豊原市（現：ユジノサハリンスク）に豊原公園が開設された。
満洲では、ハルビンの八站公園（佐藤昌作庭）、新京（現：長春市）の満州国皇帝仮宮殿に造られた築山林泉回遊式庭園（1938年、佐藤昌作庭）などが挙げられる。
第二次世界大戦後、これらの庭園は造園に至る歴史的経緯に対する評価とは無縁でいることはできなかった。満州国仮宮殿は吉林省博物館として利用されているが、かつての日本庭園は荒廃した状況にある。昌慶宮の池は春塘池として現存するが、1986年に朝鮮の伝統造園方式で改修されている。豊原公園はガガーリン公園と改称されているが池は現存し、近年東屋などが建設されて部分的に日本庭園の復興が図られている。

### 第二次世界大戦後の国際交流と日本庭園
日本の国際社会への復帰ののち、日本人造園家が携わる日本国外での日本庭園の造園も行われるようになった。1950年代から1960年代にかけて森歓之助がインドを中心に、井下清、飯田十基、戸野琢磨などが北米での活動をはじめ、作品を残した。中根金作などの作庭家も国外に多くの作品を残している。1980年代以降、日本の自治体の国際姉妹都市提携が増加し、交流の一環として提携先に日本庭園を制作することも多い。
北米・南米など規模の大きな日系人コミュニティのある地域では、日系人たちによって日本庭園が築かれている。ブラジルのクリチバ日本庭園（1962年）や、アルゼンチンのブエノスアイレス日本庭園（1967年）は、大規模な都市公園として日本庭園が造られた例であり、寺院を併設するなどコミュニティの中心としての機能も持っている。
日本庭園の造園や維持管理にあたるのは日本人・日系人だけではない。現地の造園家が日本の伝統的造園技法を習得してあたることも多い。

## 博覧会への出展

### 第二次世界大戦まで

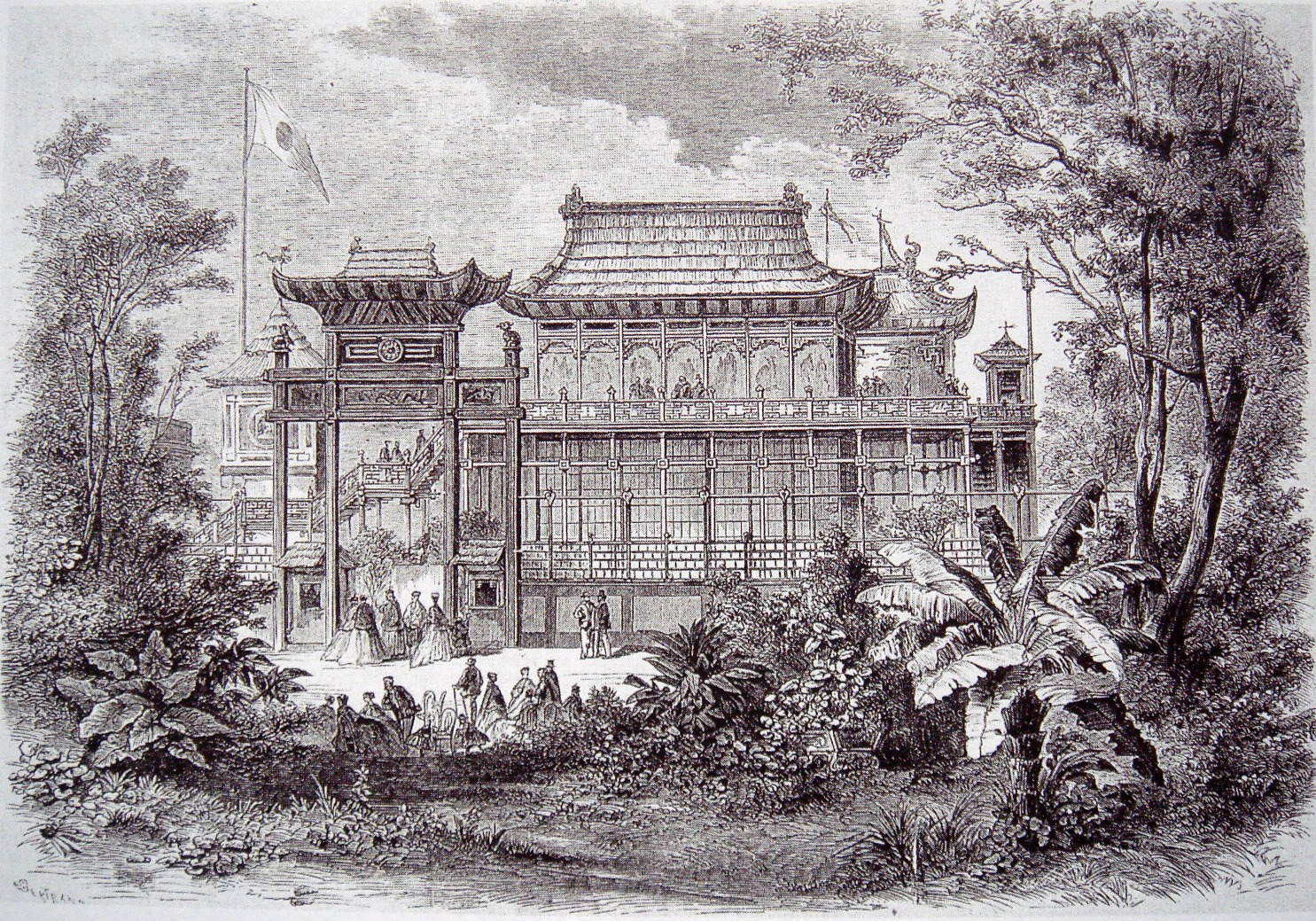
パリ万博（1867年）。日本は中国（清）と同じ展示スペースが割り当てられた。

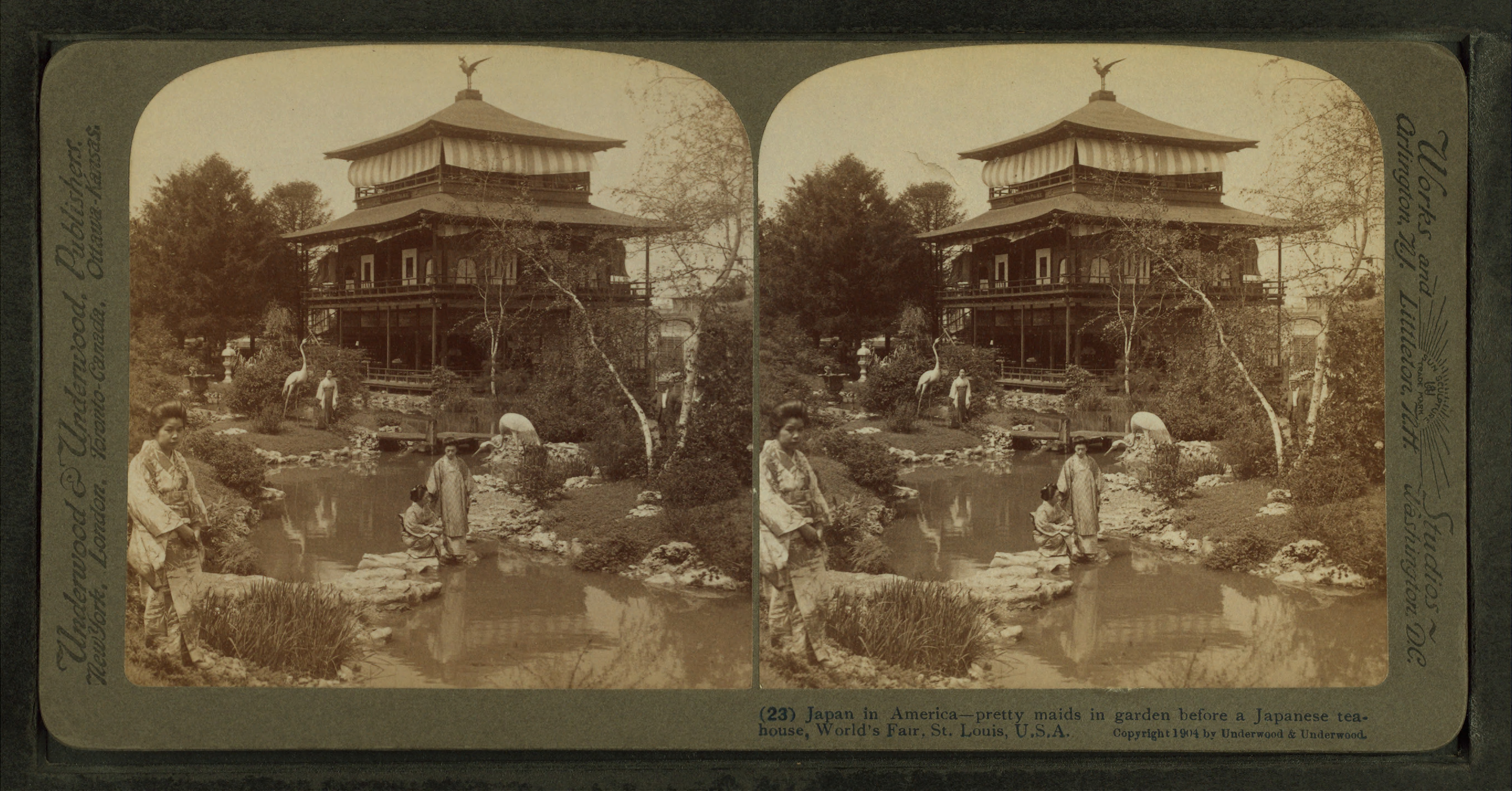
セントルイス万国博覧会（1904年）

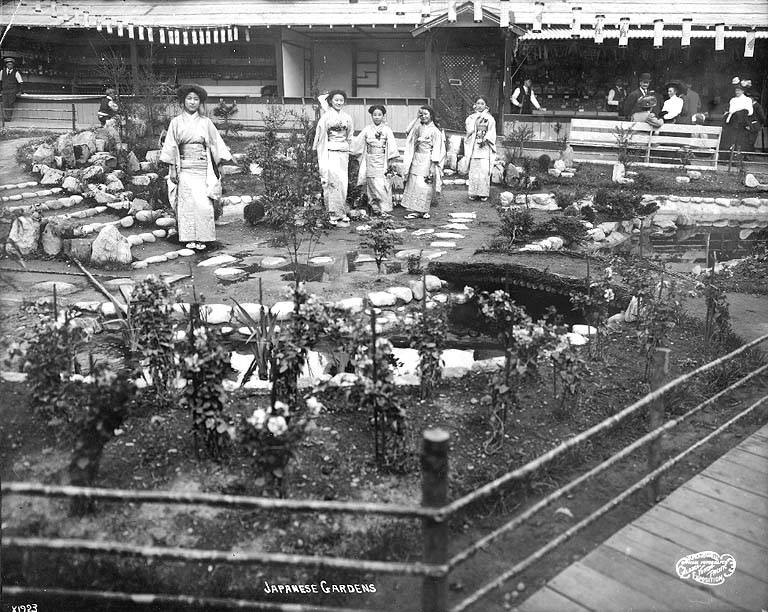
シアトル万国博覧会（1909年）

1867年のパリ万博以来、万国博覧会をはじめとする国際イベントへの日本の出展物の目玉の一つであった。博覧会終了後、現在も残されている庭園がある。
- パリ万国博覧会 （1867年、フランス・パリ）
- ウィーン万国博覧会 （1873年、オーストリア・ウィーン）
明治政府の初参加。神社と日本庭園を造営[4]。日本庭園は、茶商松尾儀助設計で出展。
- フィラデルフィア万国博覧会 （1876年、米国・フィラデルフィア）
日本家屋を造営。跡地には日本庭園が造られ、第二次世界大戦後に松風荘が移築されている。
- パリ万国博覧会 （1878年、フランス・パリ）
シャン・ド・マルスに茶室・日本家屋・日本庭園を造営[7]。
- パリ万国博覧会 （1889年、フランス・パリ）
トロカデロ（フランス語版、英語版）に日本庭園を造営[8]。園芸展示は金賞を受賞[9]。
- シカゴ万国博覧会 （1893年、米国・シカゴ）
平等院鳳凰堂を模した本格的日本建築「鳳凰殿」を建設。跡地はジャクソン公園（英語版）内に大阪ガーデンとして残る[10]。
- カリフォルニア冬季国際博覧会（英語版） （1894年、米国・サンフランシスコ）
日本庭園はジャパニーズ・ティー・ガーデンとして現存。
- セントルイス万国博覧会 （1904年、米国・セントルイス）
日本庭園を造営し「金閣」を模した建築物を出展[11]
- 日英博覧会 （1910年、イギリス・ロンドン）
小沢圭次郎設計の林泉庭園を出展。ハマースミス公園（英語版）として現存
- サンフランシスコ万国博覧会 （1915年、米国・サンフランシスコ）
五重塔はジャパニーズ・ティー・ガーデンに移築。

### 第二次世界大戦後
1948年に結成された国際園芸家協会は、1960年以後定期的に国際園芸博覧会を開催している。日本からは都市緑化基金などを通じて多くの出展が行われている。
- ウィーン国際園芸博覧会 （1974年、オーストリア・ウィーン）
- アムステルダム国際園芸博覧会（1982年、オランダ・アムステルダム）
川口市の造園協会と川口市農業青年会議所が日本庭園を出展し、最高賞を受賞。
- IGAミュンヘン'83 （1983年、ドイツ・ミュンヘン）
- リバプール国際園芸博覧会 （1984年、イギリス・リバプール）
- カイロ国際園芸博覧会 （1987年、エジプト・カイロ）
- IGFナント'89 （1989年、フランス・ナント）
- NGFゲーツヘッド（英語版）'90（1990年、イギリス・ゲーツヘッド）
- ハーグ・ズータメア国際園芸博覧会 （1992年、オランダ・ハーグ）
- 昆明世界園芸博覧会 （1999年、中国・昆明）
- ハールレマミーア国際園芸博覧会（2002年、オランダ・ハルレマミーア）
屋外出展日本庭園コンテストで日本庭園が優秀栄誉賞受賞。
- ロストック国際園芸博覧会 （2003年、ドイツ・ロストック）
- チェンマイ国際園芸博覧会 （2006年、タイ・チェンマイ）
日本国政府屋外展示出展日本庭園が最高栄誉賞を受賞。

第二次世界大戦後には、以下の国際イベントにも日本庭園が出展された。
- 西独ガーデンショウ（1978年）
- 第17回ミラノ・トリエンナーレ （1988年、イタリア）
- タトンパークフラワーショー （1999年）
- イギリス王立植物園KEW2001年ジャパンフェアー「過去の伝統未来のデザイン」
- RHSチェルシー・フラワー・ショー （2001年、イギリス）
- 王立キュー植物園主催による日本の伝統的造園技術を用いた現代の庭の展示 （2001年、イギリス）
- 第6回中国花卉園芸博覧会 （2005年、中国・成都）
- ケベック州EXPOジャパンフェアー（室内日本庭園　2006年、綜合庭園研究室）

## アジアのおもな日本庭園

### 東アジア

#### 大韓民国

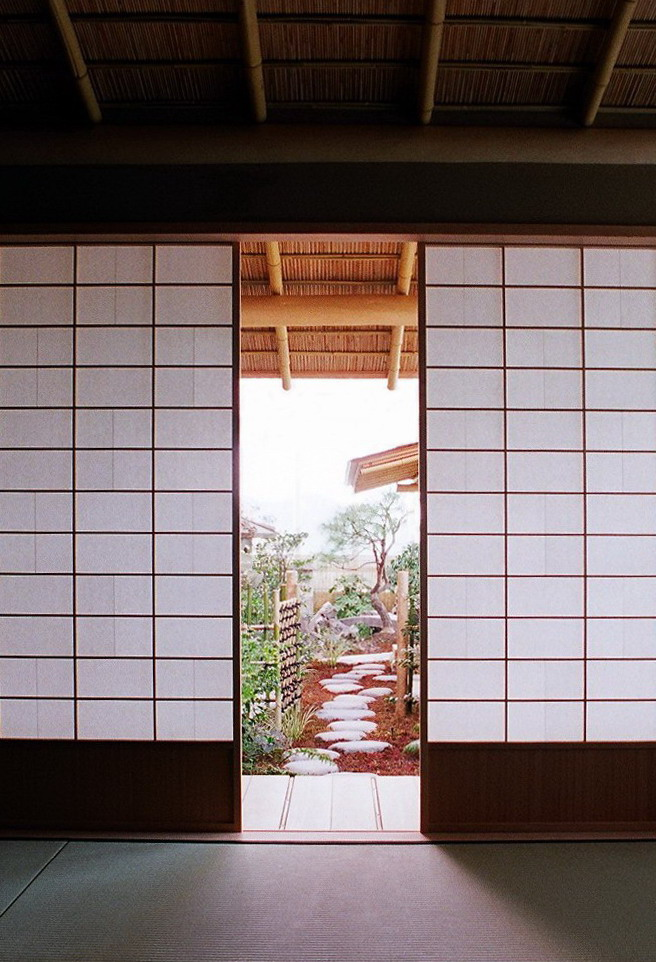
頂崖軒茶室と露地（釜山広域市）

- 亀尾市友好の庭 （慶尚北道亀尾市）
1990年。亀尾市と滋賀県大津市との友好都市関係を記念。
- ヨミジ（如美地）植物園 (ko:여미지식물원) 内日本庭園 （済州特別自治道西帰浦市）
1989年開園。
- 在韓国日本大使館日本庭園
1971年 荒木芳邦設計
- 在韓国日本大使公邸庭園
1972年 荒木芳邦設計
- 全羅南道霊岩郡 王仁博士記念公園「神仙・太極庭苑」（しんせん たいきょく, 全羅南道霊岩郡）
2006年。作庭：特定非営利活動法人日本ガルテン協会 原田榮進 岸本平晃（岸本駒造園）他  霊岩郡 王仁祭り
- 頂崖軒 茶室/日本庭園 （釜山広域市海雲台区）
2008年竣工。七灯社建築研究所 山根芳洋設計

#### 中華人民共和国

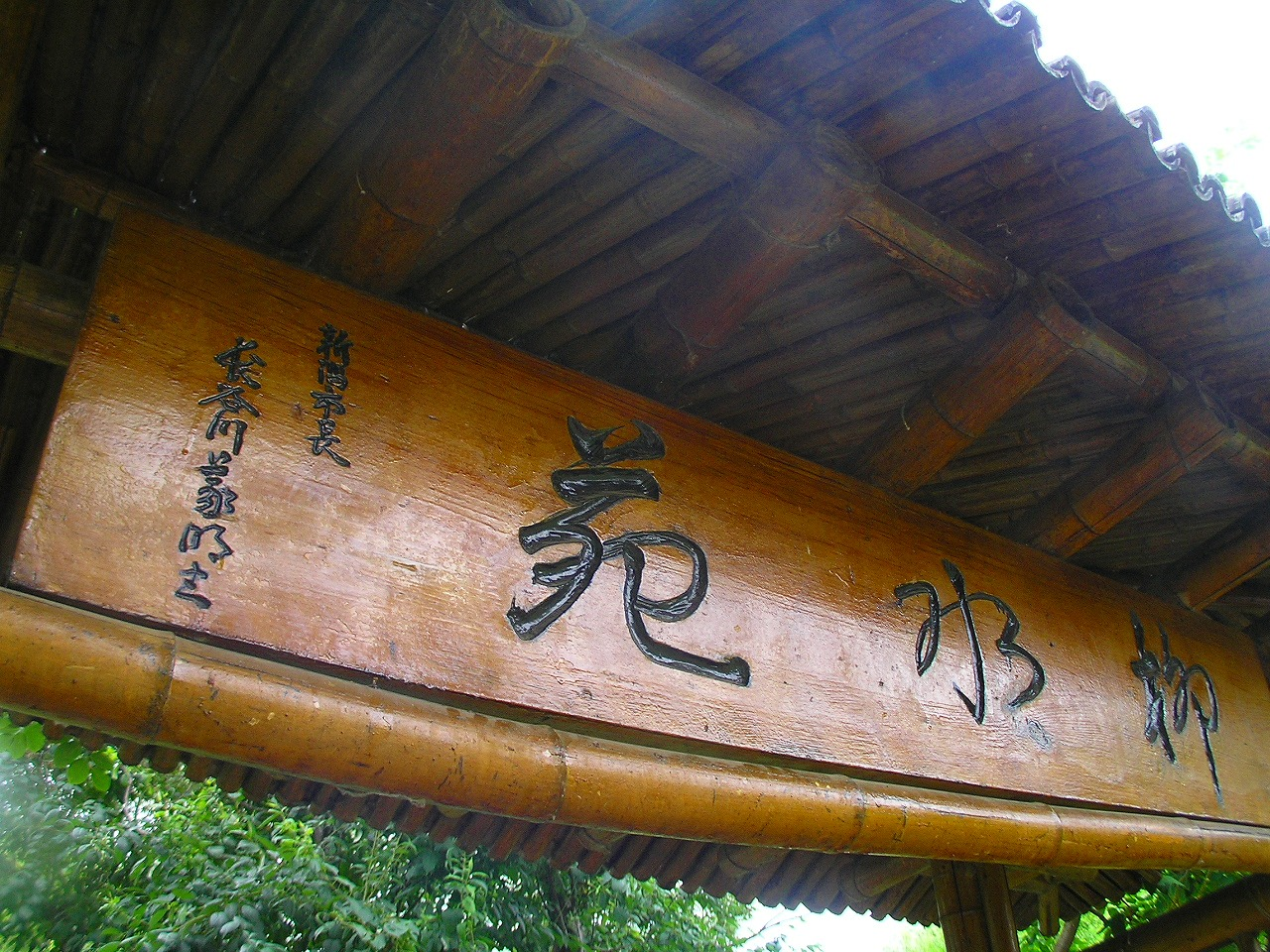
新潟友好園（ハルビン）

- 中日友好園林（原方正地區日本人公墓、黒竜江省方正県）
1963年始建、現 黑竜江省文物保護単位。
- 双秀公園（北京市）
1984年完成。
- 神戸園（天津市）
1988-1989年完成。
- 太陽島公園内日本庭園「新潟友好園」 （黒竜江省ハルビン市）
1989年完成。ハルビン市と新潟市が友好都市。
- 長春市日中友好会館日本庭園「長津園」 （吉林省長春市）
1998年
- 宮城・吉林友誼園 （吉林省長春市）[12]
- 在中国日本大使館日本庭園 （北京市）
1995年
- 碧水庄園 （碧水庄园）内 日本庭園 （北京市昌平区）
- 蘇州市日本庭園 （江蘇省蘇州市）
- 東湖桜花園 （湖北省武漢市）
- 鵝嶺公園内日本庭園「広島園」 （重慶市）
1991年。重慶市と広島市が姉妹都市関係。
- ホテル大和館観山閣日本庭園（大連市）
野村勘治 作
- 望月庭（天津市）
2020年開放

#### 香港
- 九龍灣オフィスビル庭園『三心庭』
- 聘珍樓香港kwanTong店中庭

#### 台湾

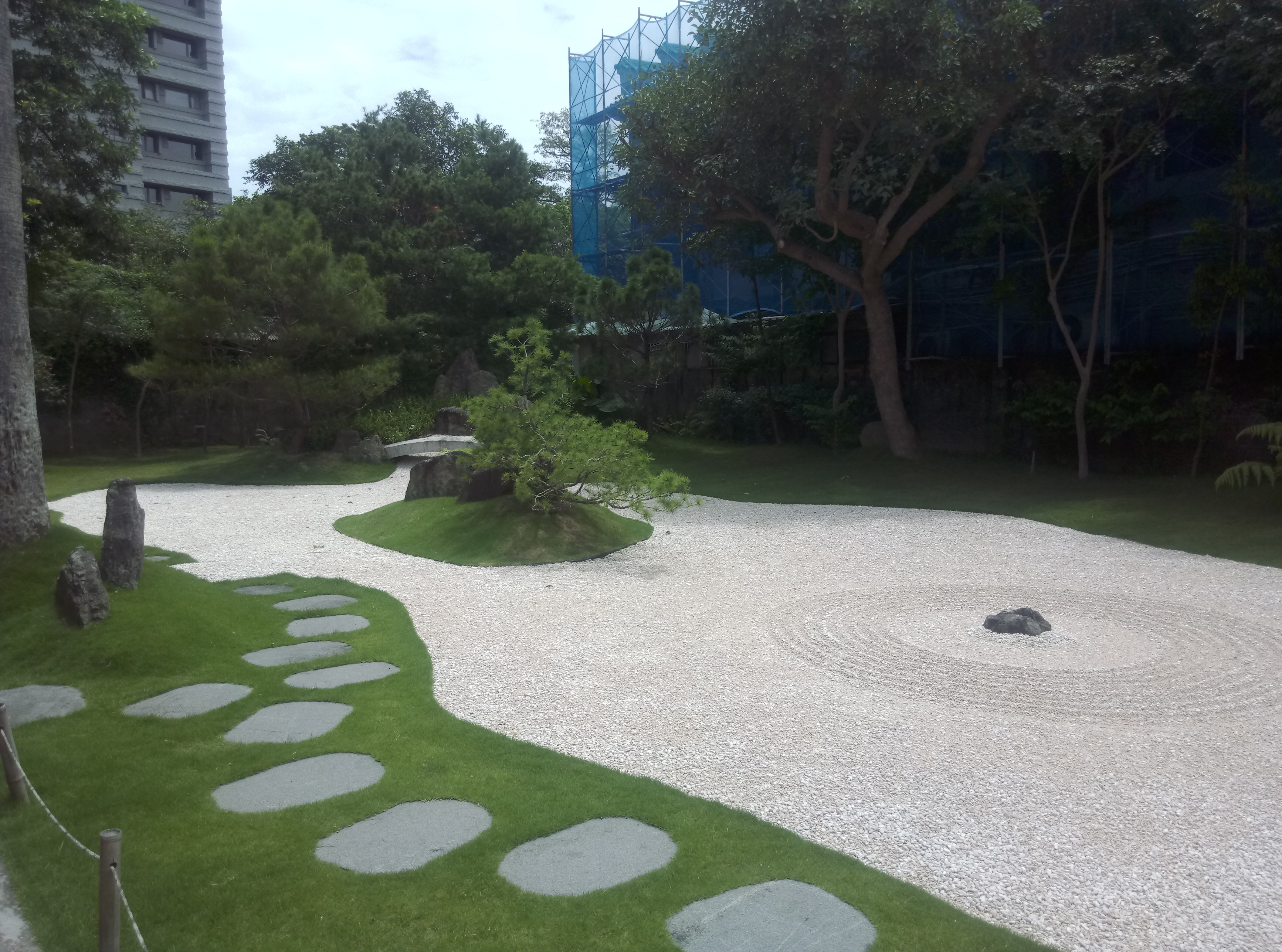
台北植物園南門町三二三（台北市）

- 台北植物園南門町三二三日本庭園
- 北投文物館（中国語版）「水葉庭」
- 台北賓館日本庭園
1901年
- 太平洋SOGO台北復興館日本庭園
- 一滴水記念館日本庭園 （新北市）
- 明池国家森林遊楽区（中国語版）内日本庭園 （宜蘭県）

### 東南アジア

#### インドネシア
- 在インドネシア日本国大使館新日本庭園 （ジャカルタ）
荒木芳邦設計

#### カンボジア
- 在カンボジア日本国大使館日本庭園および大使公邸日本庭園 （プノンペン）
1970年造営、2002年拡張

#### シンガポール
- ジュロン・タウン日本庭園「星和園」
1971年-1973年、中根金作作
- Nassim Parkレジデンス「三味庭」
- 在シンガポール日本大使公邸庭園
1990年

#### タイ
- タンマサート大学図書館日本庭園 （バンコク）
1985年
- 在タイ日本国大使館日本庭園
1967年
荒木芳邦設計
- ラマ9世記念公園日本庭園

#### マレーシア
- ペナン植物園（英語版）日本庭園 （ペナン州ジョージタウン）
2008年竣工。ペナン州と板橋区が交流関係[13]
- ラブアン戦没者慰霊庭園

1976年
- イスタナ・ガーデン内日本庭園（ジョホールバル）

#### フィリピン
- リサール公園内日本庭園 （マニラ）
池原謙一郎作。リサール公園は別名ルネタ公園（Luneta Park）
- 日比平和祈念公園 （バギオ市）
バギオ・センテニアル・パーク（Bagio centennial park, 旧称バギオ植物公園）内
- ASEAN諸国教育刷新センター中庭
1982年

#### ベトナム
- 在ベトナム日本国大使館および大使公邸日本庭園
1999年

### 南アジア

#### インド

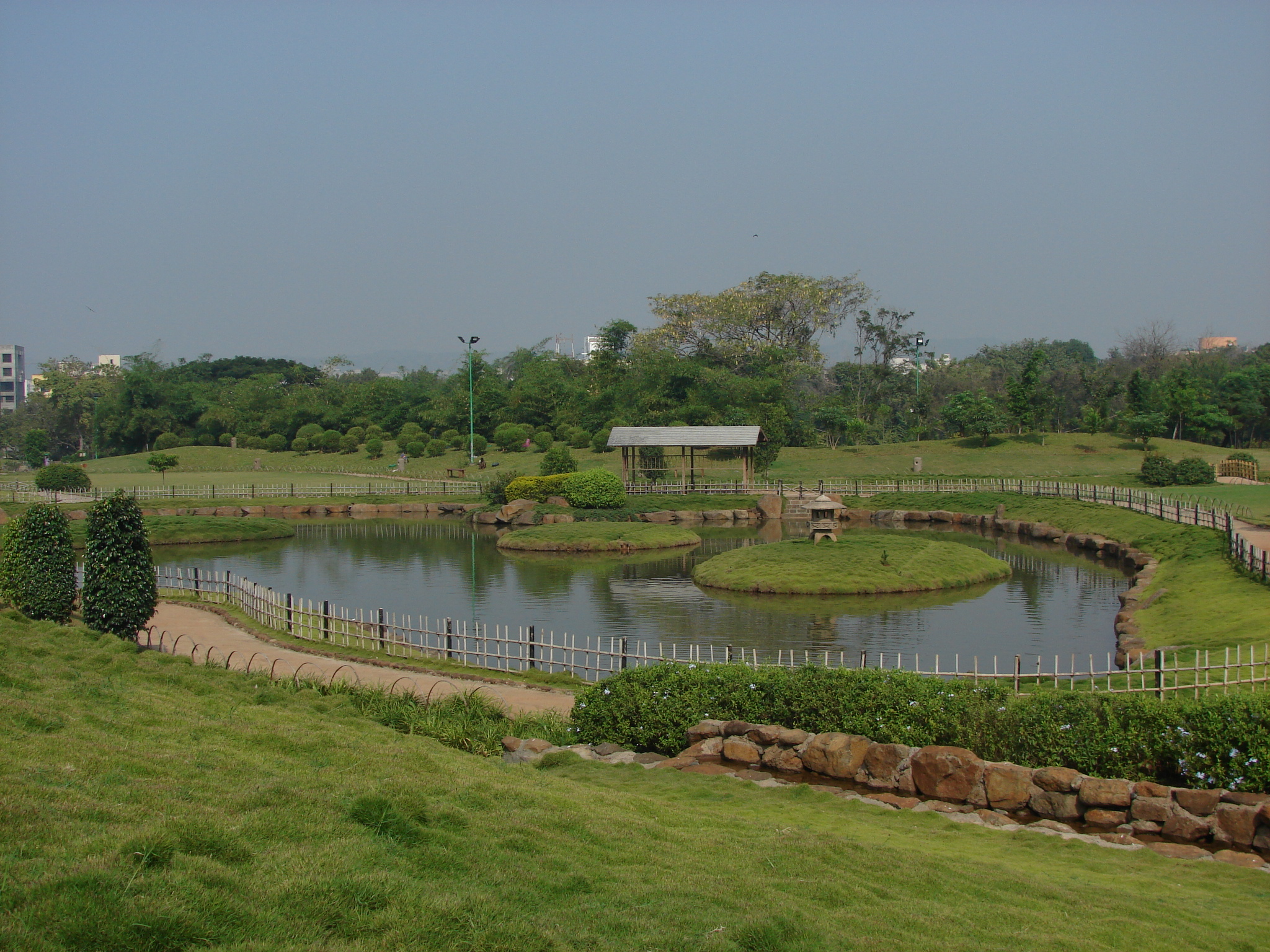
プネー岡山友好公園（プネー）

- 在インド日本国大使館茶室/日本庭園 （デリー首都圏）
森歓之助作
- インド大統領官邸 (Rashtrapati Bhavan) 日本庭園 （デリー首都圏ニューデリー）
1958年、森歓之助作。約0.25エーカー[14]
- ロシャナラ・ガーデン (Roshanara Bagh) 内日本庭園 （デリー首都圏オールドデリー）
1958年、森歓之助作[14]
- デリー動物公園 (National Zoological Park Delhi) 内日本庭園 （デリー首都圏オールドデリー）
1958年、森歓之助作。約11エーカー[14]。
- プネー岡山友好公園 （マハーラーシュトラ州プネー）
2006年開園。プネー市は岡山県と友好交流協定を結んでおり、庭園は岡山後楽園がモデル。

#### パキスタン
- イスラマバード・チルドレン・プレイランド内日本庭園 （イスラマバード）
1985年、日本政府より寄贈[15]。
- カラチ日本総領事館日本庭園 （カラチ）
2005年

#### スリランカ
- ヌワラエリア日本庭園「亀島」

### 西アジア

#### イスラエル
- ラマート・ガン国立公園 (Ramat Gan National Park) 内日本庭園（テルアビブ地区ラマト・ガン）
1993年、中根庭園研究所作。
- 在イスラエル日本大使館日本庭園
2002年
- ガン・ヤパー二 1962年, ギルボア山の麓にあるキブツ・ヘフチバが宗教法人キリストの幕屋、エルサレム・マクヤセンターと共同で長年かけて作り上げたもの

#### トルコ
- バルタリマン日本庭園 Baltalimanı Japon Bahçesi （イスタンブール市サリエル区）
- アナトリア考古学研究所付設「三笠宮記念庭園」 （クルシェヒル県カマン（英語版））
1993年開園[16]
- エスキシェヒール日本庭園[17][18] Eskişehir'de Japon Bahçesi （エスキシェヒル県エスキシェヒール）
2010年完成。エルトゥールル号遭難120年を記念したもの
- メルシン市日本庭園
薗田穣基本計画
- 日本京都庭園 Japon Kyoto Bahçes （コンヤ県コンヤ）
2010年完成。約30,000m2。
コンヤ市は京都市とパートナーシティ提携[19]。
- ブルサ植物園 (tr:Bursa Botanik Parkı) 日本庭園 （ブルサ県ブルサ市ニルフェル区）
2010年開設。ブルサニルフェル区と愛知県東海市が姉妹都市[20]

#### ヨルダン
- ヨルダン国立博物館日本庭園 （アンマン・ジャバル・ウェブデ（Jabal Al-Weibdeh））
2006年完成[21]。
- アブドゥン日本庭園 （アンマン・アブドゥン（英語版））
2010年完成[22]。

#### レバノン
- 在レバノン日本国大使館日本庭園 （ベイルート）
1999年-2001年

#### オマーン
- オマーン平安日本庭園（マスカット市）

2001年、綜合庭園研究室

### 中央アジア

#### ウズベキスタン
- 日本人死亡者慰霊碑・日本人抑留者記念碑日本庭園 （タシケント）

## ヨーロッパのおもな日本庭園

### イギリス・アイルランド
イギリスおよびアイルランドには、およそ50の公開日本庭園がある。

#### イギリス ― ロンドン

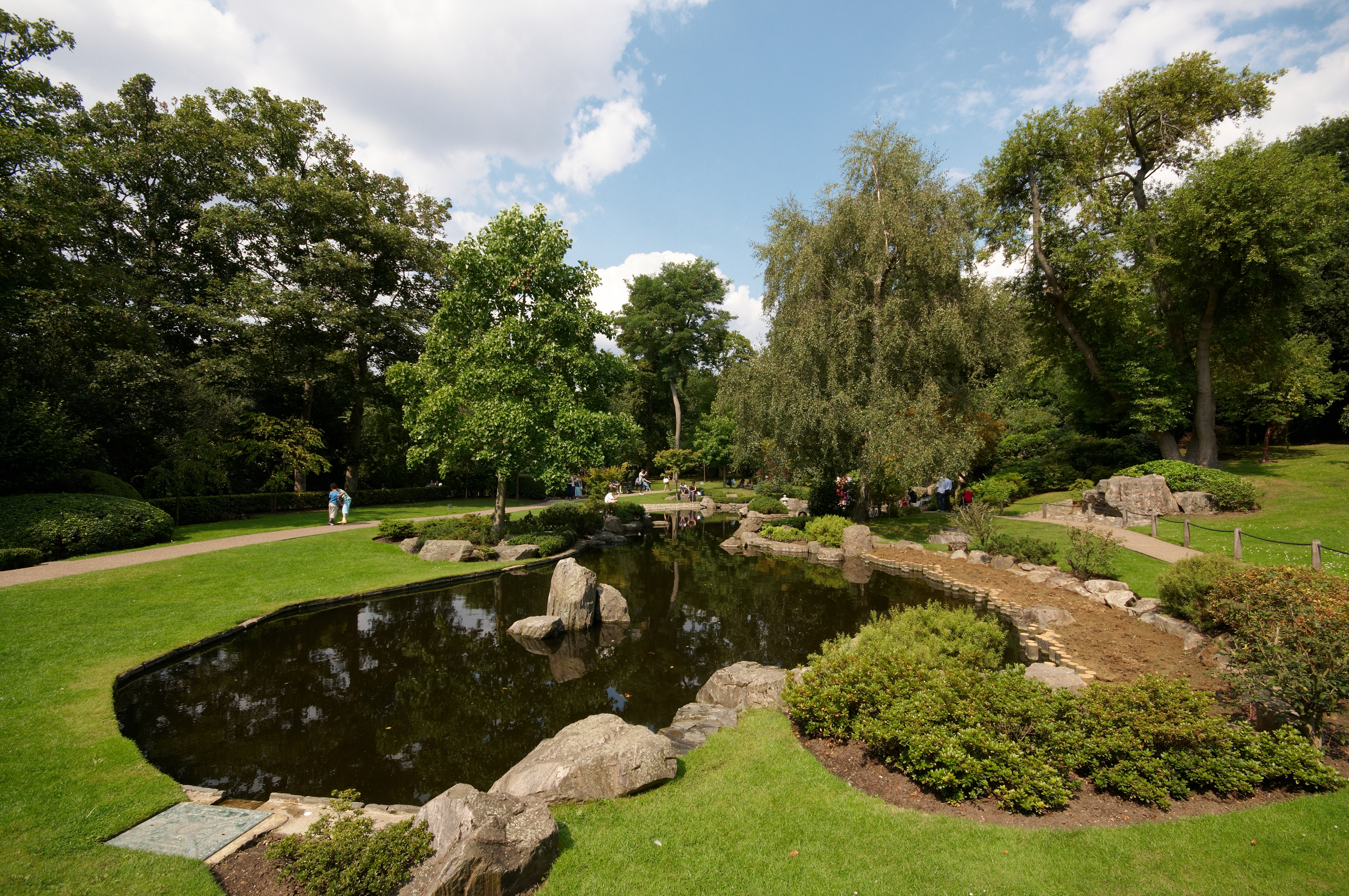
ホラントパーク内京都庭園（ロンドン）

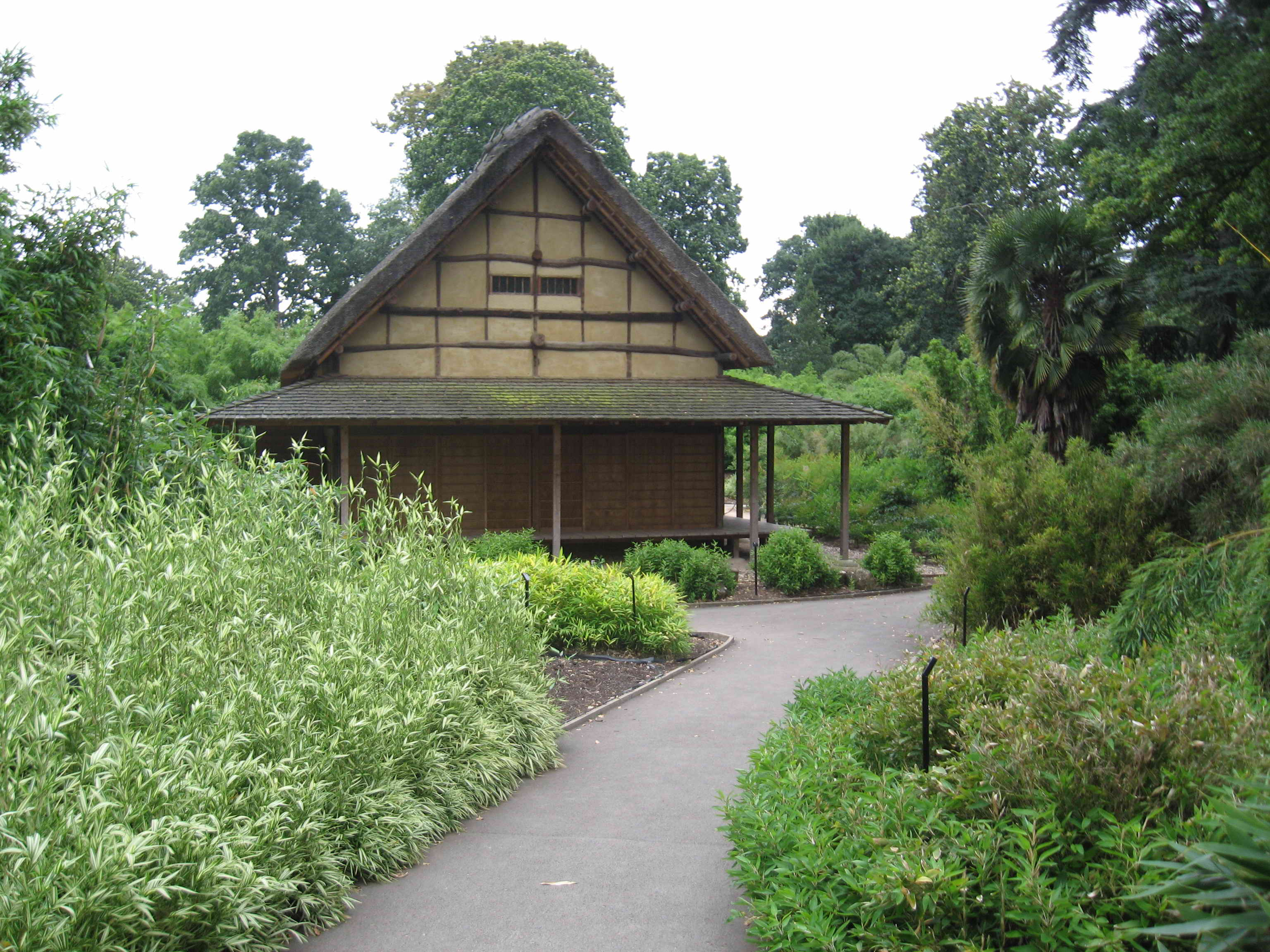
キューガーデン内の「民家」（ロンドン）

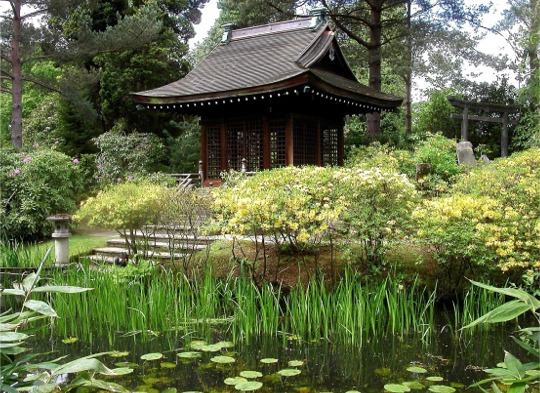
タットンパーク（ナッツフォード）

- リージェンツ・パーク内日本庭園 （ウェストミンスター）
- キューガーデン内日本庭園 （リッチモンド）
枯山水は1996年[2]
- ホーランドパーク（英語版）内「京都庭園」 （ケンジントン）[23]
1991年、池泉回遊式庭園[2]
ロンドン日本協会創立100年を記念した「ジャパン・フェスティバル」の一環として造営[24]。
- ホーランドパーク内「福島庭園」 （ケンジントン）
2012年、「京都庭園」に隣接して設置[25]。
東日本大震災（2011年）における被災地復興を祈念し、英国からの支援に感謝を表す趣旨から命名
- 旧フレディ・マーキュリー邸日本庭園 （ケンジントン）
- 旧アルジャーノン・ミットフォード邸日本風庭園
1890年代の造営
- ロンドン大学東洋アフリカ研究学院（SOAS）内日本庭園 （ラッセル・スクウェア）[23]
- バージェスパーク (Burgess Park) 内チャムリー・マルチカルチュラル・ガーデンズ（サザーク）
- ペッカム・ライ (Peckham Rye) 池泉回遊式庭園 （サザーク）
1914年頃[2]。日英博覧会に出展された建物を移築し周囲を庭園化した
- オリエンタルシティ (Oriental City) 日本庭園 （コリンデール（英語版））
- ガナーズベリーパーク (Gunnersbury Park) 内日本庭園 （ブレントフォード）
1902年頃、池泉回遊式庭園[2]

#### イギリス ― イングランド（ロンドン以外）
- RHSガーデン・ウィズリー (RHS Garden, Wisley) 内ロックガーデン （サリー州ウィズリー（英語版））
王立園芸協会（RHS）の運営。盆栽園は1998年[2]。
- ウォーレン・ロード Warren Road ウォーターガーデン （サリー州キングストンヒル）
1865年作庭の池泉回遊式[2]
- コンプトンエーカーズ (Compton Acres (garden))  （ドーセット州プール）[23]
1929年に建設。敷地には日本庭園の他にイタリア式庭園なども
- キングストン・レイシー (Kingston Lacy) 内日本庭園 （ドーセット州ウィンボーン・ミンスター（英語版））
- ニューステッド・アビー内日本庭園 （ノッティンガムシャー州レイブンズヘッド（英語版））
- デインズコート墓苑 Danescourt Cemetery （ウェスト・ミッドランズ州ウルヴァーハンプトン）
枯山水式
- タットンパーク（英語版） （チェシャー州ナッツフォード（英語版））[23]
1913年完成、英国人庭師による作庭[2]。池泉回遊式庭園。
- フォックスヒル・アボリータム（チェシャー州フロドシャム（英語版））
- ウォークデンガーデンズ Walkden Gardens （チェシャー州）
- ダーティントンホール (Dartington Hall) 付設日本庭園 （デヴォン州トトネス（英語版））[23]
- ヒールハウスガーデン Heale House Garden 池泉回遊式庭園（ウィルトシャー州ソールズベリー）
1901年[2]、朱塗り橋と日本風の建物も園内にある
- ヒルハウス池泉回遊式庭園
1901年
- アイフォード・マナー (Iford Manor) のペトー・ガーデン内池泉回遊式庭園（ウィルトシャー州ブラッドフォード・オン・エイヴォン ）
1982年[2]。
- アン王女研究所内日本庭園「月一如庭」
1996年、濱野年宏作。
- ヘアウッドハウス付設日本庭園（ウェスト・ヨークシャー州リーズ市ヘアウッド）
- パイン・ロッジ・ガーデン内日本庭園
- バッツフォード森林公園  (Batsford Arboretum)  内日本庭園（グロスタシャー州コッツウォルドモートン・イン・マーシュ）
- ビイドルフ・グレンジ・ガーデン（スタッフォードシャー・ビイドルフ・グレンジ通）
中国式に近い
- 日本庭園と盆栽ナーサリー(The Japanese Garden and Bonsai Nursery, コーンウォール・セントモーガン）
回遊式と枯山水
- 雨・Japanese Styled Garden (ランカシャー ホーウィッチ
ボルトン近くにある日本庭園スタイルのプライベートガーデン。ヴィック&デニス・シルコックの作庭
公式サイト：
- ブラックプール 恵まれない子供達の宿泊施設日本庭園
- フェスティバルパーク日本庭園 （リバプール・デゥライブリバーサイド）
- カルダーストンズパーク日本庭園 （リバプール・カルダーストン通）
池泉回遊式、イギリス人の作
- ロイヤルパーク ブッシーパーク日本風景庭園
- 英国園芸協会ハーローカー庭園
- ミルトン・グランディ日本庭園 （オックスフォードシャー・シップトン-アンダー-ワイチウッド村）
- カペル・マナー・ガーデンズ（ミドルセックス・エンフィールドブルスモールレーン）
- アルダリー・エッジ Alderley Edge
1920年頃、池泉回遊式庭園[2]
- ウィルトンハウス日本庭園（ソールズベリー・ウィルトン・ウォーレンロード）
- ピーサムパーク (Peasholm Park)  （ノース・ヨークシャー州スカボロー）

#### イギリス ― スコットランド
- ガラドタイナドロヒチ（Garadh Tigh Na Drochaid）（ハイランド・ポールツリー、タイナドロヒチ・リソースセントラル）
石庭が路を挟んで2つ存在
- セント・ムンゴ宗教生活美術博物館内日本庭園 (St Mungo Museum of Religious Life and Art)  （グラスコー・キャッスルストリート）[23]
枯山水庭園
- ストボ・キャッスルヘルススパ内日本庭園 （ピーブレッシャー・ストボ）
- ブロートン・ハウス・アンド・ガーデン （ダンフリーズ・アンド・ギャロウェイ）
- ローリストン城 (Lauriston Castle) 内日本庭園 （エジンバラ）[23]
2002年開園
- スコットランド・エディンバラ日本庭園
- ダジーパーク日本庭園 （アバディーンシャー・アバディーン）
- キルドラミーキャッスルガーデンズ （アバディーンシャー・アロード、キルドラミー）
池泉回遊式庭園
- トロセイ・キャッスルアンドガーデンズ（クライナレ）
池泉回遊式

#### イギリス ― その他
- サー・トーマス＆レディー・ディクソン・パーク (Sir Thomas and Lady Dixon Park) 内日本庭園 （北アイルランド・ベルファスト）
- Fujiyama 日本庭園（北アイルランド）
- ウェールズ王立植物園内日本庭園
2001年造営

#### アイルランド共和国
- アイリッシュ・ナショナルスタッド付設日本庭園 （キルデア県キルデア）[23]
1906年-1910年制作
- パワーズコート内日本庭園 （ウィックロー県エニスケリー）
- ラフカディオ・ハーン庭園（ウォーターフォード県トラモア）

### フランス・ベネルクス

#### フランス

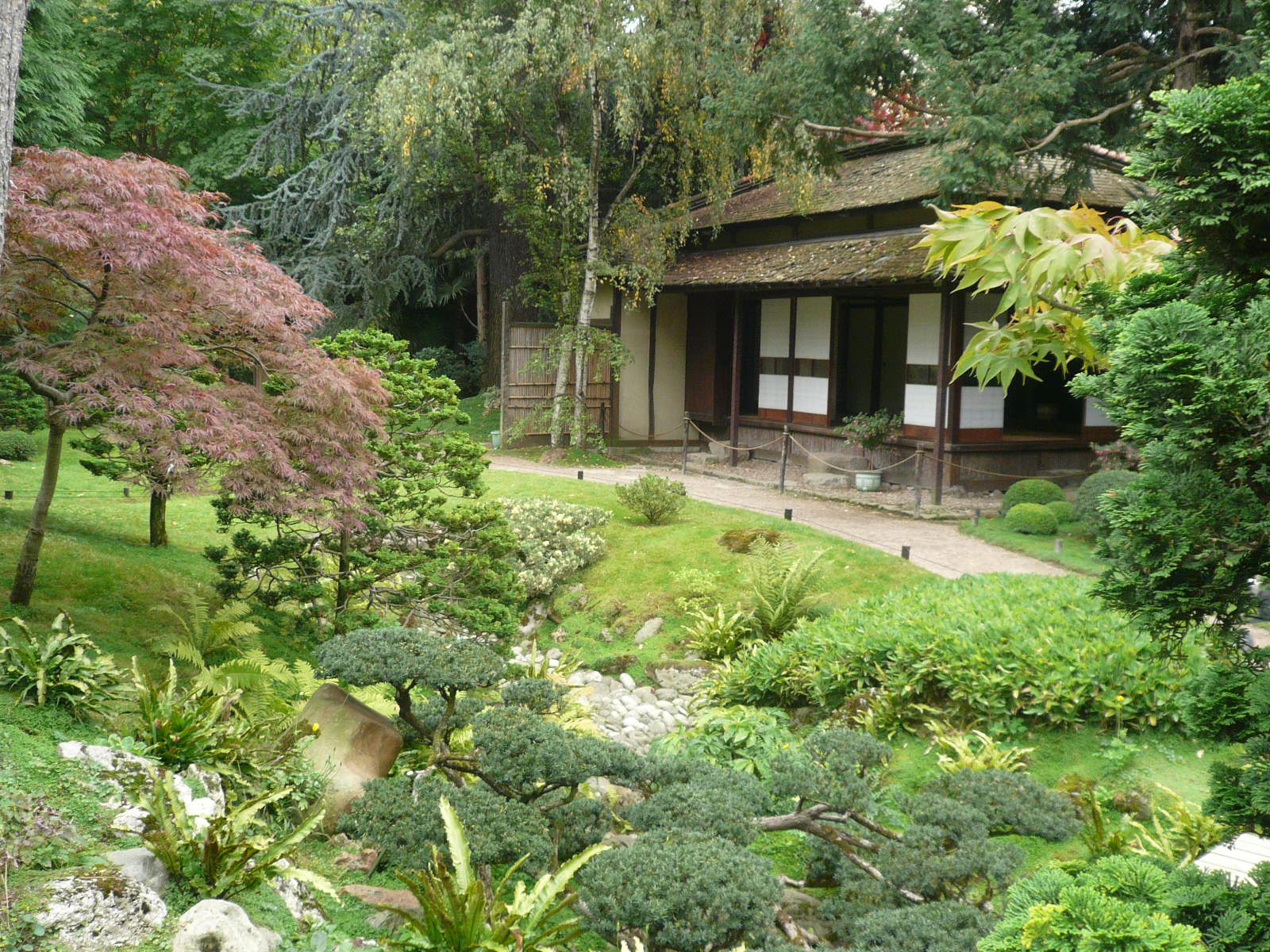
アルベール・カーン庭園 （ブーローニュ＝ビヤンクール）

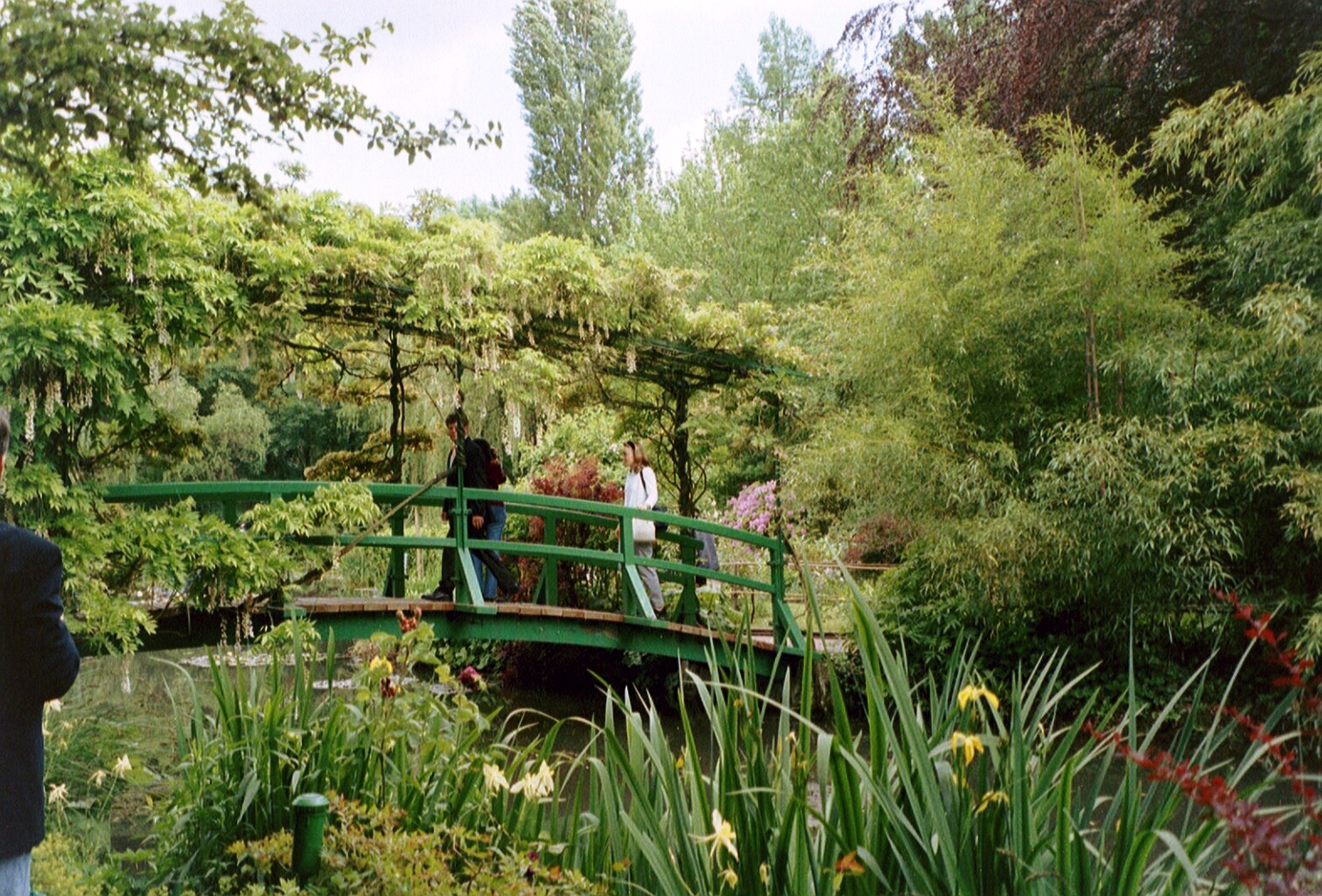
モネの庭 （ジヴェルニー）

- アルベール・カーン庭園 （オー＝ド＝セーヌ県ブーローニュ＝ビヤンクール）
高野文彰設計
- パリ・ユネスコ本部の日本庭園
イサム・ノグチ、佐野藤右衛門
- シネマ・パゴダ日本庭園 （旧ボンマルシェ迎賓施設日本庭園の一部）
オリジナルは1897年造営
- クロード・モネの庭 （ジヴェルニー）
日本庭園風太鼓橋
- ロスチャイルド美術館内日本庭園 （ニース）
- 旧ド・ロトシルド邸日本庭園 （ニース）
1905年から1912年
- 日本庭園「竹林 (Bambouseraie)」 （ガール県）
- パリ国際大学都市日本館日本庭園
1929年竣工
- ギメ東洋美術館別館の日本庭園
1992年造営、2001年に茶室追加改修
- ユーロアジアセンター内日本庭園
高野文彰設計
- イル・ド・ヴェルサイユ日本庭園 (fr:Jardin japonais de l'Île de Versailles (Nantes))  （ナント）
- リュエイユ＝マルメゾン日本庭園 （オー＝ド＝セーヌ県リュエイユ＝マルメゾン）
1990年、千葉県東金市から姉妹都市提携記念に寄贈
- クーランス城内日本庭園
1930年代に造営。プラフランスの竹園。盆栽園は1956年
- 禅の庭 （ドローム県ヴァランス近郊）
エキック・ボルジャ、ジョゼフ・グリマルディの作
- モレヴリエ東洋庭園 (Parc Oriental de Maulévrier)  （メーヌ＝エ＝ロワール県モレヴリエ）
1899年から1913年の造営
- ラ・セル＝サン＝クルー城内 日本庭園 （ラ・セル＝サン＝クルー市）
2015年 別府梢風園 設計・制作

#### モナコ
- モナコ日本庭園 （東屋、茶室完備）
2000年 クリスチャン・ジョルダン、別府梢風園 設計・制作

#### ベルギー

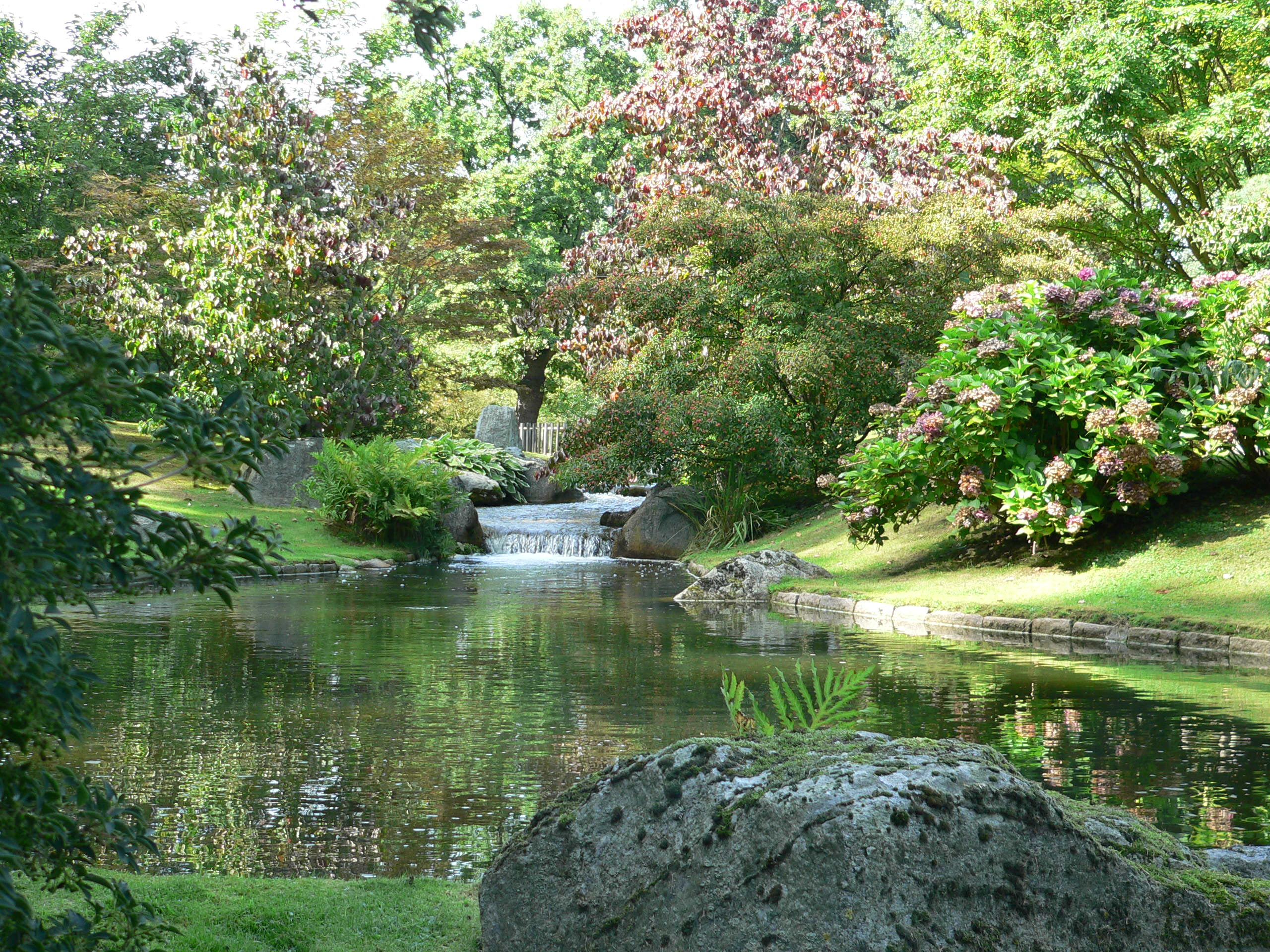
ハッセルト日本庭園 （ハッセルト、井上卓之作）

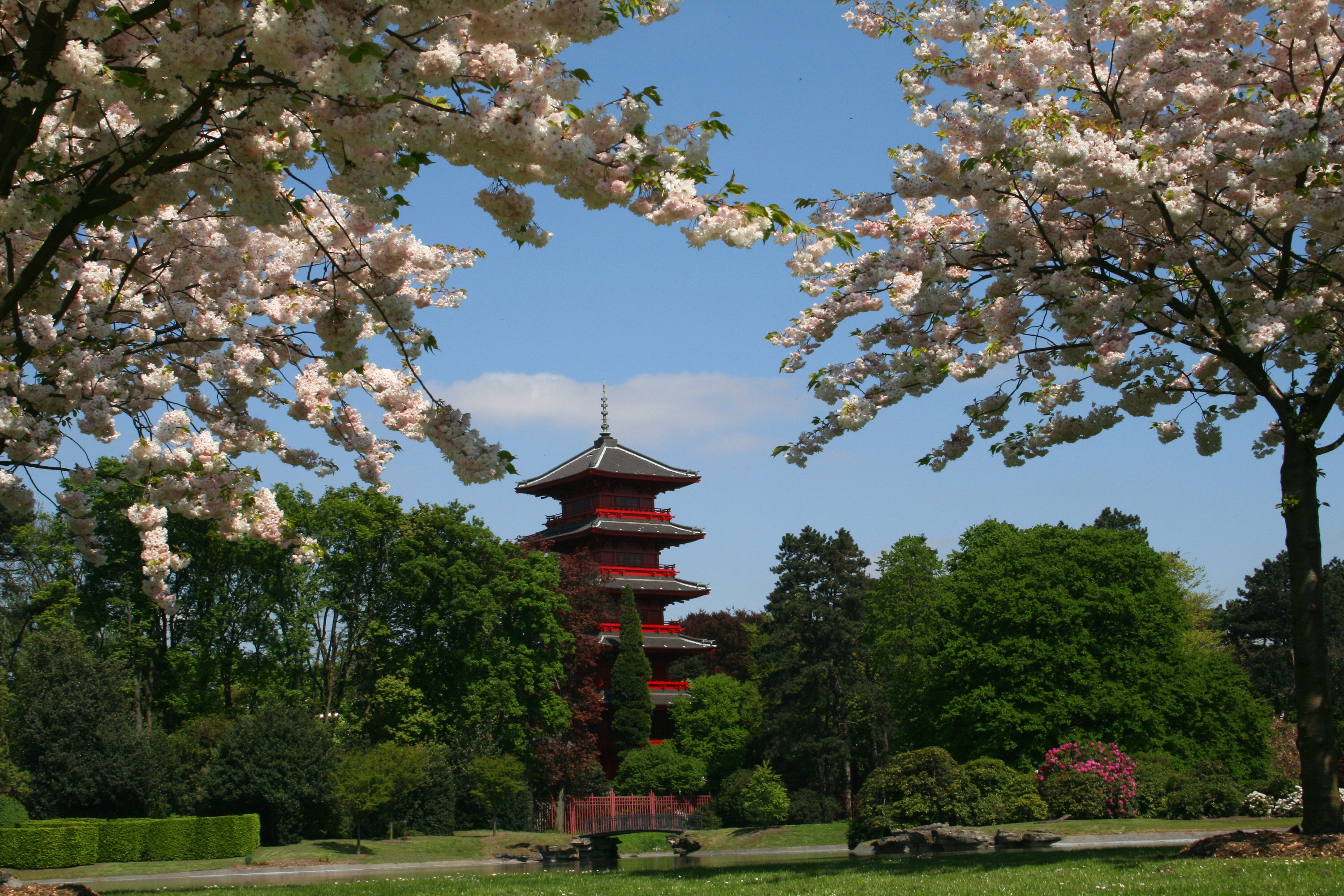
極東博物館日本風庭園 （ラーケン）

- 自然博物館・シェフトニュ (Domaine de Chevetogne NEM) 日本庭園 （ナミュール州）
2003年、ウィーベ・カウテルト設計・制作
- ペルモーレン公園内日本庭園 (Japanse Tuin) （リンブルフ州ハッセルト）
1992年造営。姉妹都市伊丹市の協力によるヨーロッパで最大規模の日本庭園
井上卓之設計
- ラーケン王宮・極東博物館日本風庭園 （ブリュッセル、ラーケン）
1901年造営。日本風五重塔を持つ。

#### オランダ
- クリンゲンダール公園 (nl:Landgoed Clingendael) 内日本庭園 （ハーグ市、旧ヴァン・ブリーネン伯爵夫人邸）[26]
1890年から1989年
- キューケンホフ公園ベアトリクス・パビリオン日本庭園
- ライデン大学植物園(Hortus Botanicus Leiden)シーボルト記念庭園 （ライデン）
1987－1990年、ウィーベ・カウテルト設計。ウィーベ・カウテルト、尼崎博正、中村一、平岡直樹共同制作）[27]
- オランジェリー日本庭園 （デン・ヘルダー）
1998年-2001年 中村一、ウィーベ・カウテルト、尼崎博正ら制作
- オランダ坪園近代日本の禅・枯山水庭園 （レリスタット）
大刈込、箱造りトピアリーなどの坪園
- ホテルオークラ・アムステルダム内日本庭園

### 中央ヨーロッパ

#### ドイツ

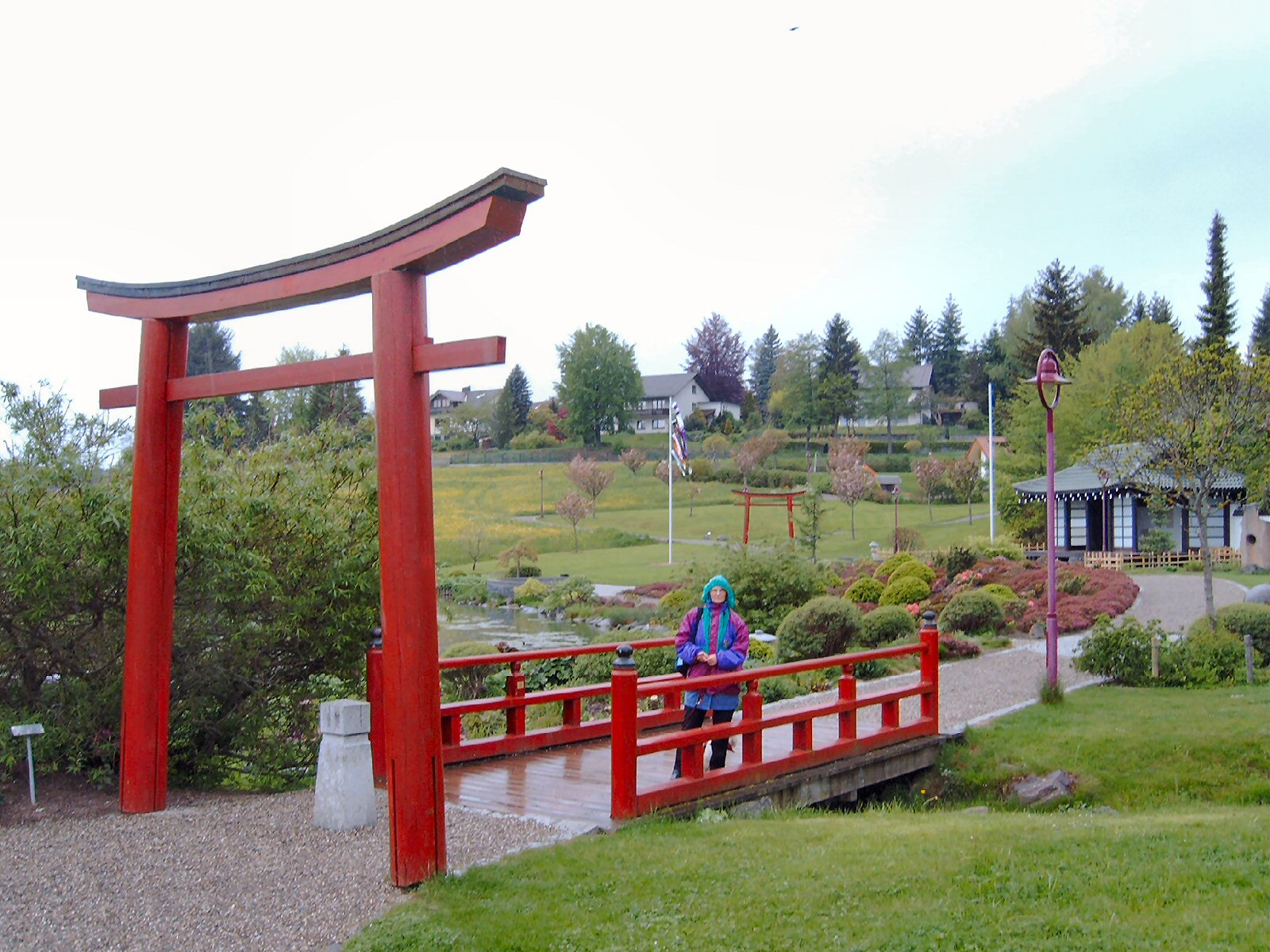
ボンドルフ庭園

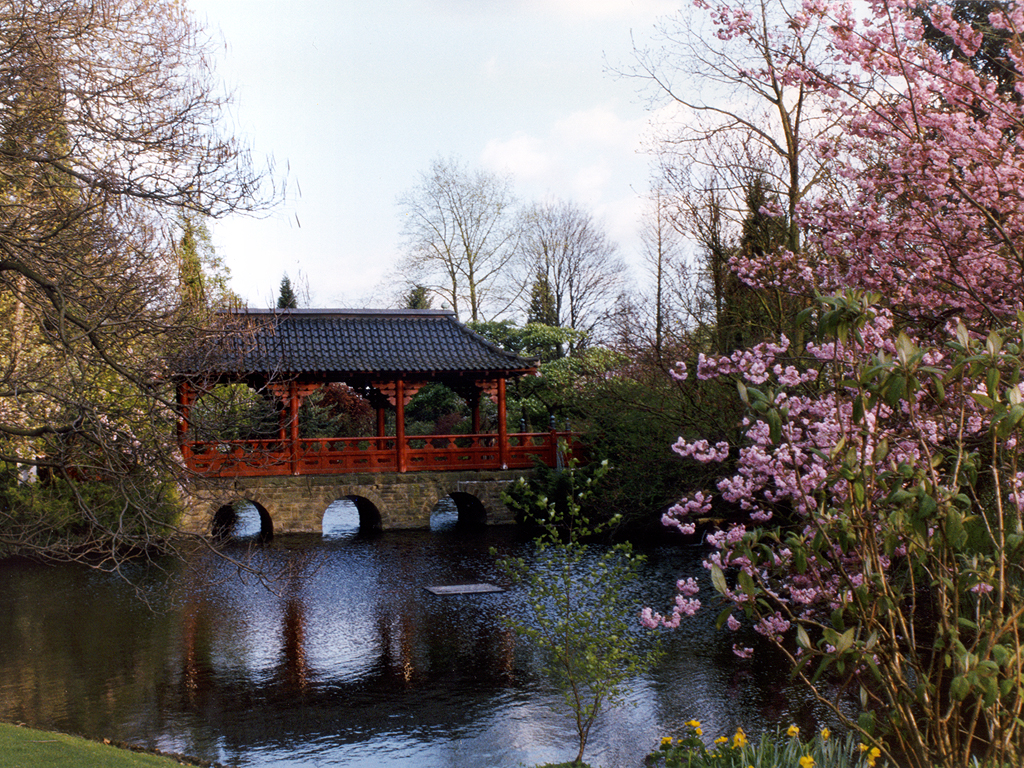
レーヴァークーゼン日本庭園

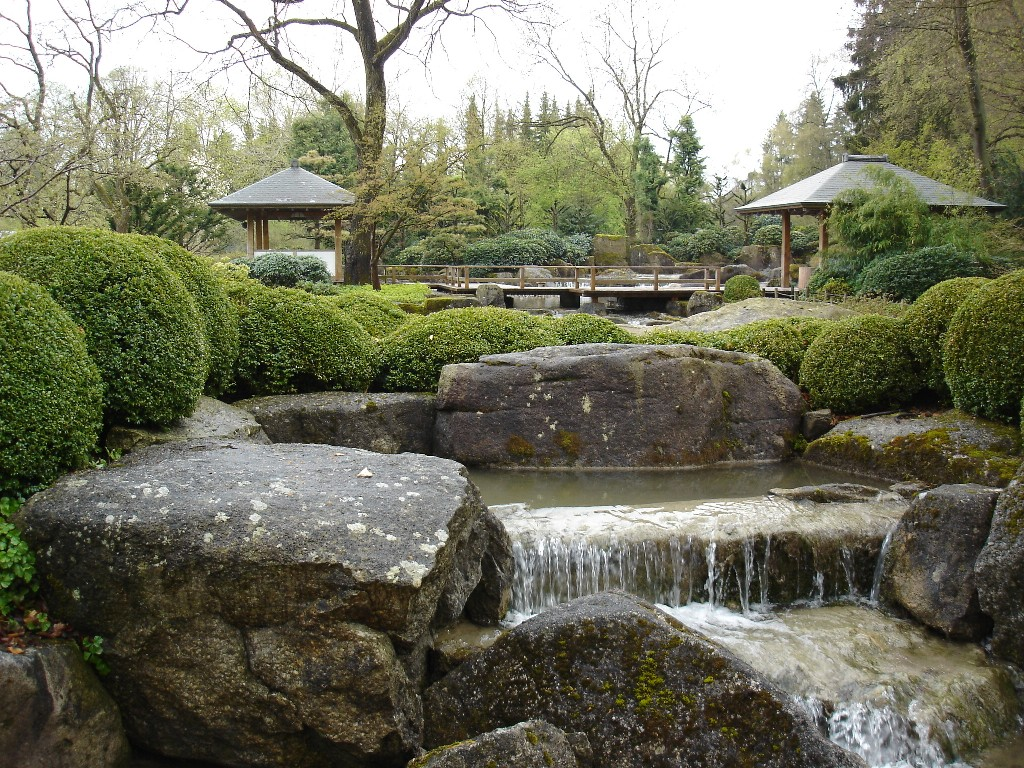
アウクスブルク日本庭園（アウクスブルク）（荒木芳邦作）

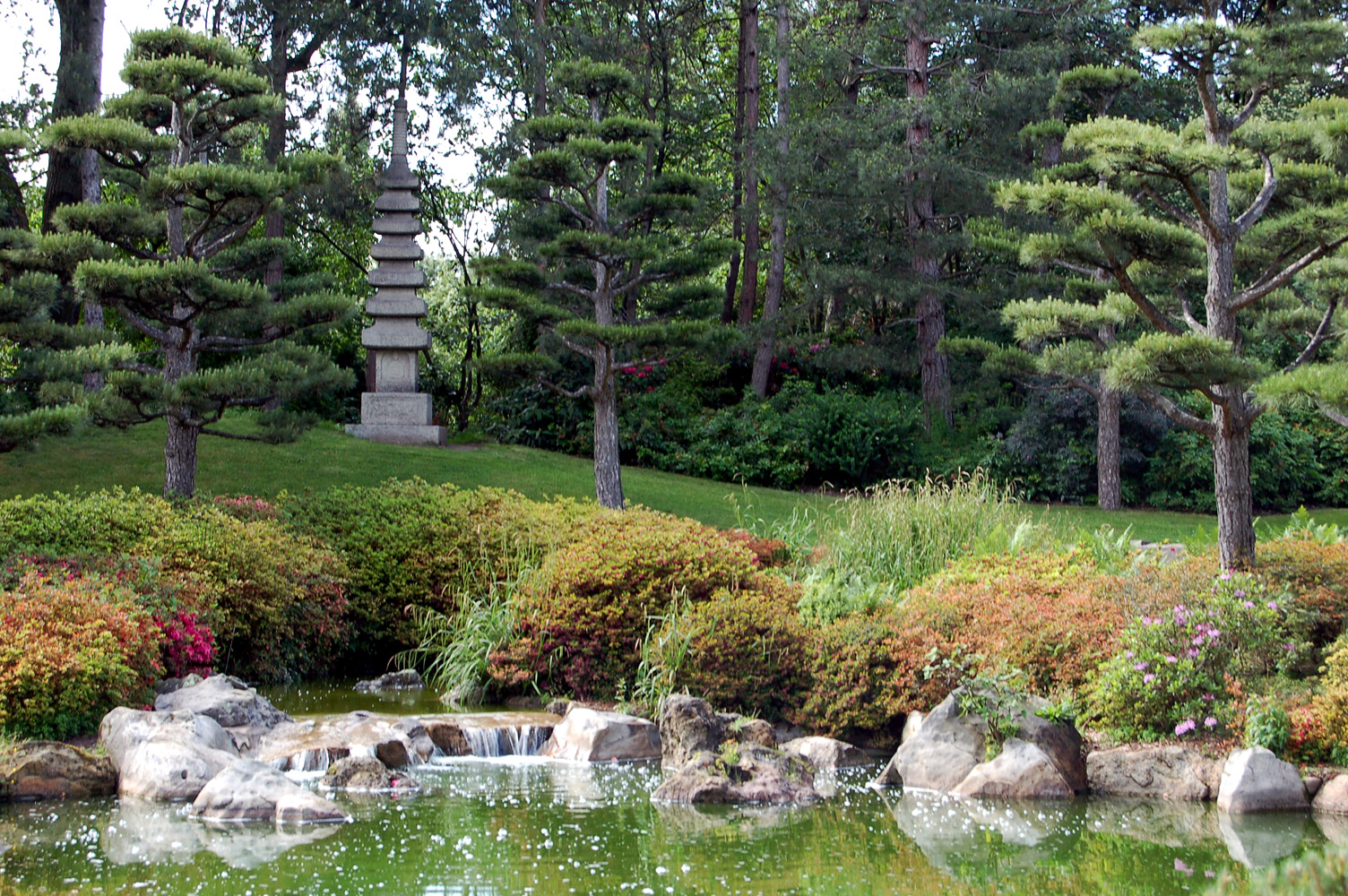
ノルトパルク日本庭園（デュッセルドルフ）

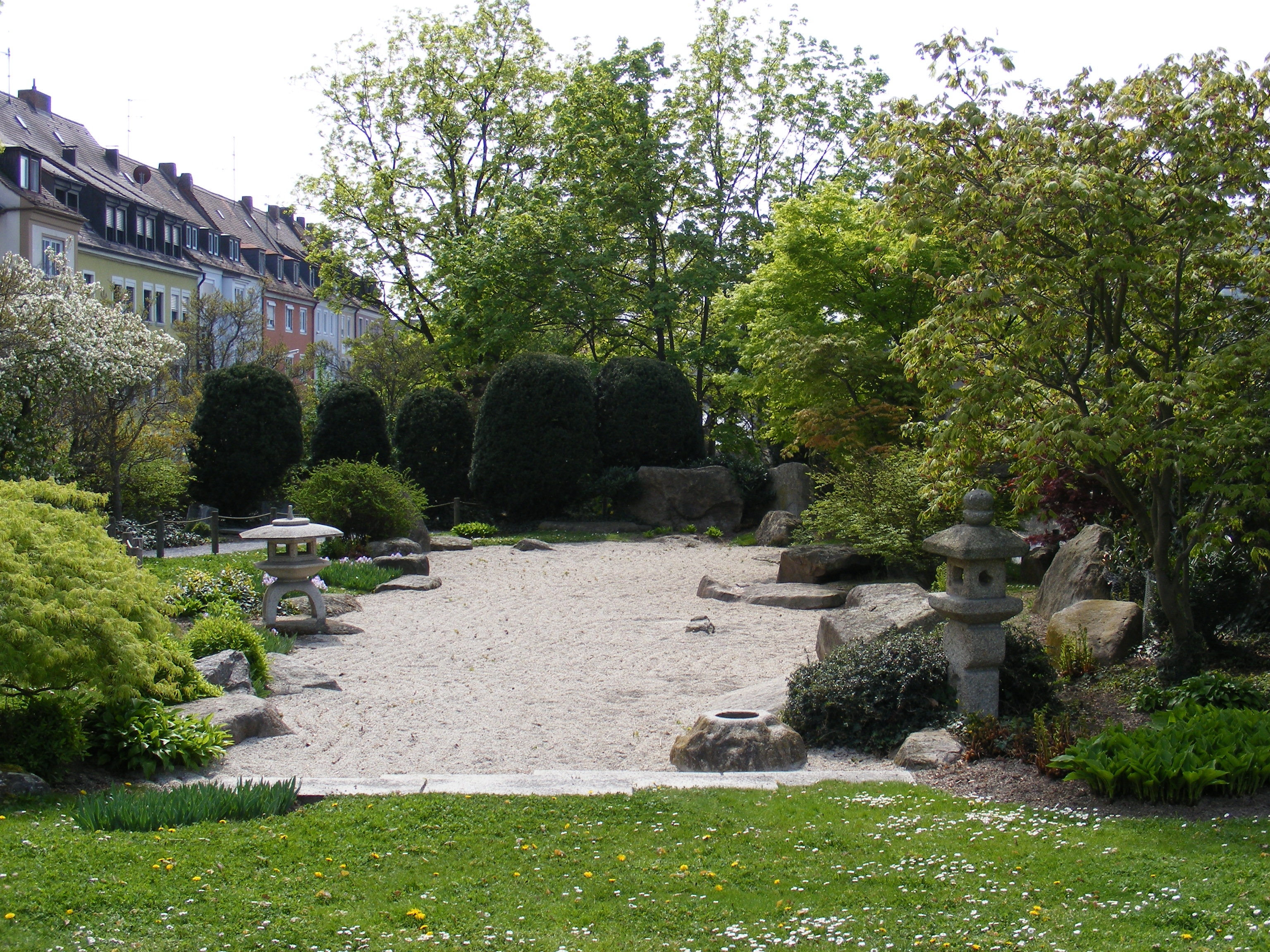
禅ガーデン（ヴュルツブルク）

- 日本文化センター「恵光ハウス」日本庭園（デュッセルドルフ）
- ジュッセルドルフ日本庭園
岩城亘太郎作
- デュッセルドルフ・ノルトパルク (de:Nordpark Düsseldorf) 日本庭園 （デュッセルドルフ・Kaiserswerther Str. 390）
- ブローメン植物公園 (de:Planten un Blomen) 内日本庭園 （ハンブルク）
荒木芳邦設計[28]
1985年
- ハンブルク大学植物園 (de:Botanischer Garten Hamburg) 内日本庭園
1978年 荒木芳邦設計
- ホテルリンデンホーフ日本庭園（ビーレフェルト）[29]
- 不二庭（シュトゥットガルト）
2008年 枡野俊明設計
- 日本庭園「大津ガーデ」「近江の庭」（ヴュルツブルク市）[30][31]
バイエルン州庭園博覧会に出展 1990年,中根庭園研究所
- ブレーメン海外博物館 (de:Übersee-Museum) 日本庭園 （ブレーメン）
- ロードデンドロン公園 (de:Rhododendron-Park Bremen) 内園芸及び盆栽庭園（ブレーメン）
- ヴェストファーレン公園 (de:Westfalenpark) 内日本庭園 （ドルトムント）
- エアフルト造園博覧会会場 (de:egapark) 日本庭園
- アウクスブルク植物園 (de:Botanischer Garten Augsburg) 内日本庭園
1984年 荒木芳邦設計
- マリーンパークセンター日本庭園フライブルク フリュキガー湖 (de:Flückigersee) 
1990年開園 園芸フェス跡地日本庭園
- ハノーファー市立公園内コングレスセンター日本の茶庭
- Dendro（ハイナースロイト）

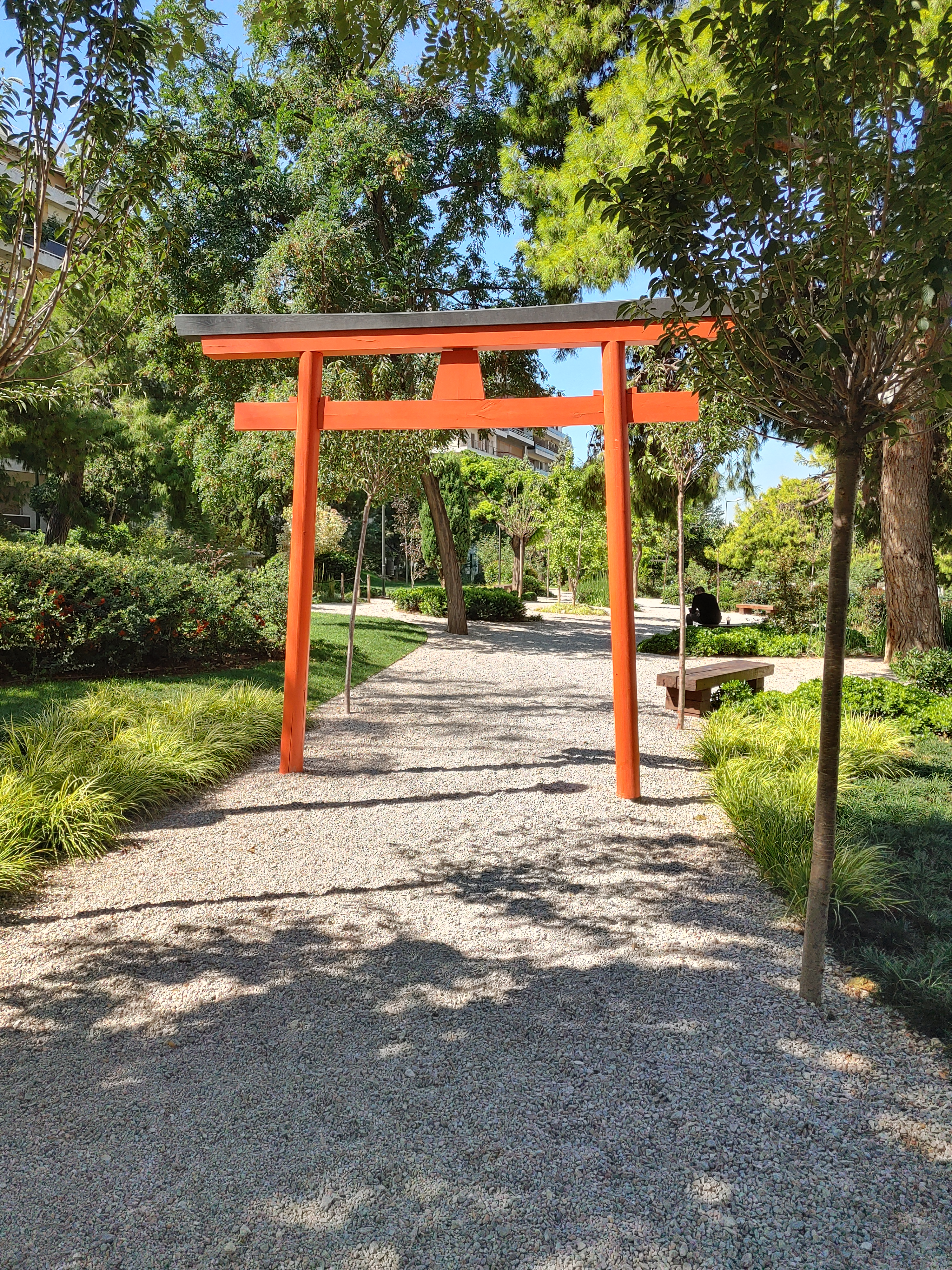
アテネ日本庭園入口の鳥居

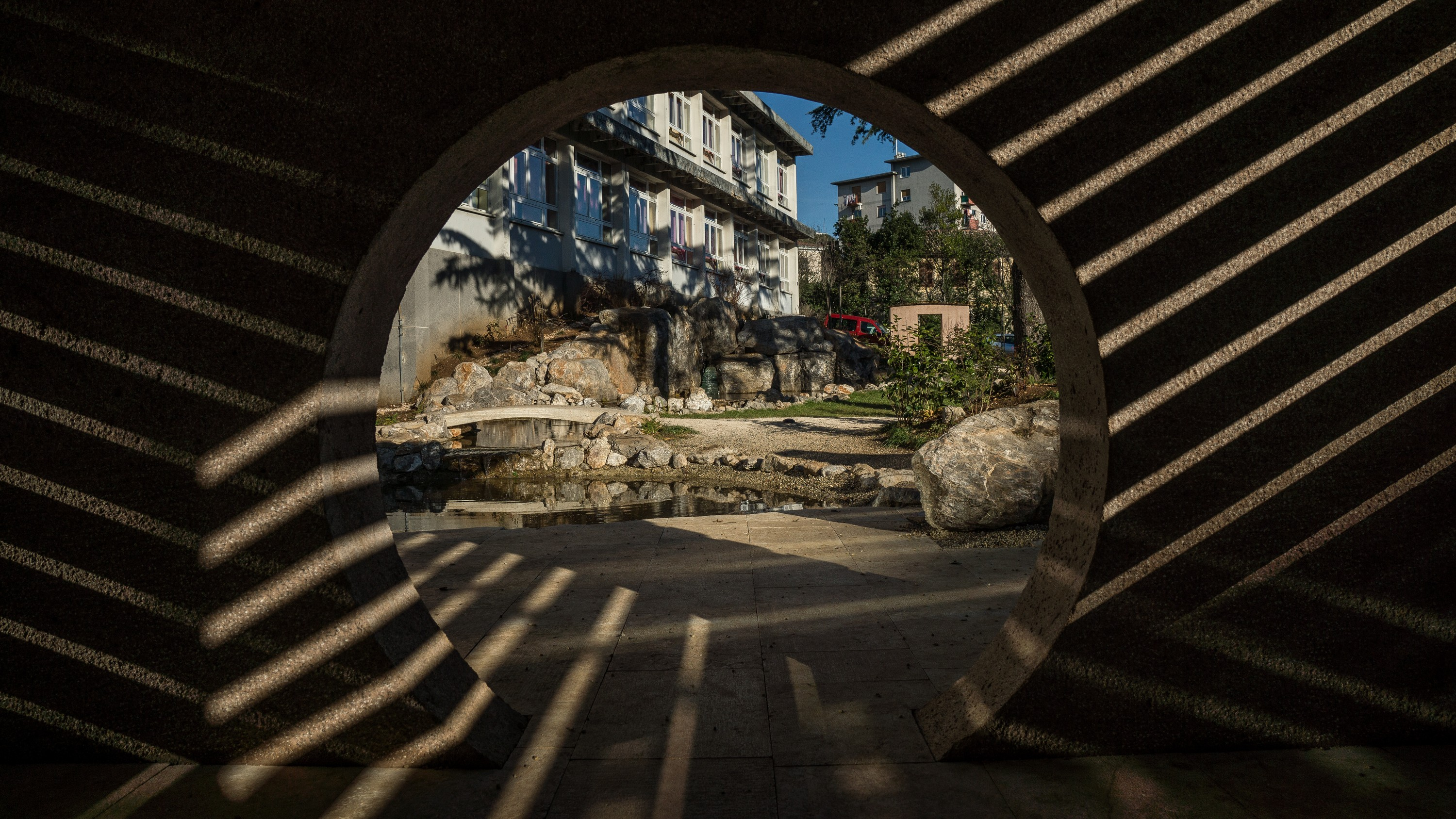
立礼式茶室の躙り口－リエカ市立ヴェジーツァ小学校日本庭園

- カール・デュースベルク園日本庭園 (de:Japanischer Garten (Leverkusen)) 禅の庭（レーヴァークーゼン）
- ルートヴィヒスブルク日本盆栽庭園－Bluhendenバロック内
- メールス・メールス城公園（ドイツ語版）日本庭園
- ミッテルザクセン天然ガス社（Erdgaswerke Mittelsachsen）所有 （エルベ・シェーネベック（ドイツ語版） カール・マルクスStr.18）[32]
- シュロス・ミツコ （トーデンドルフ（ドイツ語版））
- 「宇楽園」・ペトリスベルク山 (de:Petrisberg) 園芸フェス 跡地庭園（トリーア）
鈴木重壱設計 [33][34]
- ヴォルフラーツハウゼン（ドイツ語版）市千年祭記念友好日本庭園
- ヴォルフスブルク美術館（ドイツ語版）の中庭（枯山水庭園）
- ミュンヘン・ウェストパーク（ドイツ語版）内日本庭園 （ミュンヘン）
- ミュンヘン再保険会社中庭
1995年 荒木芳邦設計
- アウクスブルク ルドルフ・ディーゼル記念苑 (de:Rudolf-Diesel-Gedächtnishain) 
ヴィッテルスバッハ公園 (de:Wittelsbacher Park)  内
- ボンドルフ城 (de:Schloss Bonndorf) 内の日本庭園（ボンドルフ・イム・シュヴァルツヴァルト（ドイツ語版））
- ライネフェルデ＝ヴォルビスの日本庭園
2002年 Kawamura Kazuhisa 設計[35]
- ザクセン＝アンハルト州（ツァイツ（ドイツ語版）・モーリッツブルク（ドイツ語版）内・日本庭園
- フュルト・イン・ヴァルト（ドイツ語版）・コンベンションセンター 2匹の竜の友情の庭園 [36][37]
- 瞑想の庭 ベネディクトゥスホーフ (de:Benediktushof) 内 （ヴュルツブルク・ホルツキルヒェン）
- エイックホフ邸 (de:Schloss Eickhof) 日本庭園（リーベナウ・ヴォルフガングヘス）
- 日本庭園 (de:Japanischer Garten (Bonn)) ラインアウエ公園 (de:Rheinaue (Bonn)) 内北側 （ボン）
- ビーレフェルト日本庭園・ベーテルてんかんセンター内の枯山水庭園 [38]
2003年[39]
- マリエンベルク城日本庭園（ヴュルツブルク）
- カールスルーエ動物園 (de:Zoologischer Stadtgarten Karlsruhe) 内・日本庭園
1913-1914年 [40]
- フランクフルト・日本センター（ドイツ語版）庭園
1996年、枡野俊明作 [41]
- ルートヴィヒスブルク宮殿（ドイツ語版）庭園内日本庭園 （ルートヴィヒスブルク）
- 日本盆栽庭園 （ポツダム＝ミッテルマルク郡・シュヴィーロウゼー（ドイツ語版）・フェルチ（ドイツ語版））
- グルガ・パーク (de:Grugapark)  （エッセン）
- カイゼルスラウテルン日本庭園 (de:Japanischer Garten (Kaiserslautern))  （カイザースラウテルン）
- ケルン市立東洋美術館日本庭園 （ケルン）
1977年
- オークマ・ヨーロッパ社内庭園（クレーフェルト）
- 幸福の庭 (de:Japanischer Garten (Bad Langensalza)) （テューリンゲン州ウンシュトルット＝ハイニヒ郡（ドイツ語版）バート・ランゲンザルツァ（ドイツ語版））
- 日本庭園 パルク・デア・ゲルテン (de:Park der Gärten) 内 園芸フェス跡地（ニーダーザクセン州アマーラント郡（ドイツ語版）バート・ツヴィッシェンアーンツァ（ドイツ語版））
- 在独日本大使館日本庭園 （ベルリン）
1939年、谷口吉郎他作。
- 融水苑 (de:Garten des zusammenfließenden Wassers)  （ベルリン）
エアホールングスパルク・マルツァーン (Erholungspark Marzahn) 内
2003年、枡野俊明作
- ハーゲンベック動物園内日本庭園（ハンブルク）
- ライネフェルデの日本庭園
薗田穣 作

#### オーストリア
- シェーンブルン宮殿内日本庭園 （ウィーン）
1913年造営、オーストリア庭園局。チェコ人のヘフカ&ティヒー設計。
1999年シェーンブルン宮殿内日本庭園の修復。オーストリア庭園局と特定非営利活動法人日本ガルテン協会。設計施工監理：仲隆裕（京都芸術短期大学）、施工：山中功、鈴木健（山中造園）、武邑紀、武邑哲史（西造園）、風間陽介（風間緑化）他。
- 茶庭、枯山水庭園
1999年開園。 シェーンブルン宮殿内日本庭園両側に作庭。オーストリア庭園局と特定非営利活動法人日本ガルテン協会原田榮進会長, 小口基實、戸田芳樹他による
- 世田谷パルク （ウィーン市デープリング（ドゥブリンク）区）
1989、綜合庭園研究室
1992年開園。ドゥブリンク区と世田谷区が姉妹都市[42]
- クアパーク・オーバーラー (de:Kurpark Oberlaa) 内たかさき公園Takasakipark （ウィーン市ファヴォリーテン区（ドイツ語版））
1974年、ウィーン国際園芸博覧会において日本からの出展物として造営（中根金作設計）。1992年、高崎市が整備し寄贈（Ikeda Tadashi設計）[43]。
- カグラン学校庭園 Schulgarten Kagran （ウィーン・カグラン）
職業訓練所生徒の作品 [44]
フランツ・カール・エッフェンベルク・アジア庭園（2000年）[45]のほか、モネの庭の模作（2002年）などがある。
- ホフ2 （ウィーン・アルザーグルント）
アルトンAKH内
- ウィーン大学青海波庭園
1999年5月開園 作庭：特定非営利活動法人日本ガルテン協会 原田榮進会長、岸本平晃（岸本駒造園） ウィーン大学 AAKH 日本学研究所 前
- 寅さん公園
ウィーン市フロリズドルフ、2009年

#### スイス
- 日本庭園「友好の庭」（インターラーケン）
1995年
- スイス・マツダ社日本庭園 （ジュネーヴ）
1983年

- 世界保健機構本部日本庭園 （ジュネーヴ）

1971年 斉藤勝雄作
- ディケル邸庭園

1976年、綜合庭園研究室

#### ポーランド

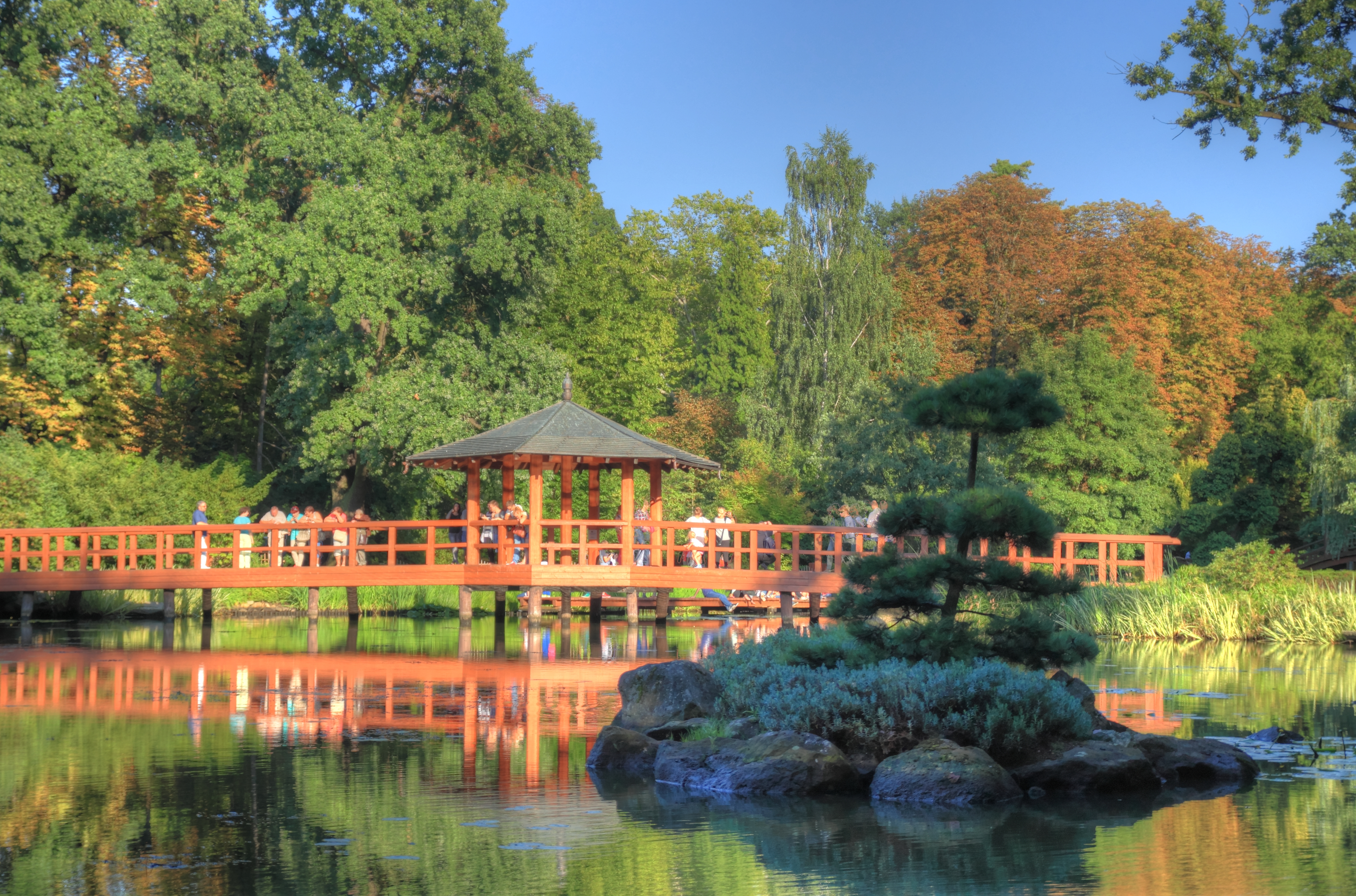
白紅園（ポーランド・ヴロツワフ）

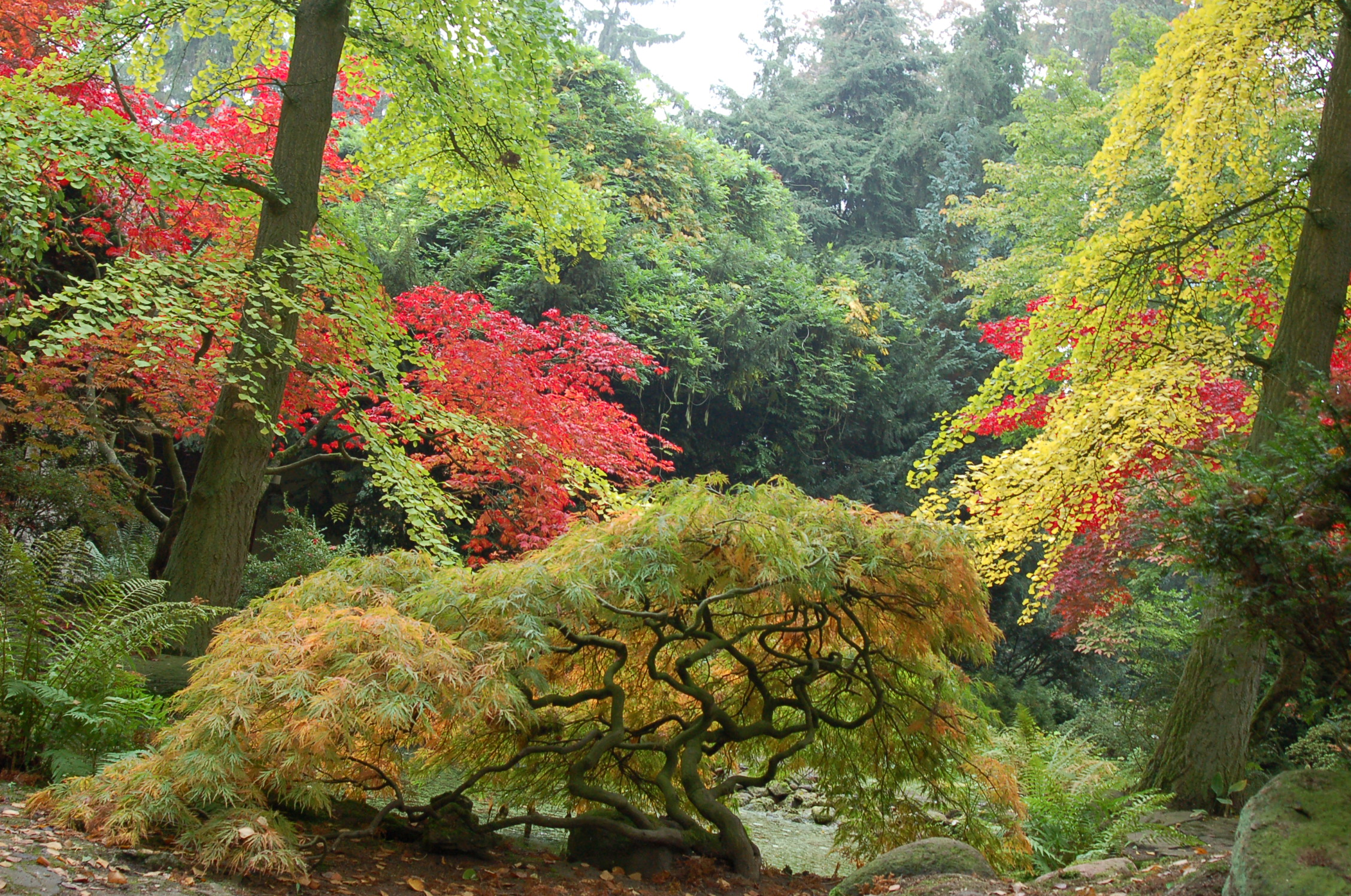
日本庭園、Przelewice (シュチェチン近く)

- ワルシャワ大学図書館 (pl:Biblioteka Uniwersytecka w Warszawie) 屋上庭園 （ワルシャワ）
- ヴロツワフ日本庭園「白紅園」 (pl:Ogród Japoński we Wrocławiu)  （ドルヌィ・シロンスク県ヴロツワフ）[46]
シュチトニキ公園 (pl:Park Szczytnicki) 内
1913年、ナポレオン戦勝100周年記念万国博庭園芸術展作品。
ホッフベルク伯爵/アライ・マンキチ
1995年-1997年に復元。完成直後に洪水のため一部が破壊されたが、1999年に修復
- 日本庭園、植物園 Przelewice (シュチェチン近く)  (en:Dendrological Garden in Przelewice) 
1933年、Conrad von Borsig作
- ウッチ植物園 (pl:Łódzki Ogród Botaniczny) 内日本庭園 （ウッチ県ウッチ）
- ティヒ日本庭園 Kamienny ogród japoński w Tychach （シロンスク県ティヒ）
2008年、Henryk Jan Dominiak作
- 月映の庭 Tsukubae no niwa （ポモージェ県ソポト）
2002年、岡田憲久基本設計

#### チェコ
- プラハ植物園 (cs:Botanická zahrada hl. m. Prahy) 日本庭園 （プラハ）
1997年造園[47]
- ベルツ記念館日本庭園
- ピルゼン市 日本庭園「翔和苑」2004年6月12日開園 作庭：特定非営利活動法人日本ガルテン協会 原田榮進会長、岸本平晃（岸本駒造園）
チェコ共和国ピルゼン市動植物園 Pod Vincemi9301 16 Plzen、Zoologicka[48] [49]

#### ハンガリー
- マルギット島日本庭園（ブダペスト）
- リヒアルト・クーデンホーフ・カレルギー記念石庭（日本庭園、ショプロン市）
2009年 シュミット村木真寿美、野村勘治設計施工

### 南ヨーロッパ

#### スペイン
- ヤマグチ公園（ナバーラ州パンプローナ）
日本庭園の開園は1997年

#### イタリア
- ローマ日本文化会館日本庭園
中島健の制作
1961年

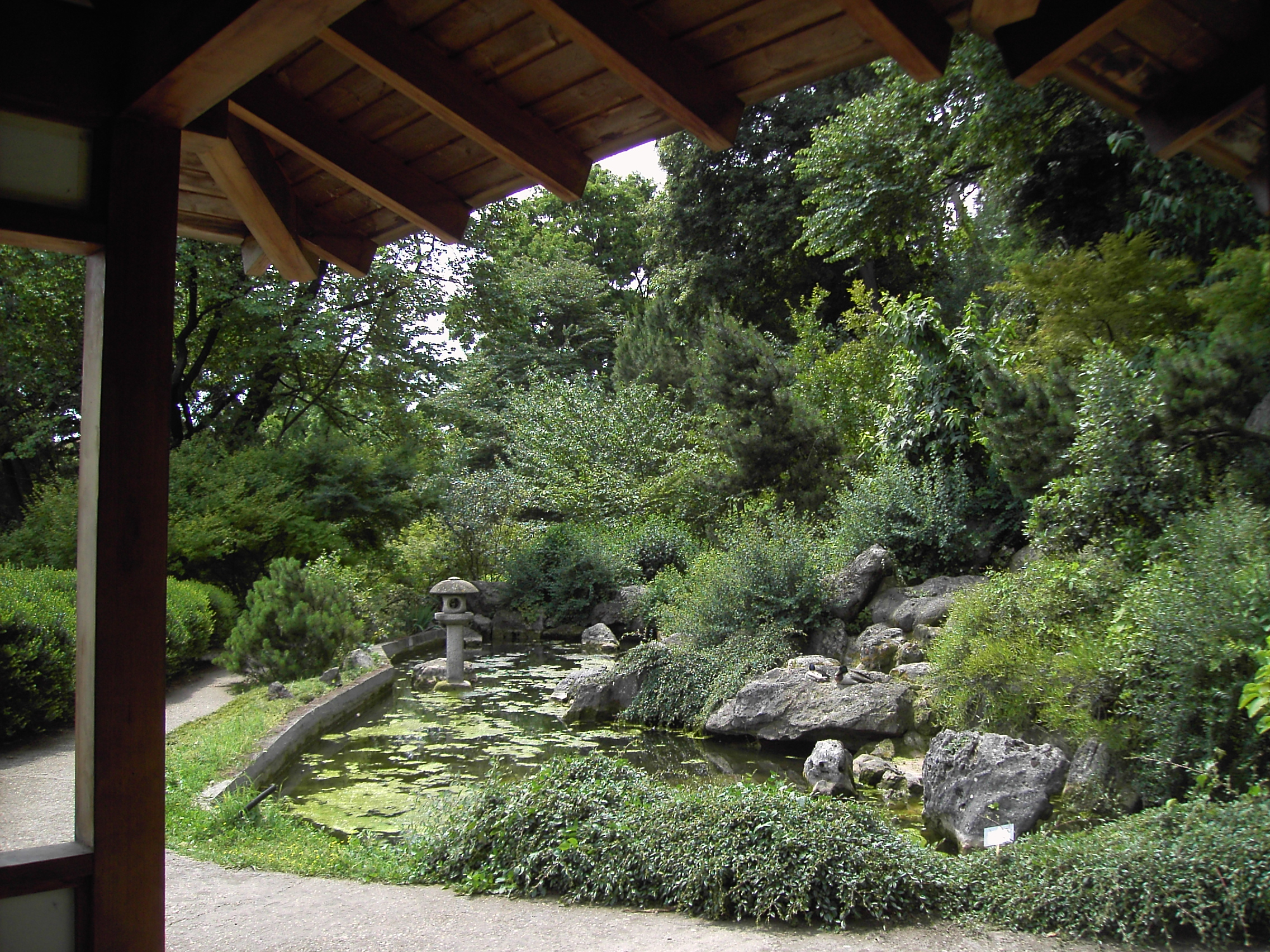
ローマ大学植物園日本庭園

- ローマ大学植物園 (it:Orto botanico di Roma) 内日本庭園
中島健の制作
- チヴィタヴェッキア日本庭園（ローマ県チヴィタヴェッキア）
1998年

#### ギリシャ
- アテネ日本庭園（ドイツ語版）（アテネ）
2022年開園[50][51]

#### クロアチア
- リエカ市立ヴェジーツァ小学校日本庭園（Osnovna škola Vežica Rijeka) （http://os-vezica-ri.skole.hr/）
2013年6月オープン
  - 立礼式茶室とバス停機能を混ぜ合わせた珍しい茶室。鉄板の床の間の仕切りには茶会時は掛け軸、通常時は強力マグネットの時刻表が張られている。茶室の周りに滝がありガラス製の現代風の龍門瀑がある。

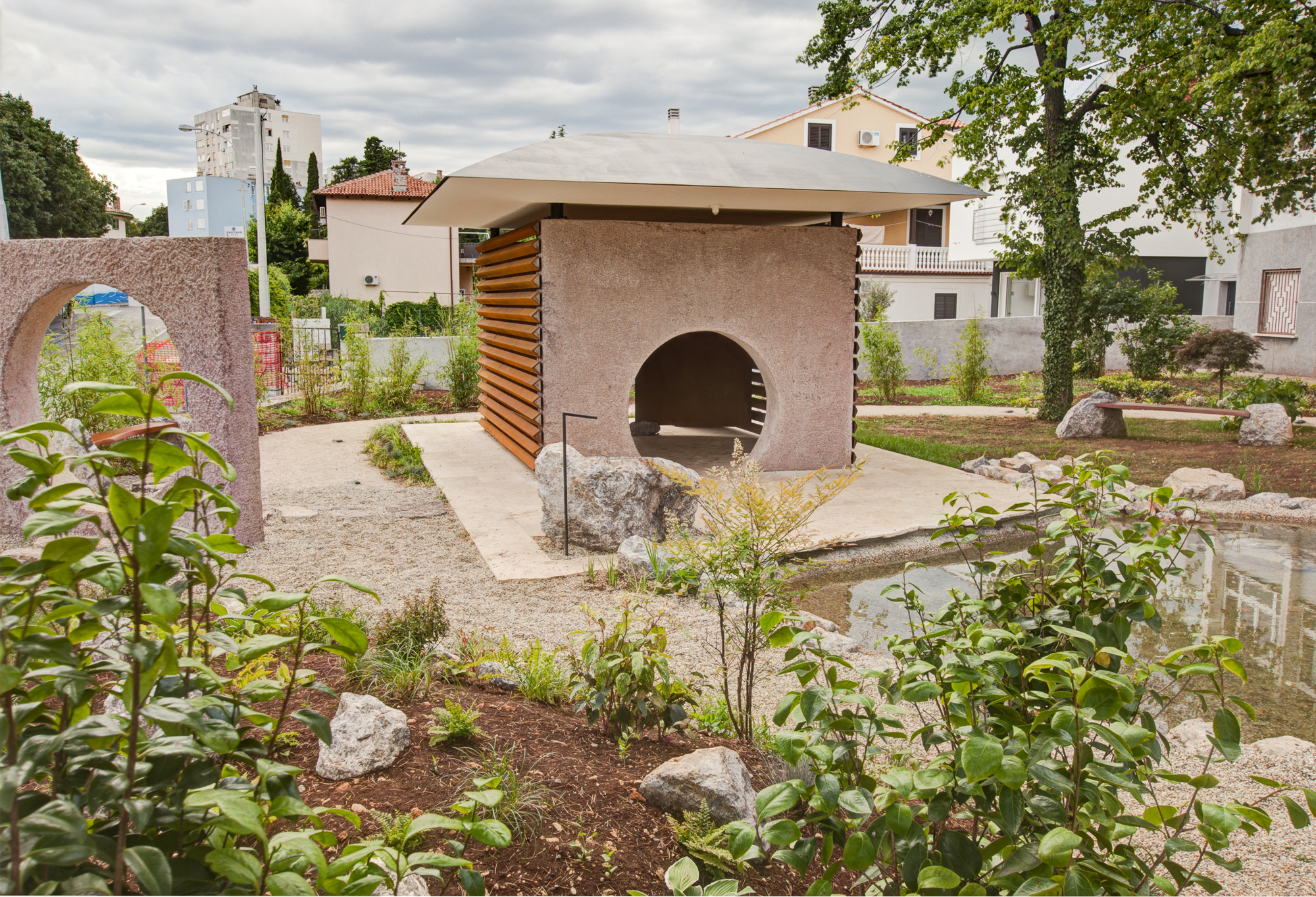
立礼式茶室外観 ― リエカ市立ヴェジーツァ小学校日本庭園

  - 立礼式茶室外観 ― リエカ市立ヴェジーツァ小学校日本庭園リエカ市はオーストリア植民地時代に船や魚雷工場で有名であり造船業の町でもある。茶室の屋根はその造船職人による制作で建築工事を造船職人がかかわったうえでも大変珍しい[52]

#### セルビア
- イェヴレモヴァツ植物園(Jevremovac)園内日本庭園
2004年オープン

### 北ヨーロッパ

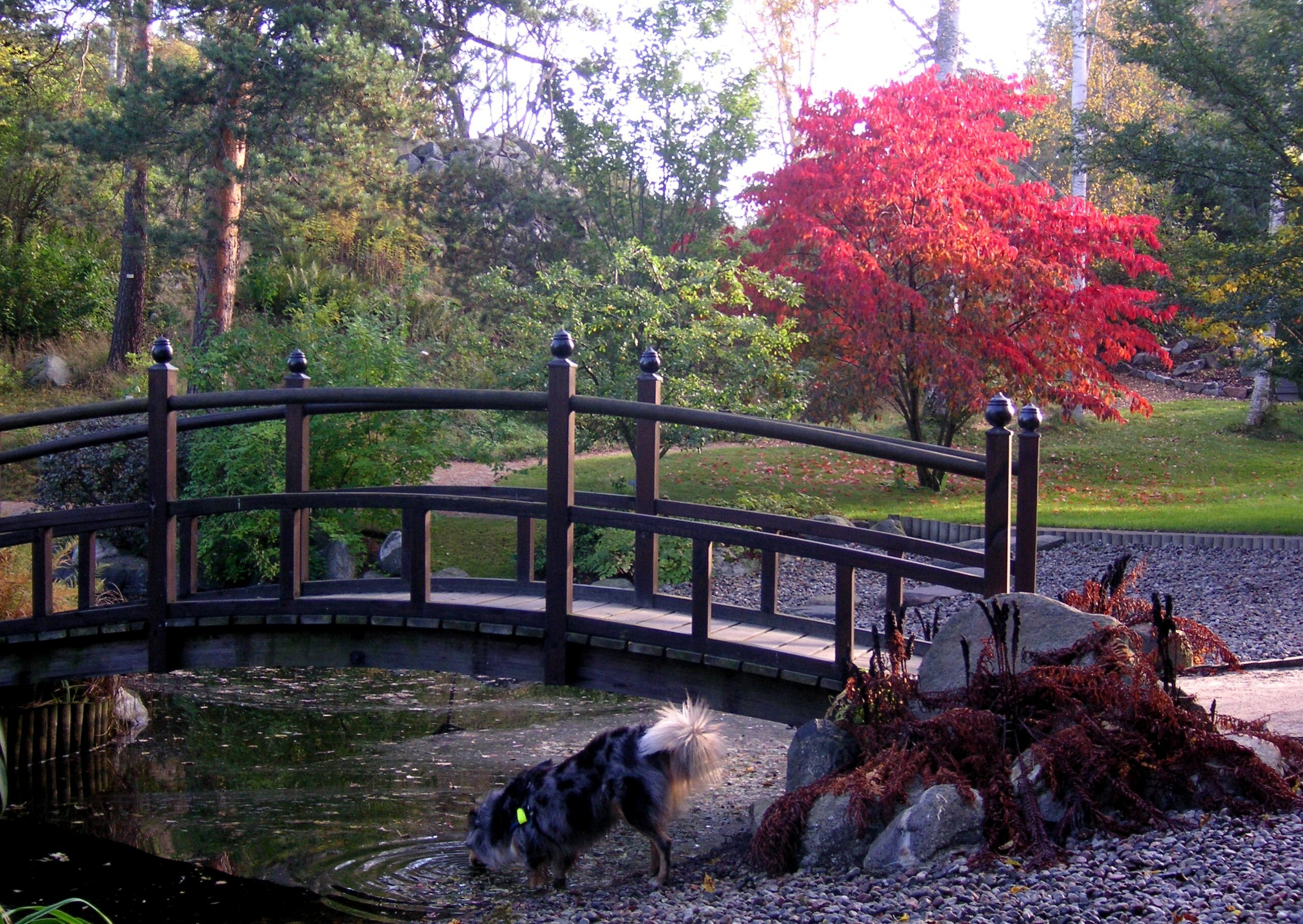
ベルギアンスカ植物園（スウェーデン・ストックホルム）

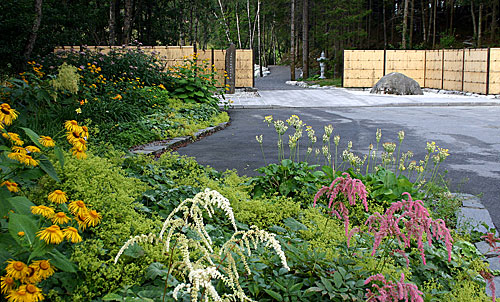
ベルゲン大学植物園日本庭園（ノルウェー・ベルゲン）

#### スウェーデン
- ベルギアンスカ植物園 (sv:Bergianska trädgården) 内日本庭園 （ストックホルム）
- ロンネビー・ブルン公園 (sv:Ronneby brunn) 内日本庭園 Japanska trädgården （ロンネビー（英語版））
1987年造営、市制600年を記念。
スヴェン=イングヴァル・アンダーソン (sv:Sven-Ingvar Andersson) 、望月明制作[53]
- レクサンド市内日本庭園 Japanska parken （レクサンド）
2004年開設。レクサンド市は北海道当別町と姉妹都市[54]
- ヨーテボリ植物園 (sv:Göteborgs botaniska trädgård) 内「日本の谷」 Japandalen（ヨーテボリ）
1950年代に建設[55]

#### ノルウェー
- ベルゲン大学新校舎庭園「静寂の庭」
2003年、枡野俊明設計
- ベルゲン大学ハウケランド病院中庭日本庭園
- ベルゲン大学植物園 (no:Arboretet og Botanisk hage) 日本庭園
2009年、小林春人設計

#### フィンランド
- コルピバーラ社アトリウムの日本庭園 (ヴァンター) - 1987
- Roihuvuoren japanilaistyylinen puutarha 「Noroshiyama」（ヘルシンキ）
- ショッピングセンター「ISO OMENA」図書館付設日本庭園（エスポー）
- コルソーの日本庭園
1987年

### 東ヨーロッパ

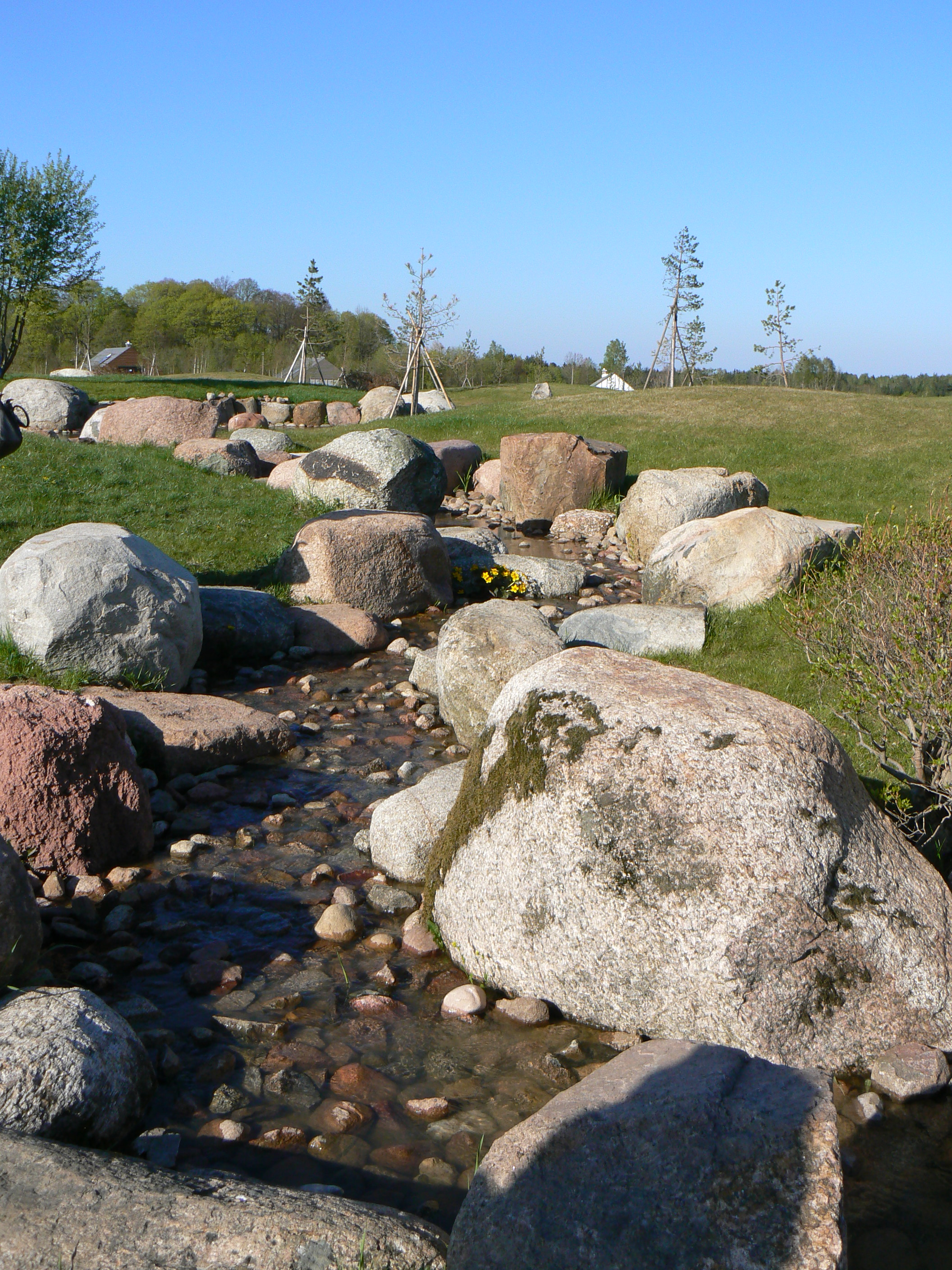
マズーチャイ日本庭園（リトアニア）

#### ラトビア
- 神戸園 （リガ）
2010年モニュメント除幕（神戸・リガ姉妹都市提携35周年記念事業）[56][57]

#### リトアニア
- 日本庭園「朝露園」 Japoniškas sodas „Ryto rasa“ （アリートゥス郡アリートゥス）
公式サイト：
- 歌う石の谷 マズーチャイ・パートナーシップ庭園 „Dainuojančių akmenų slėnis Madzuchai“ - partnerystės sodas （クライペダ県クレチンガ市（リトアニア語版）マズーチャイ (lt:Mažučiai (Kretinga))   (cs:Mažučiai (Darbėnai))   (commons:Category:Japanese garden Mažučiai) ）
2007年工事開始、16ヘクタール（計画）
公式サイト：

#### ブルガリア
- ケンピンスキ・ホテル・ゾグラフスキ (Kempinski Hotel Zografski) 日本庭園 （ソフィア）
旧称ビトシャ・ホテル（Vitosha Hotel）、ビトシャ・ニューオータニ
1979年施工[58]。ホテル設計は黒川紀章。

#### ルーマニア
- クルージュ＝ナポカ植物園 (ro:Grădina Botanică din Cluj-Napoca) 内日本庭園 （クルージュ県クルージュ＝ナポカ）

#### ロシア
- ロシア科学アカデミー中央植物園 (Moscow Botanical Garden of Academy of Sciences) 日本庭園 （モスクワ）
1983年完成、公開開始は1987年。作庭は中島健による
- モスクワ市科学カデミー植物園内日本庭園
1979年、綜合庭園研究室（中島健）
- 日露友好記念日本庭園 （ボルゴグラード）
2002年開園。ボルゴグラード市は広島市と姉妹都市[59]。
- 池田大作記念庭園 （オムスク州カルブザ村）
2002年
- 日露友好記念日本庭園 （ナホトカ）
1983年、姉妹都市にひとつである福井県敦賀市が寄贈。
- ウラジオストク国立経済公務大学（英語版）内日本庭園
2001年
- イルクーツク大学室内日本庭園
- イルクーツク・アンガラ島日本庭園
2012年、イルクーツク国立技術大学・建築設計学科設計
- ガガーリン公園日本庭園 （ユジノサハリンスク）
1906年開設の旧豊原公園。

#### ウクライナ
- 京都公園（キエフ）
1982年開園。キエフ市は京都市と姉妹都市。

## アフリカのおもな日本庭園

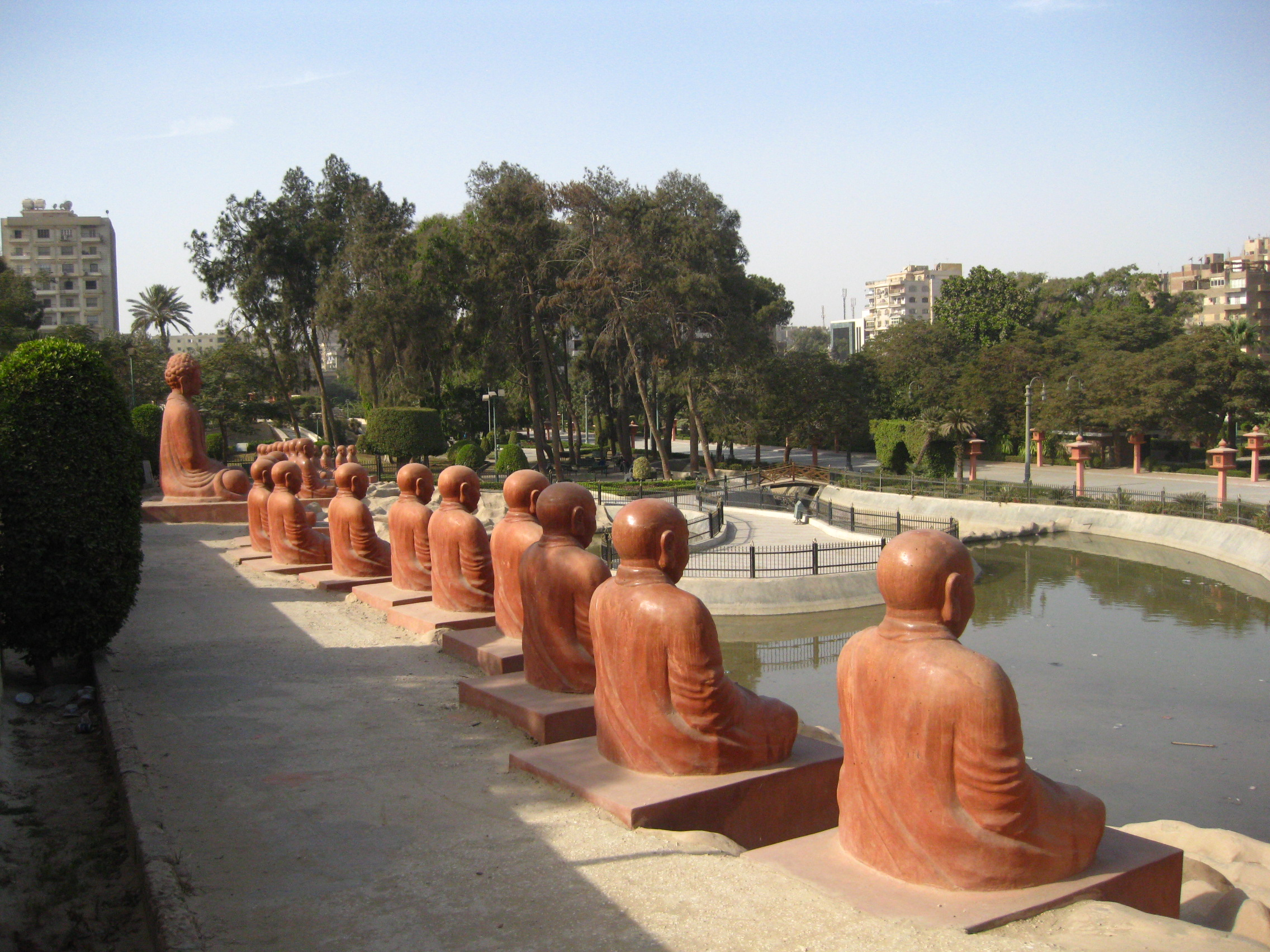
ヘルワン日本庭園（エジプト）

### 北アフリカ

#### エジプト
- ヘルワン日本庭園（アラビア語版）（ハディーカティルヤーバーン） （ヘルワン）
- 東京庭園（ハディーキト・トーキョー） （ヘルワン）
1993年オープン
- エジプト・アメリカ大使館（英語版）日本庭園アトリウム+ロックガーデン
1988年

#### マデイラ諸島（ポルトガル領）
- マデイラ・モンテ（英語版）宮殿トロピカル・ガーデン付設日本庭園

### 西アフリカ

#### ガーナ
- コレブ病院（英語版）内日本庭園（野口英世像がある）

### 東アフリカ

#### エチオピア
- アディスアベバ大統領府（英語版）日本庭園

#### ケニア
- 在ケニア日本国大使館日本庭園 (ナイロビ)
2006年

### 南部アフリカ

#### 南アフリカ共和国
- Richard Bay日本庭園
薗田穣 作
- ダーバンの日本庭園（1963年）[60]

## アメリカ州のおもな日本庭園

### 北アメリカ
『ジャーナル・オブ・ジャパニーズ・ガーデニング』によれば、北米には公共の日本庭園だけでも300か所以上あるという。

#### アメリカ合衆国

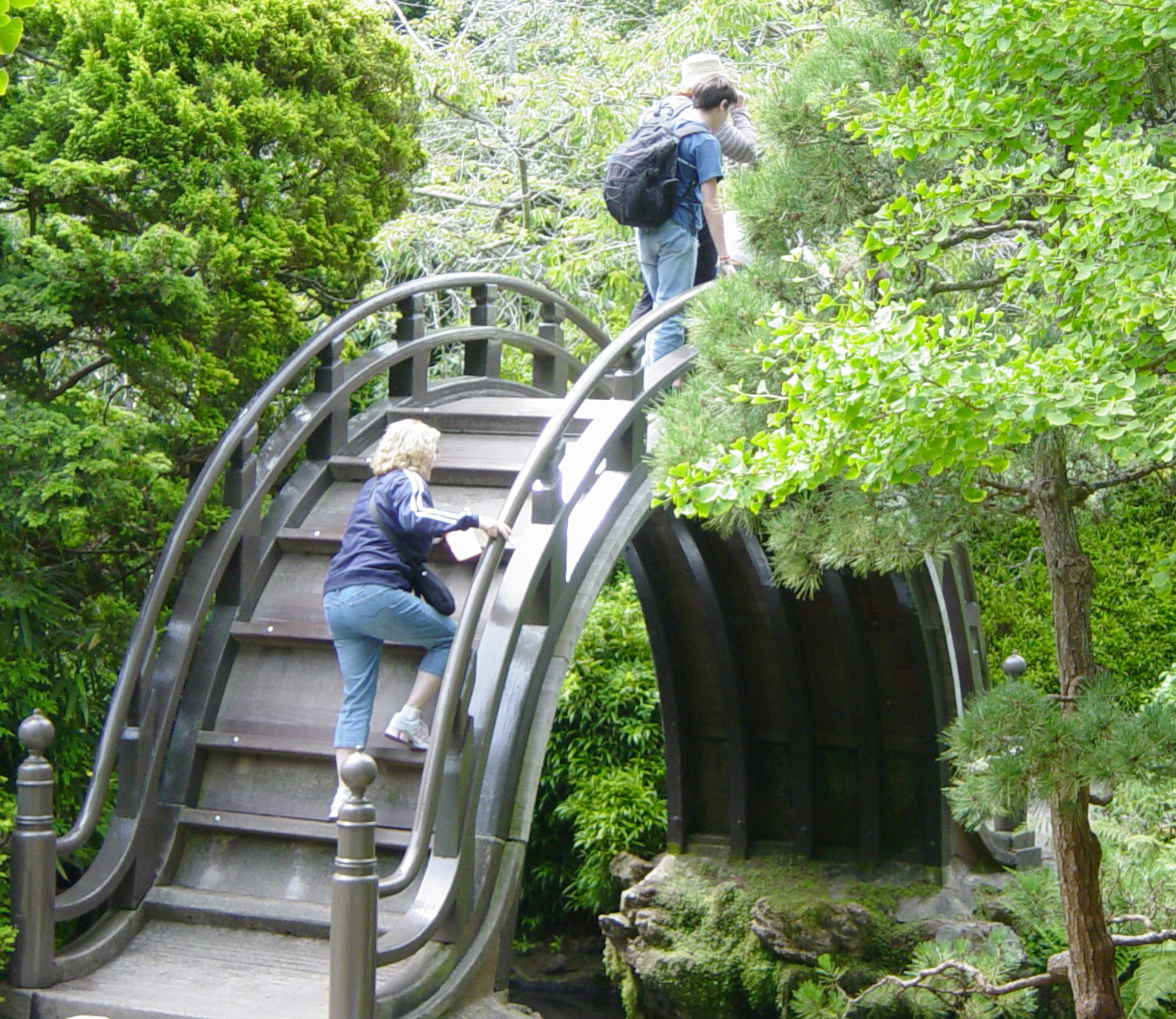
ジャパニーズ・ティー・ガーデン（サンフランシスコ）

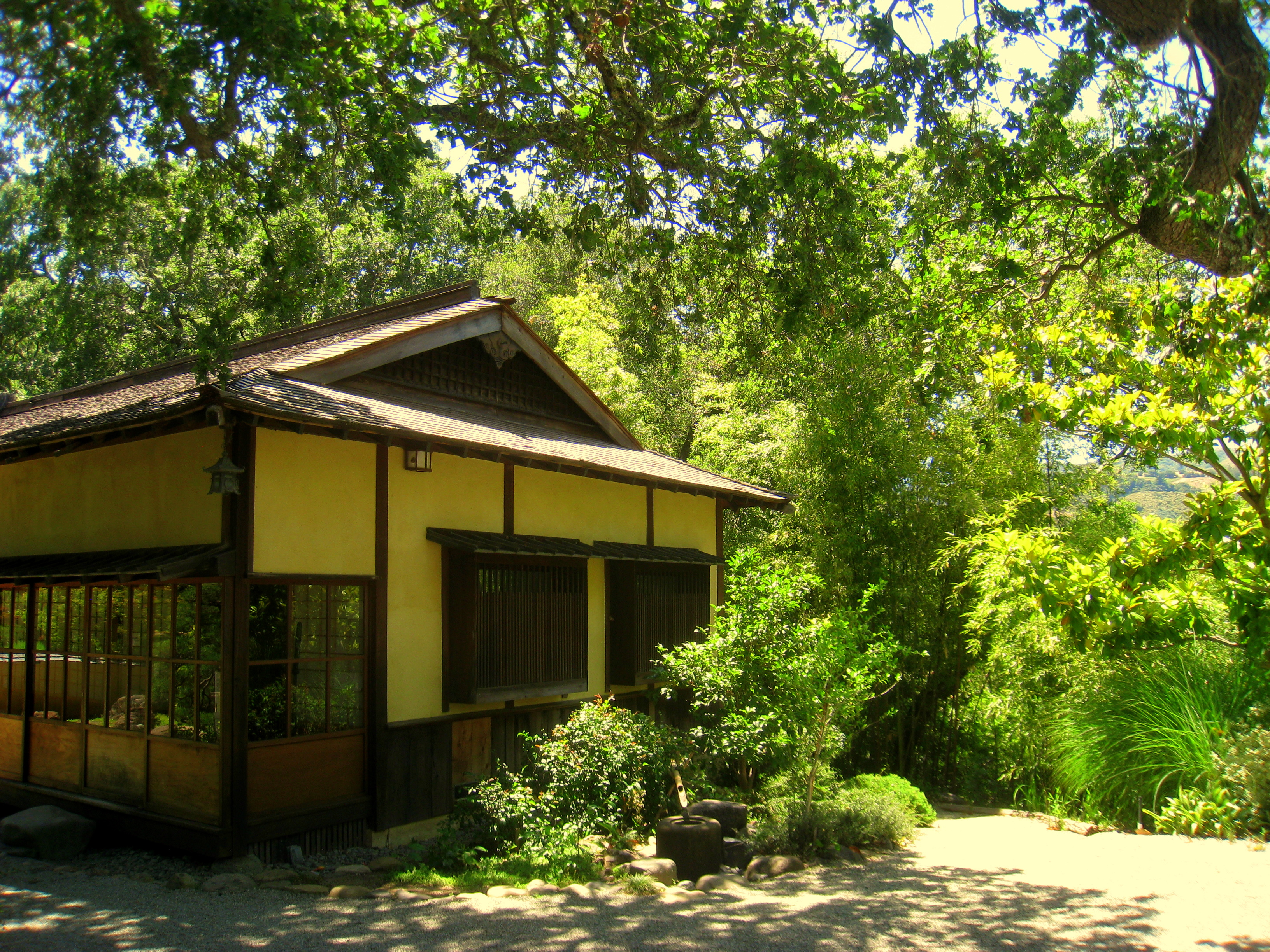
箱根ガーデン（サラトガ）

##### アメリカ合衆国 ― カリフォルニア州
- ジャパニーズ・ティー・ガーデン （サンフランシスコ） - 北緯37度46分12秒 西経122度28分13秒
ゴールデン・ゲート・パーク内に所在。
1894年、カリフォルニア冬季国際博覧会パビリオンとして完成。
設計者萩原眞 (Makoto Hagiwara) はフォーチュン・クッキーの普及者 3エーカーの面積、アメリカで最も古い日本庭園、池、塔、ムーンブリッジ、ティーハウスがある。
- サンフランシスコ植物園内日本庭園 (サンフランシスコ (San Francisco) 
日本デザインの月見庭園が含まれている。

- サンマテオ植物園内 (San Mateo Arboretum) 日本庭園 （サンマテオ）[62]
セントラルパーク内に所在
1966年完成、桜井長雄設計。サンマテオ市と兵庫県豊中市との姉妹都市関係を記念。
ウェブサイト、御影石の塔、ティーハウス、鯉の池、竹林がある。

- ミケグローブリージョナルパーク日本庭園 (ロディ)
1965年、桜井長雄がデザインした ウェブサイト

- 日本友情庭園（サンノゼ） - 北緯37度19分20秒 西経121度51分40秒
ケリーパーク内に所在
1965年完成。姉妹都市岡山市の後楽園を模したもの。
桜井長雄/Hisaichi Harry Tsugawa設計
- サンノゼ仏教教会別院（San Jose Buddhist Church Betsuin）庭園 (サンノゼ (San Jose) 
ウェブサイト、ジャパンタウン、寺の庭には、鯉の池、パゴダ、小さな橋とtopiaried植物が
- ラリー・エリソン邸庭園（サンノゼウッドサイド）
1995年から2004年

- 箱根ガーデン （サラトガ）
1910年代後半、個人邸宅の庭園として造営。
18エーカーの日本の不動産、隠れ家、庭園には、竹園、禅庭園、散歩庭園、茶室、そして19世紀の京都茶商店街の本格的な複製である文化交流センターがある。
Aihara Naoharu（絆園）設計

- 小圃千浦夫妻記念日本庭園 （バークレー）
カリフォルニア大学バークレー校内に所在
- カリフォルニア大学植物園 (University of California Botanical Garden)  (バークレー (Berkeley) 
Asian Collectionエリアには伝統的な庭園のある日本のプールがあります

- ヘイワード日本庭園 (Hayward Japanese Gardens) （ヘイワード）
1980年、Kimura Kimio 作[63]。ヘイワード市と千葉県船橋市が姉妹都市関係。3エーカー以上の敷地には、渓谷沿いに鯉の池、茶室、観覧館がある。

- ミッションベイ・パーク日本庭園 （フレズノ）
久保貞、ガレット・エクボ設計
- しんぜん日本庭園 (Shinzen Japanese Garden)  (フレズノ (Fresno) 
ウッドワードパークに位置する、1981年にオープンしたPaul Saitoによるデザインの5エーカーの日本庭園

- ロータスランド (Lotusland)  （サンタバーバラ郡Montecito）
ガナ・ワルスカ作。
- サンタバーバラ植物園 (Santa Barbara Botanic Garden)  (サンタバーバラ (Santa Barbara) 
本格的な日本の喫茶店とデモンストレーションガーデンが含まれています

- ワットルズ・パーク（Park）の日本庭園 （ロサンゼルス）
姉妹都市である名古屋市から茶室「光風庵」が寄贈された。（もとは表千家流の宗匠家である吉田家の茶室で「生風庵」という名前であった。）
- レストラン「ヤマシロ」日本庭園（ハリウッド）
1914年
- ハンナ・カーター日本庭園The UCLA Hannah Carter Japanese Garden「思京園」 (Hannah Carter Japanese Garden) （ロサンゼルス・ベルエアー（英語版））
カリフォルニア大学ロサンゼルス校所有
公式サイト：
現在一般に公開されていない、1961年に完成、水、石、そして常緑樹を強調している。
- キョウト グランド ホテル（旧New Otani Hotel）ガーデン（ロサンゼルス）
1980年。庭園の正式名称は「James Irvine Garden」上杉武夫設計

- ロサンゼルス日米文化会館 JACCC Los Angeles 日本庭園 (Japanese-American Cultural and Community Center) （ロサンゼルス）[64]
1980年 ウェブサイトには、上杉武雄アソシエイツによって設計された、ジェームズアーバイン日本庭園清流園「清流の庭園」が含まれています
- 水芳園（ロサンゼルス・ヴァン・ナイズ（英語版））[62]
ティルマン下水処理プラント (Tillman Water Reclamation Plant)  内
1984年完成、川名孝一作
公式サイト：
6.5エーカー（2.6ヘクタール）セプルベダ盆地のレクリエーションエリア中央のサンフェルナンドバレーに位置する公共日本庭園

- Pine Wind Garden（トーランス）
トーランス市役所構内 トーランスカルチュラルアーツセンター (Torrance Cultural Arts Center)  ウェブサイト、パインウィンドガーデン（Sho Fu En）

- アール・バーンズ・ミラー日本庭園 (Earl Burns Miller Japanese Garden)  （ロングビーチ）
カリフォルニア州立大学ロングビーチ校内
1981年 1.3エーカー

- ジョージ＆サカエ・アラタニ日本庭園 (George and Sakaye Aratani Japanese Garden at Cal Poly Pomona)  (ポモナ (Pomona) 
カリフォルニア州立理工大学ポモナ校 (California State Polytechnic University, Pomona) 内
上杉武夫設計 ウェブサイト、2003年に建てられ、1.3エーカー（0.53ヘクタール）の日本庭園、CLAビルおよびWKケロッグ記念バラ園に隣接

- ストリアー・スターンズ日本庭園 (Storrier-Stearns Japanese Garden)  （パサデナ）
アメリカ合衆国国家歴史登録財
1.45エーカー（0.59ヘクタール）の丘と池散策園、池泉回遊式

- ハンティントン・ライブラリー植物園内日本庭園 （サンマリノ）
ウィリアム・ハートリック/ロバート・ワトソン、上杉武夫設計
日本庭園には、月の橋、大きな鐘、本格的な儀式式の清風庵、家具付きの日本の家、鯉がいっぱいの池、禅庭園、そして何百本もの木がある盆栽コレクションがあります

- 日本親善庭園「三景園」 （サンディエゴ）
バルボアパーク (Balboa Park (San Diego)) 内
サンディエゴ市と横浜市との姉妹都市関係にちなむ。
公式サイト： 12エーカーの敷地には、盆栽コレクションと茶室があります
1985年-1990年,中島健、クラノアソシエイト、1999年に上杉武夫設計。施工は清水建設ほか
- シーワールド・サンディエゴ (SeaWorld San Diego) 内ムラタパール庭園 （サンディエゴ）
久保貞設計
1965年

- サンディエゴ技術センター[62]

- オスモーシス・スパ（ソノマ郡）[62]

- ゴールデンドア・スパ（エスコンディード）[62]

- カルバーシティジュリアンディクソン図書館貝塚瞑想園 (Culver City Julian Dixon Library Kaizuka Meditation Garden)  (カルヴァーシティ (Culver City) 
ウェブサイト

- デスカンソ庭園 (Descanso Gardens)  (ラカニャダフリントリッジ (La Cañada Flintridge) 
Whitney Smithが設計し、1966年に建てられた日本式のお茶屋と和風の庭園がある。

- ガンナ・ウォルスカ・ロータスランド (Ganna Walska Lotusland)  (モンテシト (Montecito) 
日本庭園は、神道の神社と鯉の池を備える。

- ガーデナメイム親愛なる図書館日本庭園 (Gardena Mayme Dear Library Japanese Garden)  (ガーデナ (Gardena) 
1964年にオープンした、戸野琢磨作庭
ウェブサイト

- 世界の庭園 (Gardens of the World)  (サウサンドオークス (Thousand Oaks) 
ウェブサイトは、日本庭園は本格的な日本の塔と鯉の池を備えています

- レイクサイドパーク (Lakeside Park) 内日本庭園 (オークランド (Oakland) 
ウェブサイト、メリット・ガーデン・アット・メリット湖の日本庭園、盆栽庭園、鳥居ゲート庭園

- シャーマン図書館と庭園 (Sherman Library and Gardens)  (ニューポートビーチ (Newport Beach) 
日本庭園が含まれています

- CSUドミンゲスヒルズ校のShinwa-En日本庭園 (Shinwa-En Japanese Garden at CSU Dominguez Hills)  (カーソン (Carson) 
1978年にHaruo Yamashiroによってデザインされた、社会行動科学館の中庭にあるティーハウスがあります

- サウスコーストプラザ・カリフォルニア・シナリオ(California Scenario at  (South Coast Plaza)  (コスタメサ (Costa Mesa) 
高級高級品ショッピングセンターの一部、イサム・ノグチによって設計された1.5エーカーの彫刻庭園

##### アメリカ合衆国 ― 西部（カリフォルニア州以外）

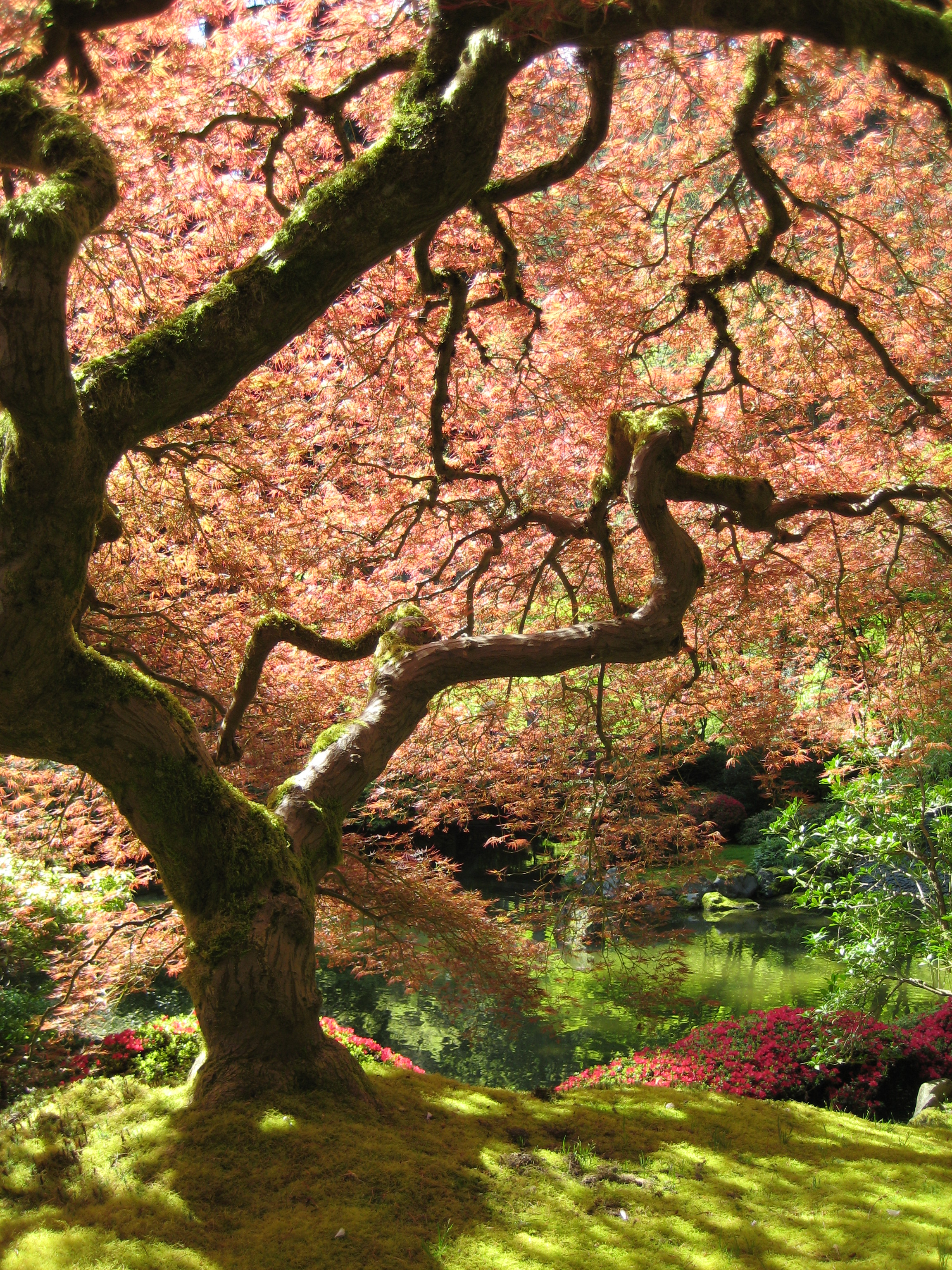
ポートランド日本庭園（ポートランド）

- クボタ・ガーデン （ワシントン州シアトル）
1927年、クボタ・フジタロウ (Fujitaro Kubota) により造営開始。1981年市史跡指定。
公式サイト：
- シアトル日本庭園 （ワシントン州シアトル）[62]
ワシントン大学が中心的に運営。
1960年完成。井下清・飯田十基設計。
- シアトルウォーターフォールガーデン （ワシントン州シアトル）
パイオニア・スクエア (Pioneer Square, Seattle) のポケットパークに所在
1977年 荒木芳邦設計
- ブローデル・リザーブ （ワシントン州ベインブリッジアイランド）[62]
1951年-1986年、クボタ・フジタロウ、川名孝一ほかにより作庭
- セイケ日本庭園[65] （ワシントン州シータック (ワシントン州)）
ハイライン植物園 (Highline Botanical Garden) 内
1962年完成、Shintaro Okada作。
- 八尾ガーデン （ワシントン州ベルビュー）
ベルビュー植物園 (Bellevue Botanical Garden) 内
1988年、ベルビュー市と大阪府八尾市の姉妹都市協定締結25周年を記念[66][67]
- 西宮・ツタカワ日本庭園 Nishinomiya-Tsutakawa Japanese Garden （ワシントン州スポケーン）[62]
マニトパーク (Manito Park and Botanical Gardens) 内。
スポケーン市と兵庫県西宮市の姉妹都市関係を記念。
- ポートランド日本庭園（オレゴン州ポートランド）[62]
アーリントン・ハイツ、ワシントンパーク内
1967年開園。戸野琢磨設計。
- 鷺鳳園 （アリゾナ州フェニックス）
フェニックス市と兵庫県姫路市が姉妹都市。
- デンバー植物園 (Denver Botanic Gardens) 日本庭園「松風園」（コロラド州デンバー）
川名孝一設計
1979年
- アスペン研究所 (Aspen Institute) （コロラド州アスペン）[62]

##### アメリカ合衆国 ― 中西部

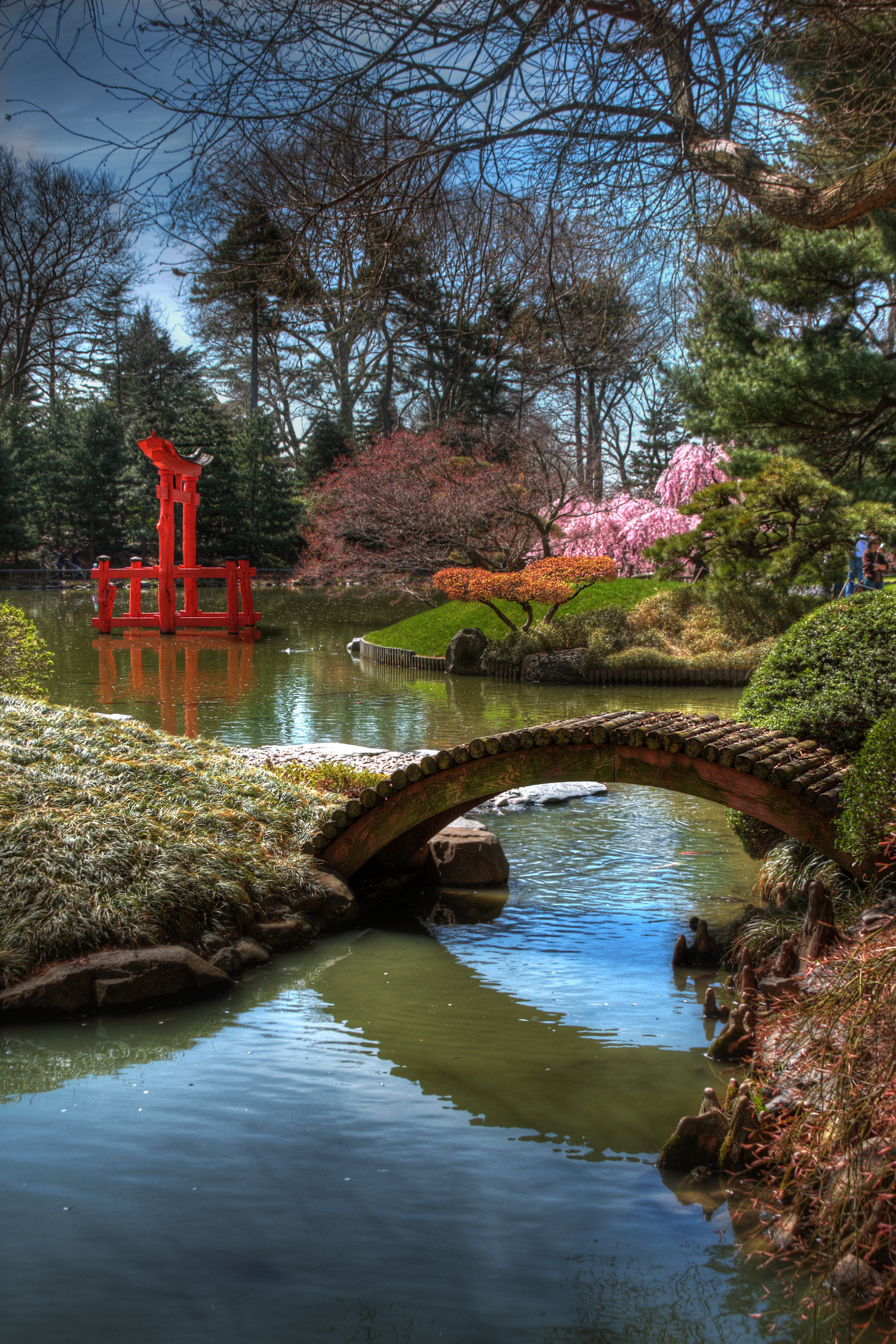
ブルックリン植物園日本庭園

- 大阪ガーデン （イリノイ州シカゴ）

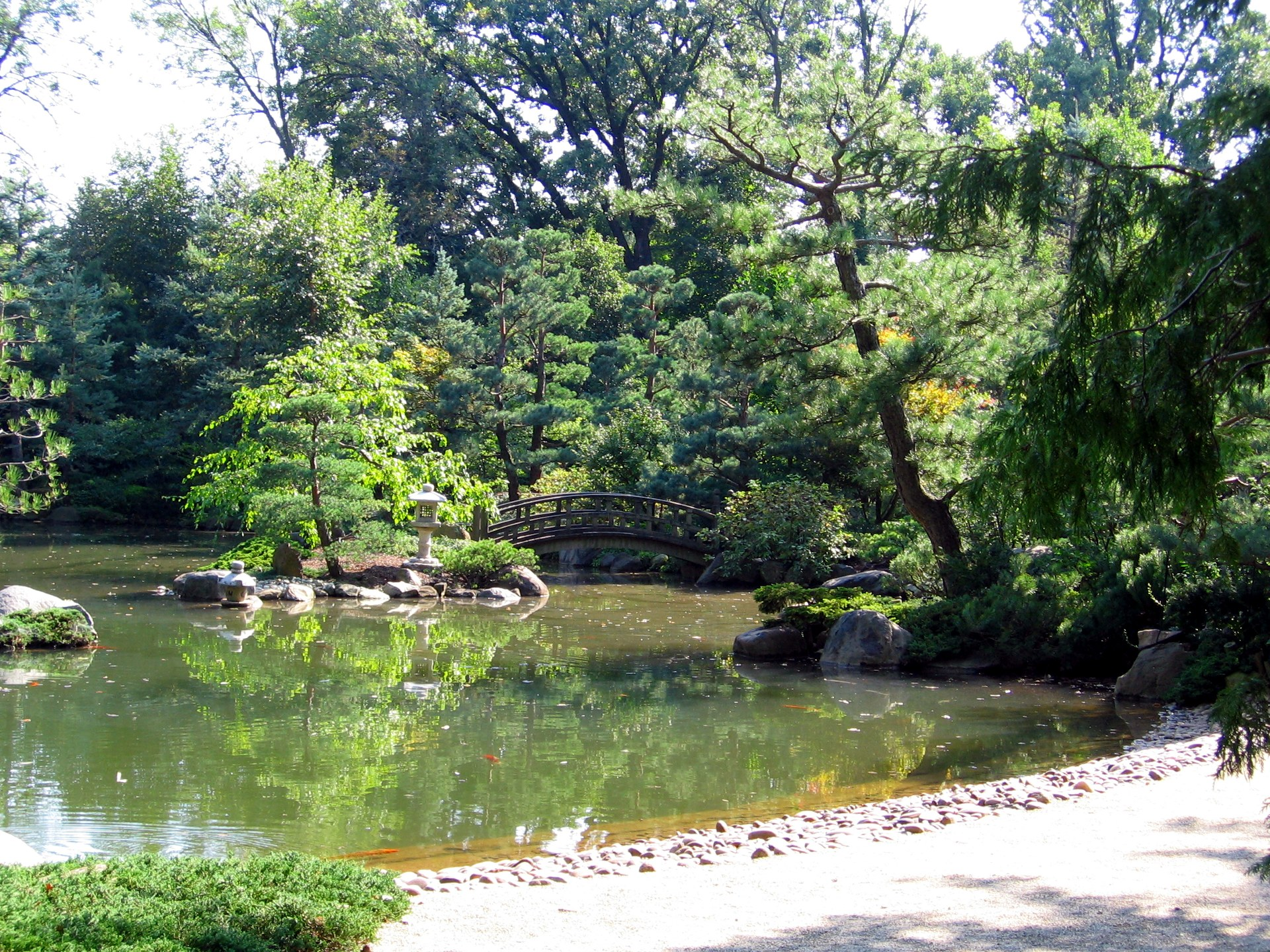
アンダーソン日本庭園（ロックフォード）

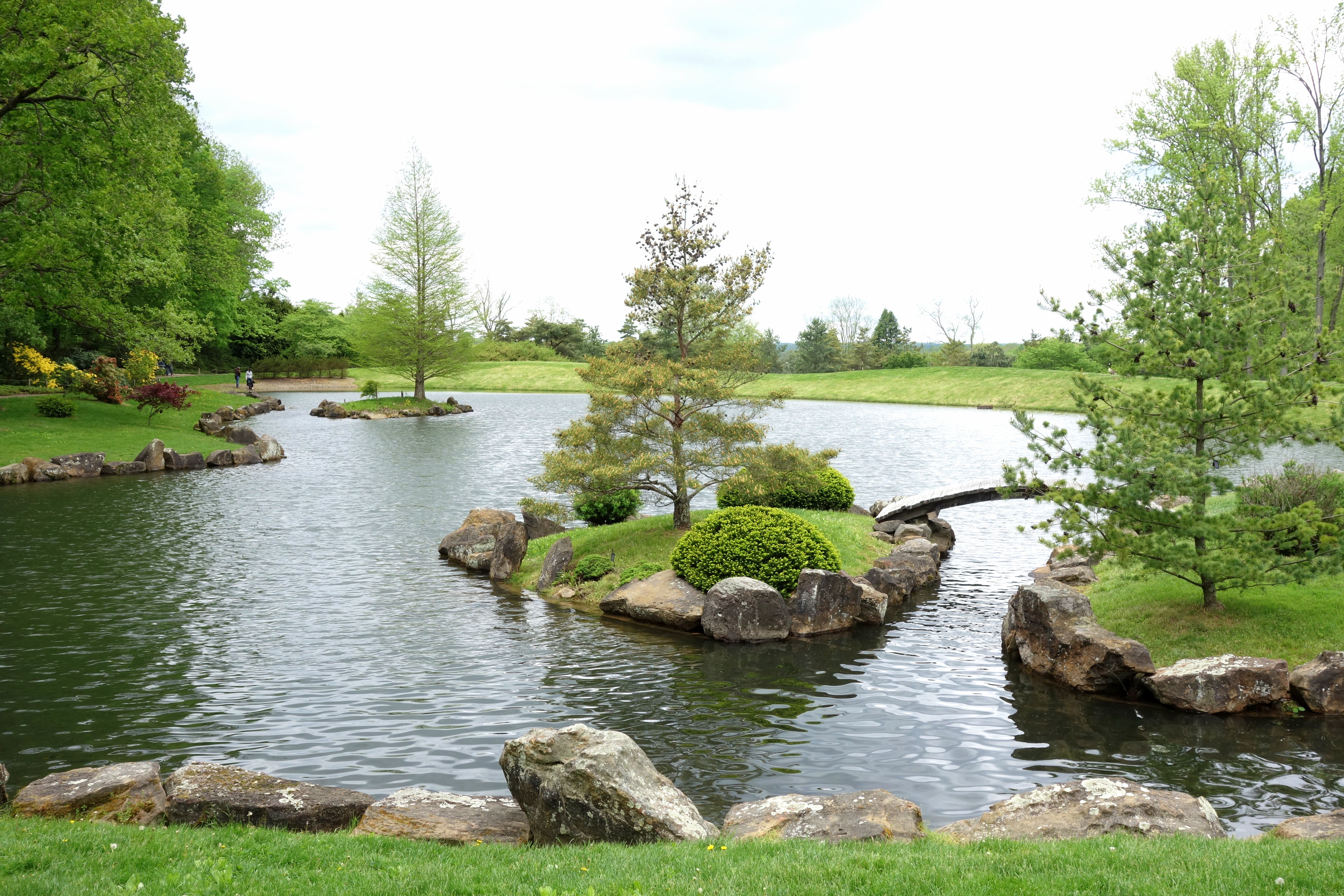
ドーズ植物園内日本庭園（コロンバス東郊）

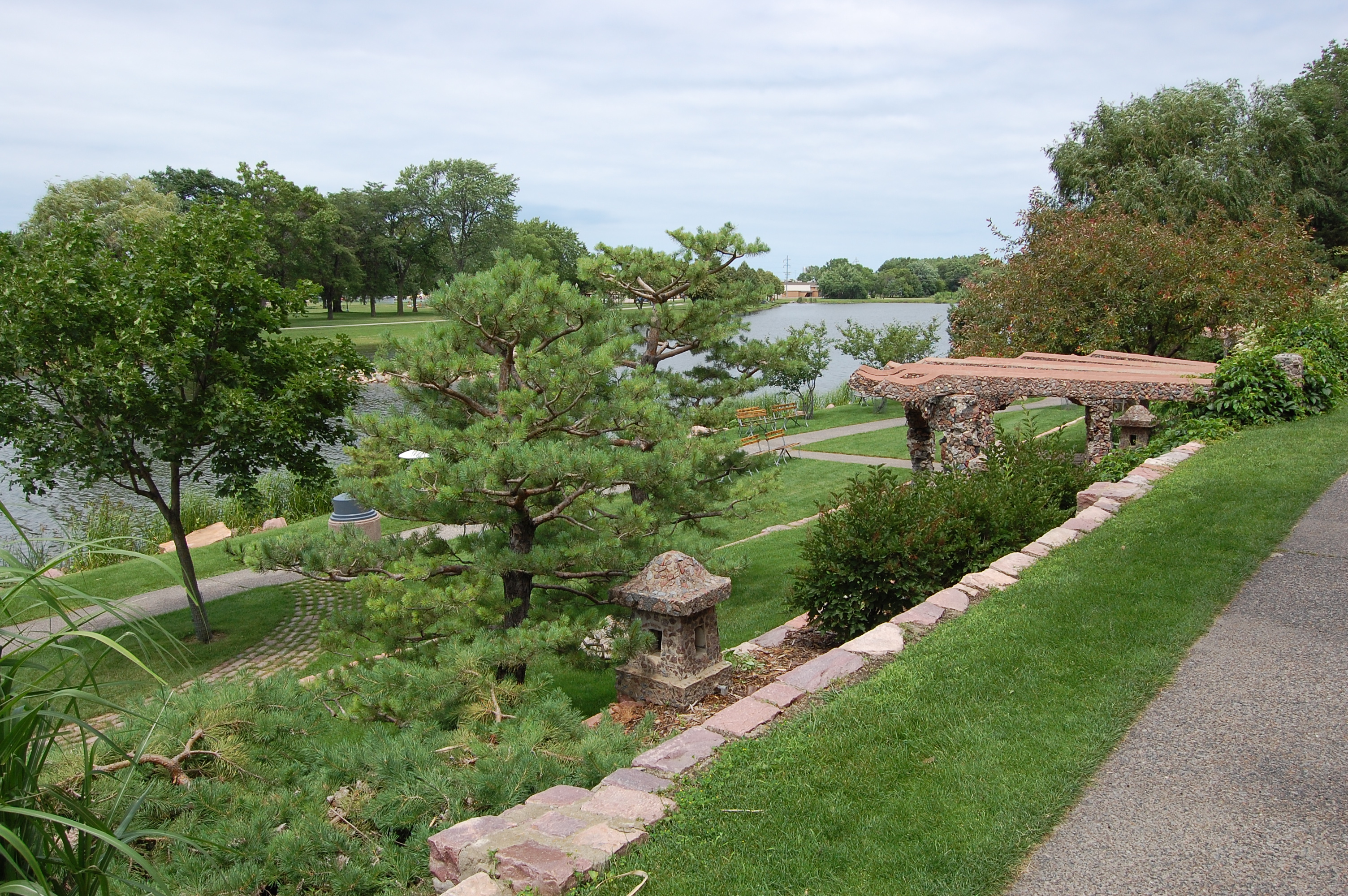
テラス公園内日本庭園（スーフォールズ）

ジャクソンパーク (Jackson Park (Chicago)) 内
1893年、シカゴ万国博覧会（1893年）の日本パビリオンとして完成。
1992年、シカゴの姉妹都市大阪市により再整備、「大阪ガーデン」と命名。
- シカゴ植物園内日本庭園 （イリノイ州グレンコー）[62]
- アンダーソン日本庭園 （イリノイ州ロックフォード）[62]
1978年、栗栖宝一設計
- アイランド・ガーデン（インディアナ州エルクハート）
ウェルフィールド植物園内
2020年5月開園、ポートランド日本庭園のガーデン・キュレーターを務める内山貞文が設計[68]。
- 河内長野日本庭園 （インディアナ州カーメル）
2009年、同市と大阪府河内長野市との姉妹都市提携15周年を記念して開園[69]。
- 塩尻庭（インディアナ州ミシャワカ）[70]
- マージョリー・マクニーリー植物園（コモ公園） (Como Park Zoo and Conservatory) 付設日本庭園 （ミネソタ州セントポール）[62]
- カールトン大学日本庭園 （ミネソタ州ノースフィールド)[62]
- ノルマンデール・コミュニティカレッジ・キャンパス内日本庭園 （ミネソタ州ブルーミントン）
- ミネソタ大学ランドスケープ樹木園 (Minnesota Landscape Arboretum) 内日本庭園 （ミネソタ州チャンハッセン（英語版）近郊）
- 清和園（ミズーリ州セントルイス）[62]
ミズーリ植物園内。
1977年完成、川名孝一作庭
- インディペンデンス日本庭園 （ミズーリ州インディペンデンス）
インディペンデンス市と東村山市国際友好協会が建設
- ナサネイル・グリーン公園（Nathanael Greene Park）内日本庭園 （ミズーリ州スプリングフィールド）
スプリングフィールドと群馬県伊勢崎市との姉妹都市提携を記念して
- ミシガン州デルタカレッジ中庭
- 重松記念日本庭園 （ミシガン州ランシング）
ランシング・コミュニティ・カレッジ内
2007年、京阪園芸制作
- サートマ公園（Sertoma Park）内日本庭園（ノースダコタ州グランドフォークス）
2003年、姉妹都市であった栃木県粟野町（現鹿沼市）から贈られた[71]。
- ドーズ植物園（Dawes Arboretum）内日本庭園（オハイオ州リッキング郡（コロンバス東郊、ニューアークの南））
1963年に京都大学の造園学講師（当時）であった中村一が設計[72][73]。
- テラス公園（Terrace Park）内日本庭園（サウスダコタ州スーフォールズ）
1920-30年代に造園され、2015年に国家歴史登録財に指定された[74]。
- 日本友好庭園（ウィスコンシン州ライスレイク（英語版））Rice_Lake,_Wisconsin
ウィスコンシン大学バロンカウンティ校内
ライスレイク市と姉妹都市提携を結んでいる福島県三春町の庭師が造園[75]。

##### アメリカ合衆国 ― 北東部
- アスティコウ・ツツジ園 Asticou Azalea Garden （メイン州ノースイーストハーバー（英語版））[62]
アーカディア国立公園内
- 日本大使公邸日本庭園（ワシントン）
1972年。荒木芳邦設計
- 在アメリカ日本大使館日本庭園（ワシントン）
1974年。荒木芳邦設計
- ブルックリン植物園内日本庭園 （ニューヨーク市ブルックリン）[62]
1915年開園、北米の公共公園につくられた最古の日本庭園。塩田武雄設計
1961年、石庭を戸野琢磨が手がける
- プロスペクトパーク日本庭園 （ニューヨーク市ブルックリン）
- スターリング・フォレストガーデン内日本庭園 （ニューヨーク州）
1960年、加藤誠平設計
- ジョン・P・ヒュームズ日本庭園 (John P. Humes Japanese Stroll Garden)  （ニューヨーク州ナッソー郡）
- デラウェアパーク内日本庭園 （ニューヨーク州バッファロー）
1972年に金沢市との姉妹都市提携記念として
- ソネンバーグガーデン (Sonnenberg Gardens and Mansion State Historic Park) 内日本庭園 （ニューヨーク州カナンデイグア）
- 国連本部中庭ピースベルガーデン
2000年
- ボストン美術館日本庭園「天心園」 （マサチューセッツ州ボストン）[64]
1988年、中根庭園研究所
- アマースト大学日本庭園 （マサチューセッツ州アマースト）[62]
- ミトイ日本庭園 (Mytoi)  （マサチューセッツ州マーサズ・ヴィニヤード）
- パインズ公園日本庭園・露地 （ペンシルベニア州マルバーン）
1967-1969
Arnold Bartschi設計、斎藤勝雄改修
- 松風荘（ペンシルベニア州フィラデルフィア）[62]
フェアモント公園 (Fairmount Park) ・フィラデルフィア園芸センター (The Horticulture Center (Philadelphia)) 内
1958年に六代目佐野旦斎設計施工、建築物を吉村順三が担当。1976年に中島健が改修
ニューヨーク近代美術館の中庭につくられたものを移築
- ベスレヘム市内日本庭園
- やしろ日本庭園 1990年
- カーター・プレジデンシャル・ライブラリーセンター日本庭園
- パロット・ジャングル・アイランド内日本庭園
- ウェズリアン大学内日本庭園（コネチカット州ミドルタウン）[64]

##### アメリカ合衆国 ― 南部
アーカンソー州

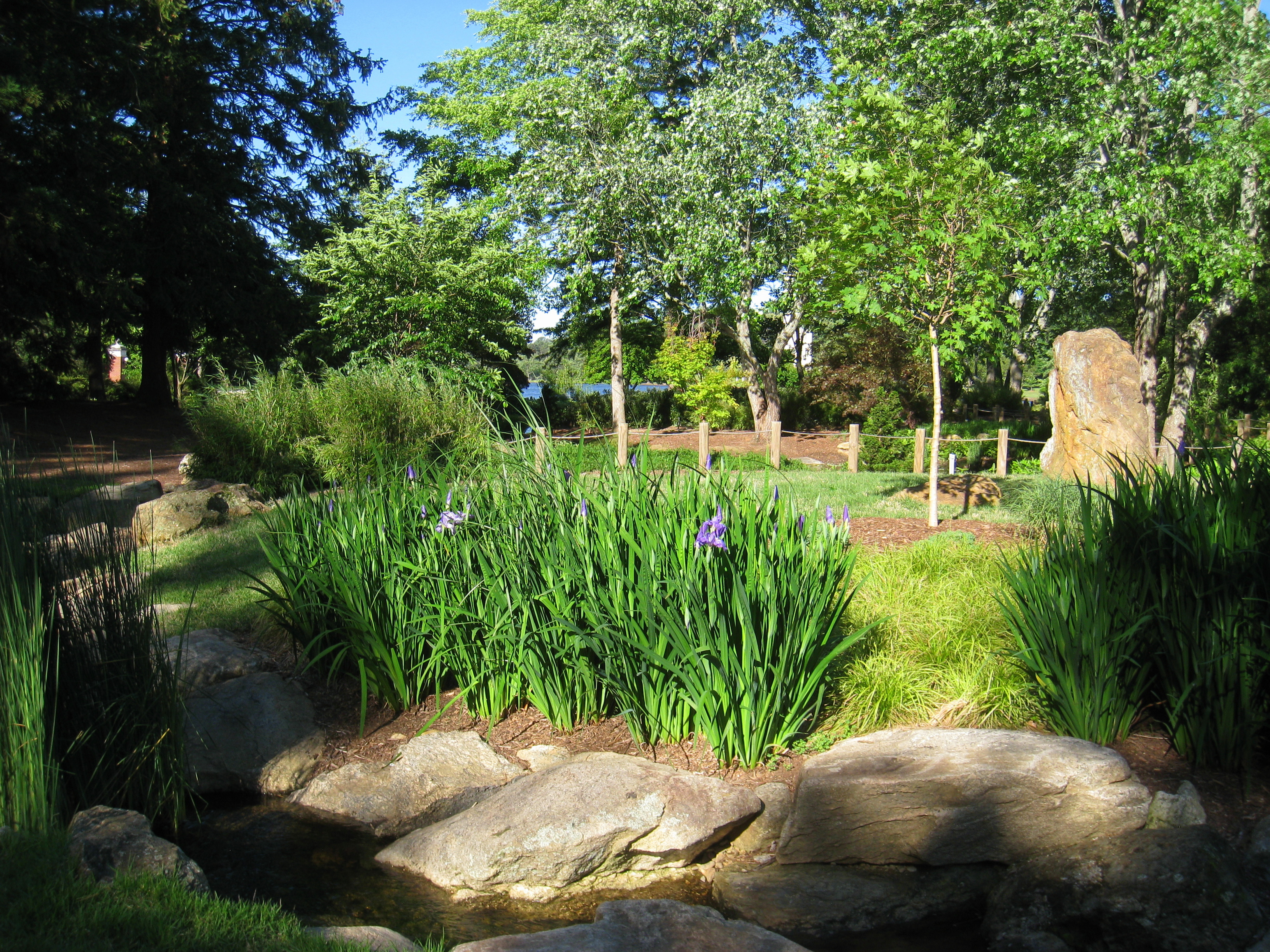
ファーマン大学キャンパス内の日本庭園（グリーンビル）

- ガーバン植物園 (Garvan Woodland Gardens) 日本庭園 （アーカンソー州ホットスプリングス）[62]
ホットスプリングス国立公園内。アーカンソー大学所有。

ケンタッキー州
- エルクホーン日本庭園「友好園」 (Yuko-En on the Elkhorn)  （ケンタッキー州ジョージタウン）
2000年完成、ジョージタウン市は愛知県田原市と友好都市。

サウスカロライナ州
- ファーマン大学アジア庭園 (Furman University Japanese Garden)  （サウスカロライナ州グリーンビル）
ウェルズ日本庭園 (Wells Japanese Garden)  （サウスカロライナ州 ニューベリー (サウスカロライナ州)

ジョージア州
- ハイアットホテルアンドリゾーツアトランタ内日本庭園
上杉武夫設計
- カーターセンター日本庭園（ジョージア州アトランタ）

1986年、中根金作制作
テキサス州
- サンアントニオ・ジャパニーズ・ティーガーデン (San Antonio Japanese Tea Garden)  （テキサス州サンアントニオ）
1917年頃、沈床庭園（Sunken Gardens）。アメリカ合衆国国家歴史登録財。
- サンアントニオ植物園 (San Antonio Botanical Garden) 内「熊本園」 （テキサス州サンアントニオ）
1989年
- ハーマン公園日本庭園（テキサス州ヒューストン）
1991年、中島健設計
- 谷口日本庭園（テキサス州オーステン）
- フォートワース日本庭園 （テキサス州フォートワース）
1970年。フォートワース植物園内。
- チェスター・ニミッツアドミラル・ニミッツ・センター日本庭園 （テキサス州）
1976年竣工。
- ボーモント植物園 (Beaumont Botanical Gardens) 日本庭園 （ボーモント (テキサス州)）
ティレル公園内
1991年

テネシー州
- チークウッド・ボタニカル・ガーデン・アンド・ミュージアム・オブ・アート松霧園(ナッシュビル)[62]
- メンフィス植物園日本庭園
1965年、戸野琢磨設計。1989年、拡張。川名孝一が設計担当

ノースカロライナ州
- デューク大学サラ・P・デューク・ガーデン・アジア庭園(ダーラム)
- ニューハノーバー郡立植物園 (New Hanover County Extension Service Arboretum) 内日本庭園・茶室 （ノースカロライナ州ウィルミントン）

バージニア州
- ノーフォーク植物園 (Norfolk Botanical Garden) 日本庭園 （バージニア州ノーフォーク）
1962年、姉妹都市門司市（現北九州市）との友好を記念

フロリダ州
- モリカミ博物館日本庭園（露地園-日本庭園（英語版）） （フロリダ州デルレイビーチ）[62]
1977年。2001年、栗栖宝一により改修。
- マイアミビーチ植物園 (Miami Beach Botanical Garden) 日本庭園 （フロリダ州マイアミビーチ）
- ディズニーワールド・エプコット#日本館日本庭園
1982年

ルイジアナ州
- ニューオリンズ日本庭園基本計画 (ルイジアナ州ニューオーリンズ）
1994年 荒木芳邦が基本設計

##### アメリカ合衆国 ― ハワイ

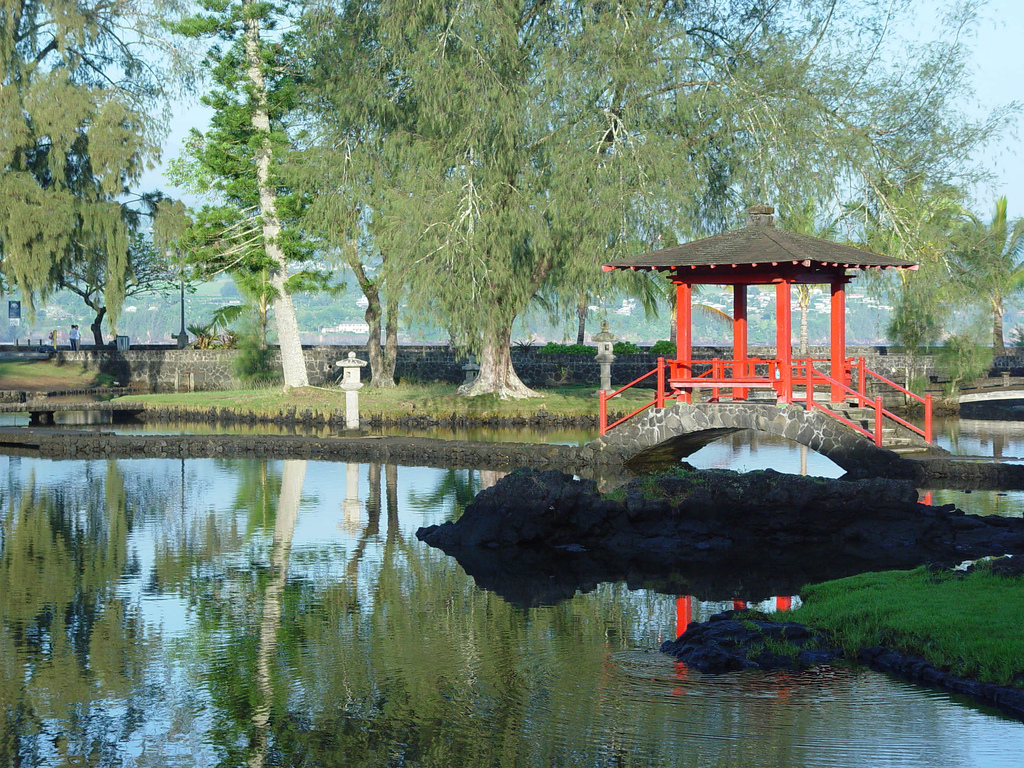
リリウオカラニ・ガーデン日本庭園（ヒロ）

- フォスター植物園 (Foster Botanical Garden) 内日本庭園 （ホノルル）
アメリカ合衆国国家歴史登録財
- ホノルル・メモリアルパーク日本庭園 (Kyoto Gardens of Honolulu Memorial Park) 
1965年。中根金作の作
三重塔、金閣寺、ミラーガーデンのある墓地
- イースト・ウエストセンター (East–West Center) 日本庭園「聖園」 （ホノルル）
ハワイ大学マノア校 (University of Hawaii at Manoa) 内。
1963年、小形研三作。ジェファーソンホールの裏側にある「清苑」と日本の庭園があります
- 平等院テンプル （カネオヘ）
1968年造営。公園墓地の一部。
寺院記念公園の谷に位置し、1968年に設立された宇治の900年前の仏教寺院の複製である非宗派の神社
- リリウオカラニ公園内日本庭園 （ヒロ）
30エーカー、橋のある江戸風の日本庭園、鯉の池、塔、彫像、鳥居、そして日本茶屋

#### カナダ
- 国立文明博物館日本庭園（オタワ）[76]
1995年、枡野俊明設計

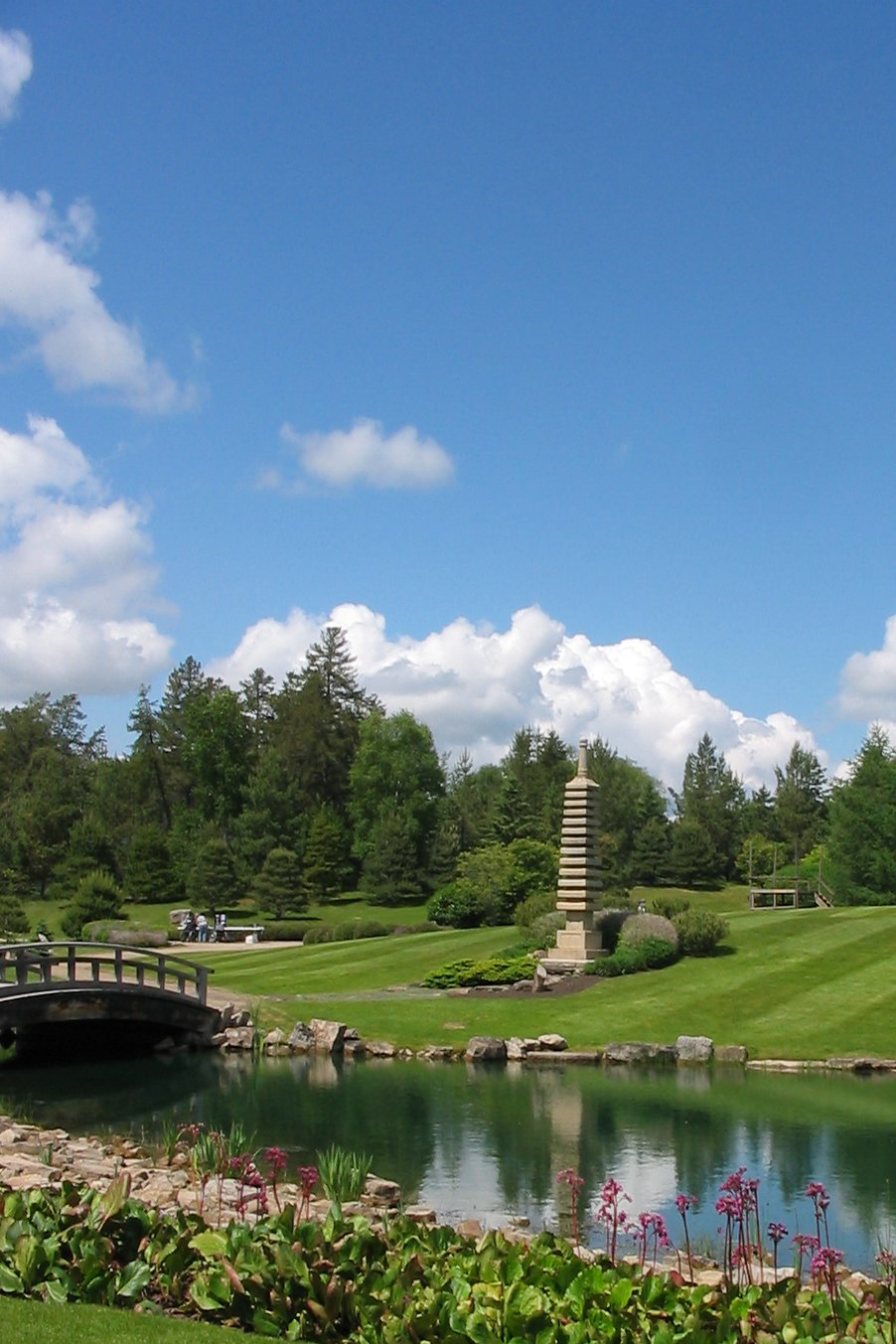
デヴォン植物園（デヴォン）

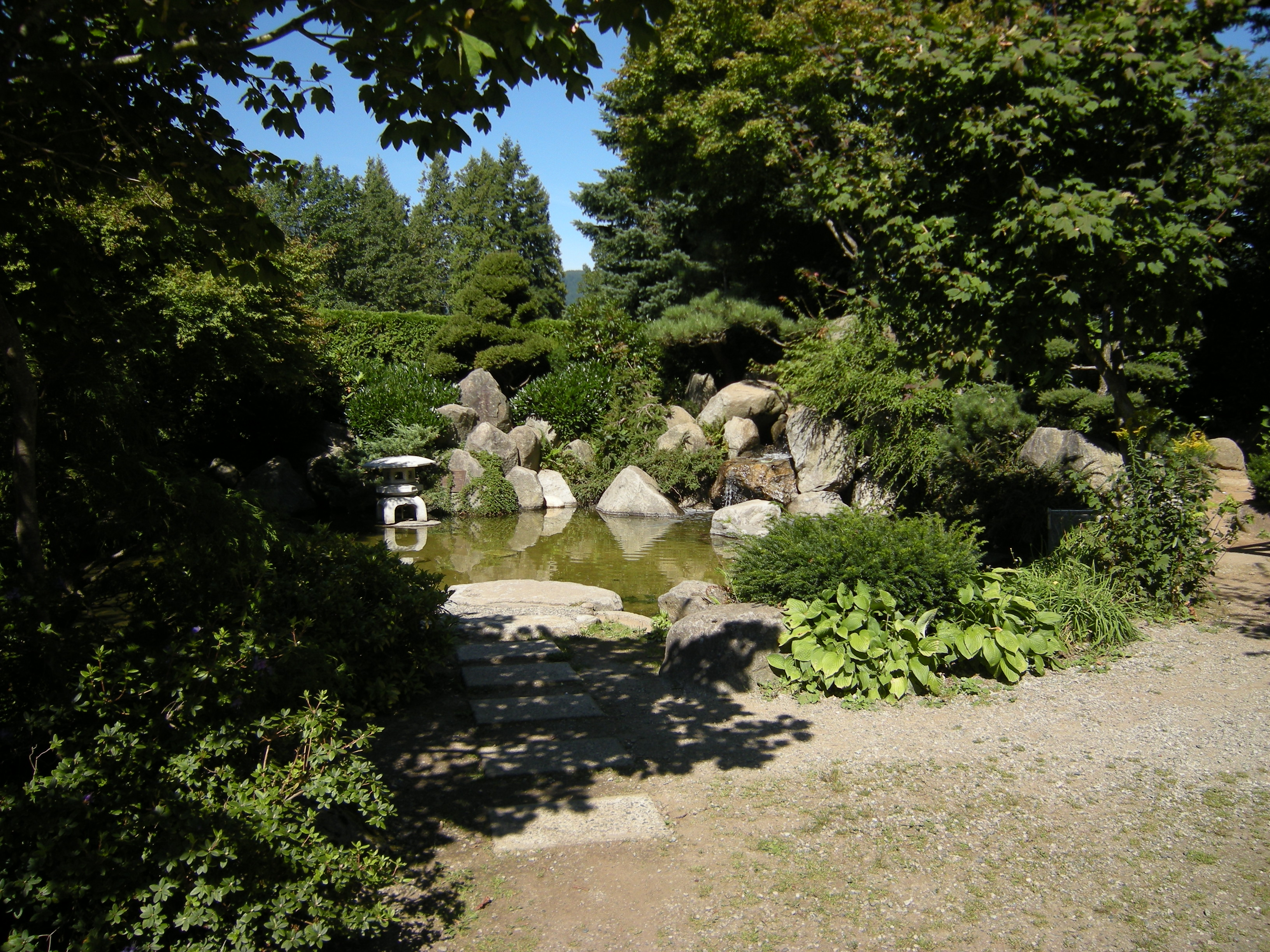
親善公園（ホープ）

- 日加友好日本庭園 (Nikka Yuko Japanese Garden)  （アルバータ州レスブリッジ）[62][76]
1967年。久保貞設計。16,000 m2。
- 栗本日本庭園 （アルバータ州デヴォン）[76]
アルバータ大学所属デヴォン植物園 (Devonian Botanical Garden) 内
1989-90年[76]。久保貞設計
- モントリオール植物園内日本庭園 （ケベック・モントリオール）[62][76]
1988年、中島健設計。25,000 m2。[77]
- 刈谷公園（オンタリオ州ミササガ）[76]
1992年開園、愛知県刈谷市とミササガ市が姉妹都市。
- ブッチャート・ガーデン（ビクトリア）[76]
1905年日本庭園完成（1908年とも[76]）。岸田伊三郎・芳次郎設計。
- ハトレー公園 (Hatley Park National Historic Site)  （コルウッド）[76]
岸田伊三郎・芳次郎設計。
- 新渡戸記念庭園 （バンクーバー）[62][76]
ブリティッシュコロンビア大学内。面積約1ha.
1959年-1960年、森歓之助作。1993年、枡野俊明改修設計
- バンクーバー市役所日本庭園
- クィーン・エリザベス公園日本式庭園 （バンクーバー市内）
- 春日井ガーデン Kasugai Garden （ブリティッシュコロンビア州ケロウナ）
愛知県春日井市とケロウナ市が姉妹都市関係。
- メイン島内日本庭園 （ブリティッシュコロンビア州）
- ヘイスティングスパークモミジ・ガーデン（日本庭園）（ブリティッシュコロンビア州ヘイスティングス・サンライズ（Hastings-Sunrise）地域）
- 日系人強制収容メモリアルセンター日本庭園 (Nikkei Internment Memorial Centre)  （ブリティッシュコロンビア州ニューデンバー（英語版））[76]
- 親善公園 （ブリティッシュコロンビア州ホープ（英語版））
1991年開設。日系人強制収容を記憶にとどめるもの。

### 中央アメリカ

#### メキシコ
- 日墨協会文化会館日本庭園 （メキシコシティ）
会館は1959年建設。庭園は1964年完成。
- 森林公園「ロス・コロモスの森」内日本式庭園 （グアダラハラ）
京都市寄贈日本庭園。1994年、6,000m2[60]。醍醐寺三宝院の庭園を模している。
- スミヤ庭園（クエルナバカ近郊ヒウテペック）
バーバラ・ハットンの別荘「角屋」の一部として1959年完成。龍安寺を参考にした枯山水の庭がある。小栗順三設計。現在はカミノ・レアル・スミヤ・クエルナバカホテル所有。

#### エルサルバドル
- サブロー・ヒラオ公園 （サンサルバドル）

#### コスタリカ
- 岡山公園 （サンホセ）
2002年。サンホセ市は岡山市と姉妹都市。4600m2[60]
- ランカスター植物園 (es:Jardin Botanico Lankester) 内日本庭園 （カルタゴ州 パライソ（英語版））
2009年。コスタリカ大学（英語版）所有。1万m2。JICAの技術協力のもと、造園家大関洋と角田守が設計[60]

#### ニカラグア
- ニカラグア日本友好公園 （マナグア）
2005年、8,119m2。外交関係開設70周年記念として造園。富士山とニカラグアのモモトンボ火山を模した山の間に枯山水が広がり、日本から移植された竹林や日本様式の公営図書館、文化会館などがある[60]

### カリブ海地域

#### キューバ
- 国立植物園 (es:Jardín Botánico Nacional de Cuba) 内日本庭園 （ハバナ）
ハバナ大学所属。
1989年、荒木芳邦設計。5万m2。「 日本万博記念協会（1970）」からの資金提供を受け、キューバ革命三十周年記念として開園し、テタス・デ・マナグアの丘を借景としている[60]

#### ドミニカ共和国
- 国立植物園 (Dr. Rafael Ma. Moscoso National Botanical Garden) 内日本庭園 （サントドミンゴ）
1976年、1万1000m2[60]
- ハラバコアの日本庭園
2008年、800m2[60]

#### プエルトリコ
- ポンセの日本庭園
1990年、4600m2[60]

### 南アメリカ

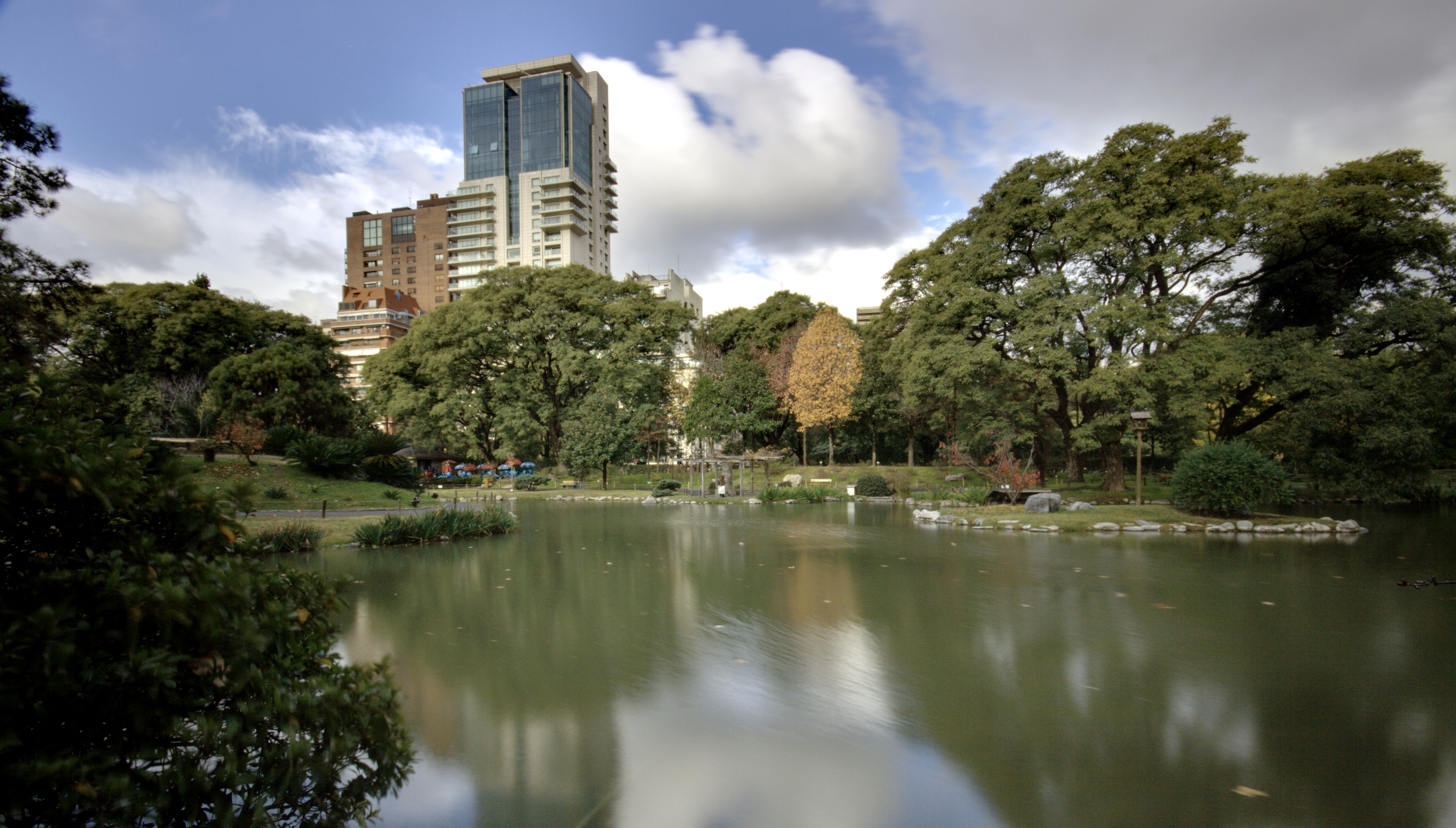
ブエノスアイレス日本庭園（アルゼンチン）

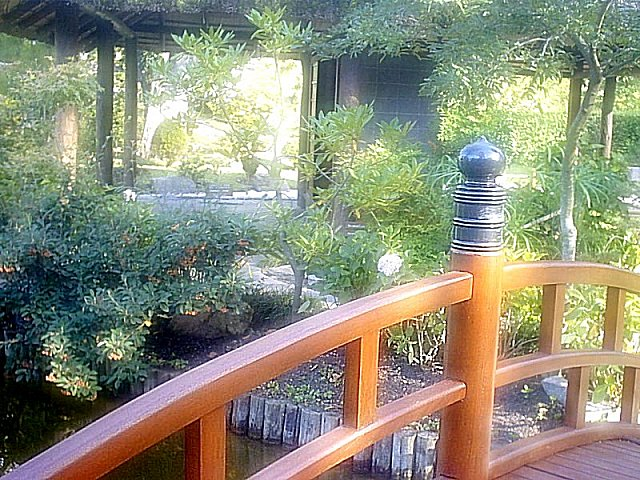
ファン・マヌエル・ブラネス美術館日本庭園（ウルグアイ、モンテビデオ）

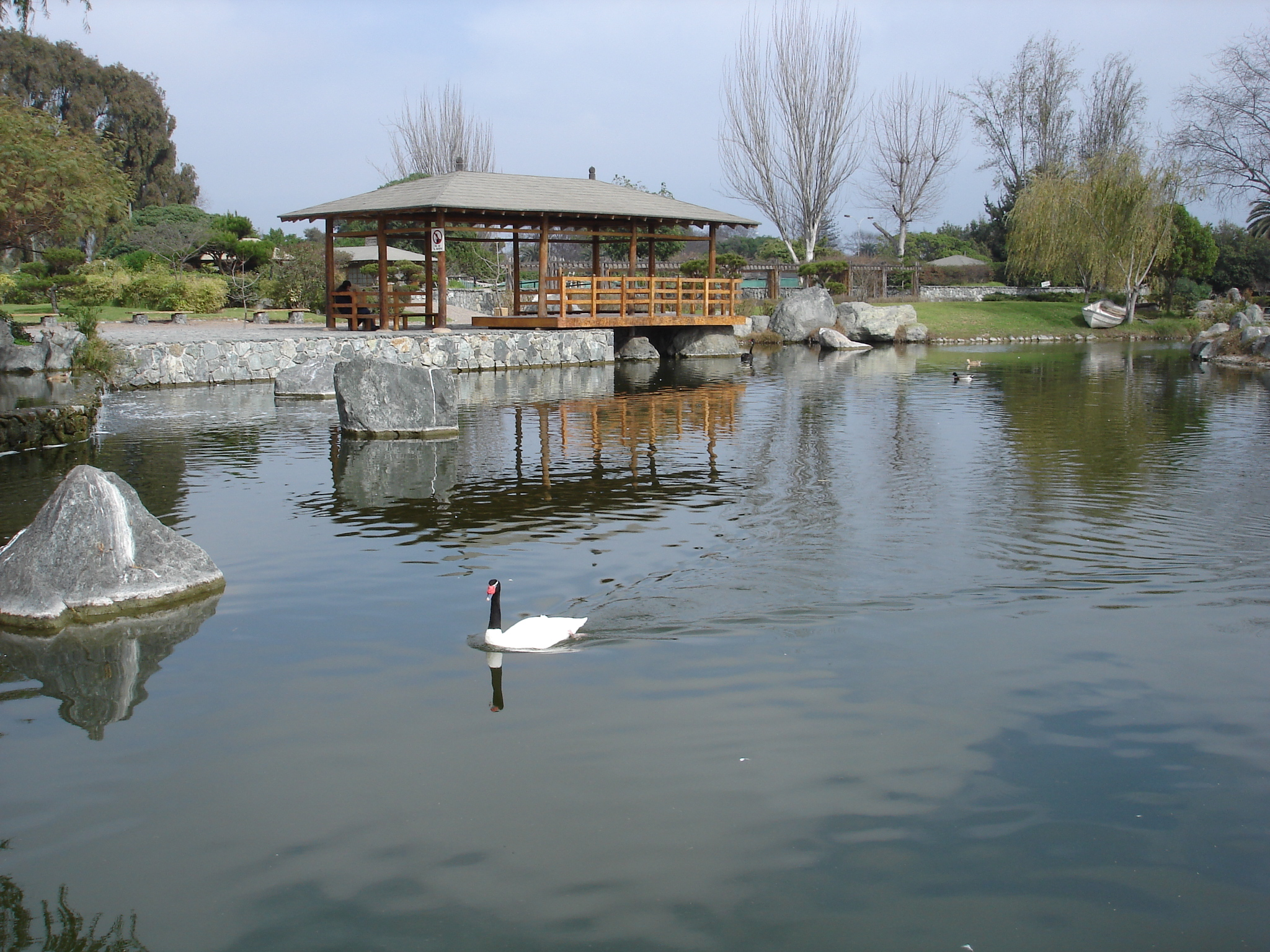
心の庭（チリ、ラ・セレナ）

#### アルゼンチン
- ブエノスアイレス日本庭園 （ブエノスアイレス、パレルモ公園内）
1967年開園、イノマタ・ヤスオ制作、2万m2、天皇皇后訪問記念、橋、島、15種類の日本産樹木を有する人口湖があり、のちに茶室が造られ、日本文化の展示場やレストランとして使用、1979年より「アルゼンチン日本文化基金（Fundación Cultural ArgentinoJaponesa）」が管理運営を市から委託され、その後 「ブエノスアイレス市日本庭園文化環境複合施設（Complejo Cultural yAmbiental Jardín Japonés de BuenosAires） 」と名付けられた[60]
- タリー日本庭園
- ベレンエスコバルの日本庭園[60]
1969年、2500m2

#### ウルグアイ
- モンテビデオ日本庭園（モンテビデオ、フアン・マヌエル・ブラネス美術館（スペイン語版）敷地内）
2001年、日本・ウルグアイ修好80周年記念、2000m2[60]

#### チリ
- 心の庭（スペイン語版）（コキンボ州ラ・セレナ）
1994年、箱根植木株式会社作庭、市制450年記念事業であり、天理市との姉妹都市提携記念。南アメリカ最大の1万4000m2の広さを誇り、ミネラ・デル・パシフィコ社と新日鉄によって百万ドルの費用を費やして造園[60]
- サンティアゴの日本庭園（サンクリストバルの丘にあるメトロポリターノ公園内)
1978年建設、日本とチリの外交関係開設100周年記念に常陸宮により1997年再開、3200m2、眺望の良さと桜で有名[60]

#### ブラジル
- ブラジリアの日本庭園
薗田穣 作
- 国立リオデジャネイロ植物園 (pt:Jardim Botânico do Rio de Janeiro) 日本庭園「清苑」 （リオデジャネイロ）
1935年に65種類の日本産樹木が寄贈され造園されたブラジル最古の日本庭園で、1995年に再開、4,215m2[60]、日本・ブラジル修好100周年記念。
- リオデジャネイロ合気会日本館総本部日本庭園 （リオデジャネイロ）
- サントス・デュモン公園Parque Santos Dumont日本庭園 （サンパウロ市サン・ジョゼ・ドス・カンポス）
1992年、3200m2 [60]
- サンパウロ日本総領事館日本庭園 （サンパウロ市）
- リベルダージ日本式庭園 （サンパウロ市）
1978年、4000m2 [60]
- ファビオ・バヘト公立森林公園内日本庭園 （サンパウロ市リベイラウン・プレト）
- イビラプエラ公園内日本館 Pavilhao Japones・日本庭園 （サンパウロ市）
1954年、7500m2サンパウロ市の400周年記念に堀口捨己設計の建物とともに寄贈され、「ブラジル・ 日本文化福祉協会（Sociedade Brasileira de Cultura Japonesa e de Assisténcia Social -Bunkyo-）」が運営管理している[60]
- ベロオリゾンテ市動植物園 (pt:Jardim Botânico de Belo Horizonte) 内日本庭園 （ミナスジェライス州ベロオリゾンテ市）
2008年、家田東穂（はるほ）制作、5000m2、日本人移民100周年記念[60]
- クリチバの日本公園  (pt:Praça do Japão (Curitiba))  （パラナ州クリチバ）
1958年-1962年[78]。1993年再開、1万4000m2。ラテンアメリカの中で3番目に古い日本庭園があり、人工湖が6面、日本式の門、市営図書館、文化会館がある [60]
- 日本庭園 （パラナ州マリンガ）
加古川市と友好都市[79]。2008年、1万m2、日本人移民100周年記念 [60]
- ポルトアレグレ日本庭園 (pt:Praça do Japão (Porto Alegre)) （リオグランデ・ド・スル州ポルトアレグレ）
1963年建設。
- 滋賀県公園 (pt:Praça Província de Shiga) （リオグランデ・ド・スル州ポルトアレグレ）
1983年建設。リオグランデ・ド・スル州と滋賀県は姉妹提携。
- リベイラン・プレトの日本庭園 [60]
1969年、2万m2
- カルダスノバスの日本庭園 [60]
2008年、2万5000m2、日本人移民100周年記念
- フォルタレザの日本庭園 [60]
2011年、1,900m2。東日本大震災の1か月後に、日本国民との連帯を記念する行事の一環として開園した。

#### ペルー
- 慈恩寺日本庭園 （リマ県サン・ヴィセンテ・デ・カニエテ市）
- 日秘修交百周年記念日本庭園（リマ市）ペルー日本協会が1974年に寄贈、2004年にはリマ市が日系人コミュニティの貢献に感謝しスルコ地区に日本庭園を建設[60]

#### ボリビア
- ラパス日本庭園
1972年、5636m2[60]

#### エクアドル
- グアヤキルMalecón 2000の日本庭園
2000年、1000m2[60]
- グアヤキルPlaza Zen“García Moreno”の日本庭園
2004年、1700m2[60]

## オセアニアのおもな日本庭園

### 大陸部

#### オーストラリア

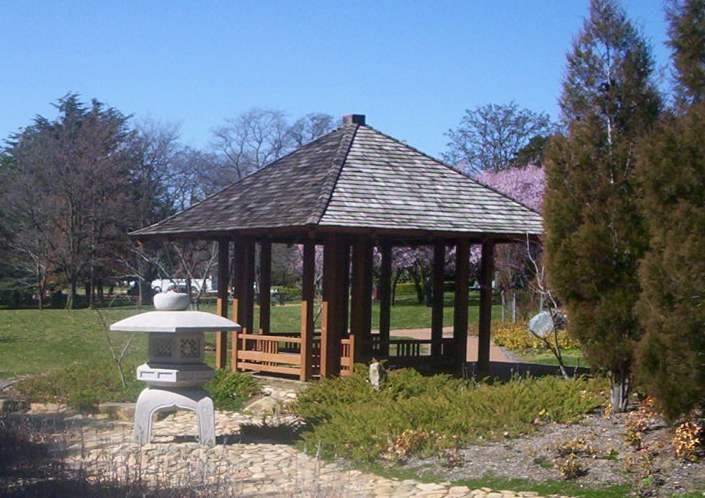
キャンベラ奈良公園

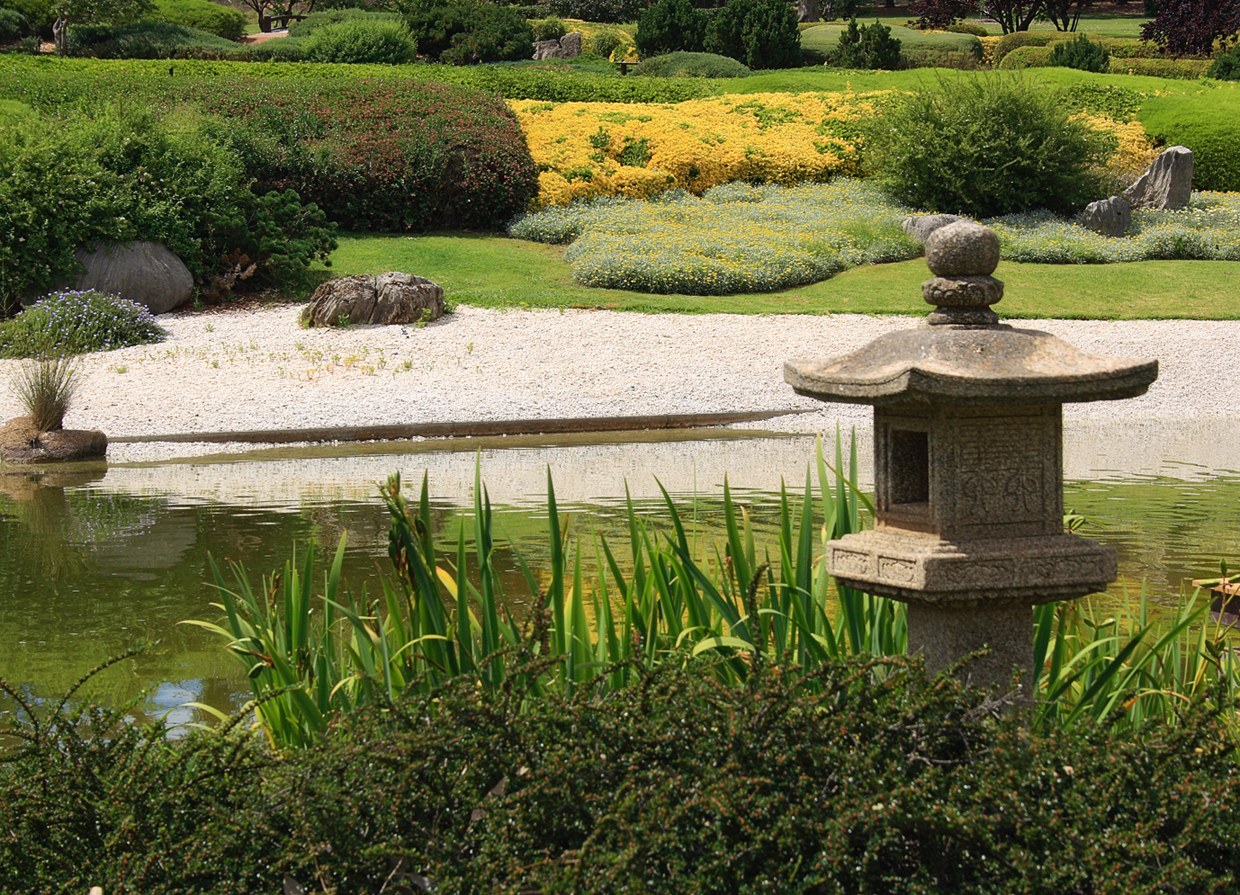
カウラ日本庭園

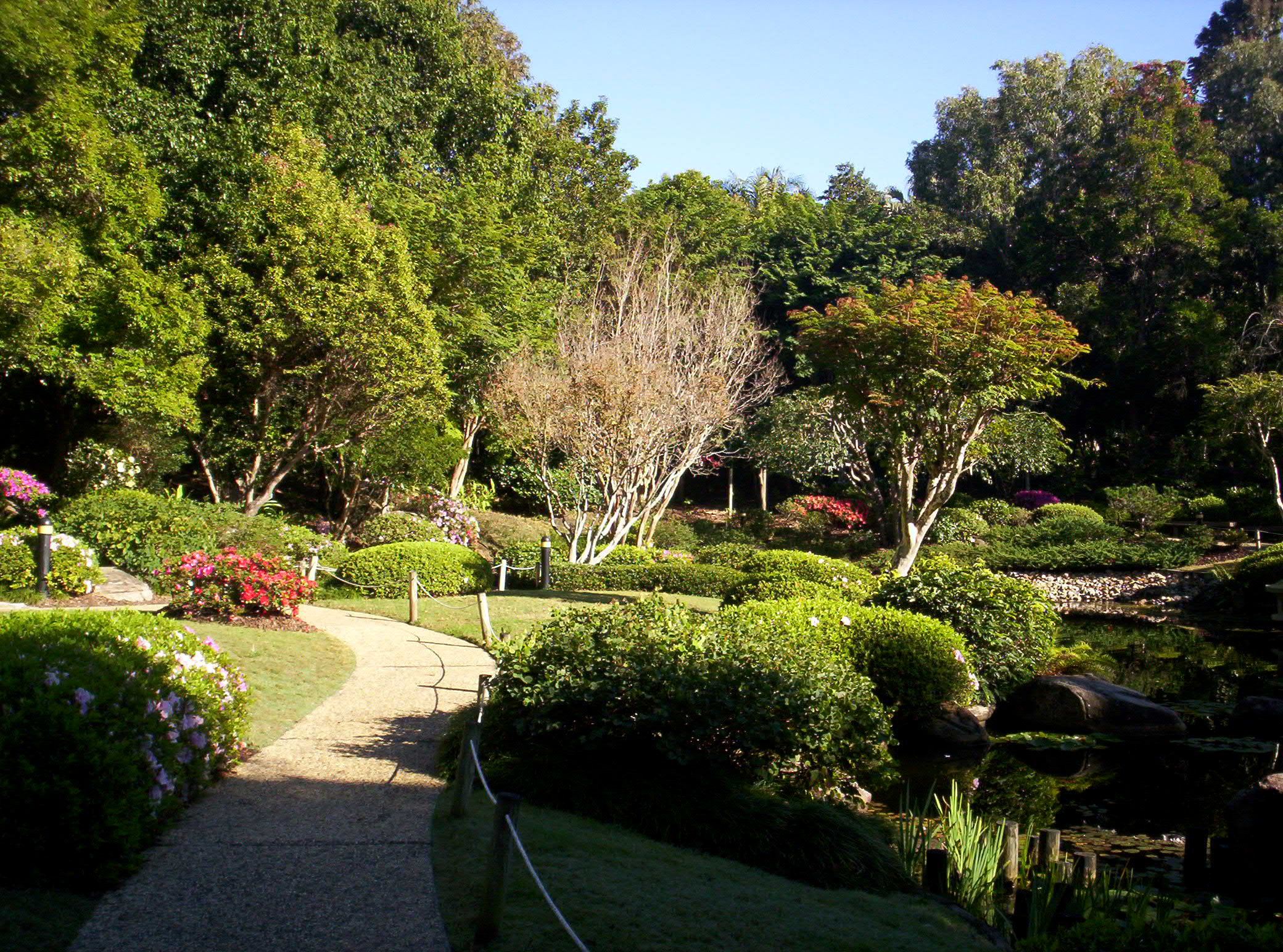
ブリズベン植物園日本庭園

『ジャーナル・オブ・ジャパニーズ・ガーデニング』によれば、オーストラリアには少なくとも30の日本庭園があるという。
- キャンベラ奈良公園 Canberra-Nara Park （キャンベラ）
レノックスガーデンズ（英語版）内。
1999年。キャンベラ市と奈良市の姉妹都市協定を記念[81][82]。
- 「Tetsuya's」内日本庭園 （ニューサウスウェールズ州シドニー）
旧サントリー日本レストラン
- 在オーストラリア日本大使館日本庭園
1961年
- カウラ日本庭園（英語版）（ニューサウスウェールズ州カウラ）[83][80]
1979年開園、中島健設計。5haの回遊式庭園[83]。南半球最大の日本庭園。広さ5ヘクタールあり、第二次世界大戦の戦没者記念公園にもなっている[60]。
- コシガヤ・パーク （ニューサウスウェールズ州キャンベルタウン）
キャンベルタウン市と埼玉県越谷市の姉妹都市関係を記念。
- ジャパニーズ・ティー・ガーデン （ニューサウスウェールズ州キャンベルタウン）
- 日本庭園「逍遥園」 （ニューサウスウェールズ州ダボ）
- メルボルン動物園日本庭園 （ビクトリア州メルボルン）[83][80]
1990年-1991年、中根庭園研究所作[84]。
- フランクストン高等学校（英語版）内日本庭園 （ビクトリア州フランクストン）
フランクストン市は静岡県裾野市と姉妹都市、高校は埼玉県立川口北高等学校と姉妹校。
- ビクトリア州立マウントウェーバリー・セカンダリーカレッジ校内中庭日本庭園（ビクトリア州モナッシュ市）
- 日本庭園「Tsuki-yama-chisen」（クイーンズランド州ブリズベン・マウント・クーサ）
ブリズベン植物園（英語版）内
1988年、ブリスベン国際博覧会に日本政府出展庭園として造営。1989年、現在地に移転[83]。
- マルーチー日本庭園 （クイーンズランド州サンシャイン・コースト市マルーチー）
群馬県館林市の登録品種「宇宙ツツジ」が同日本庭園に寄贈されている
- サザンクイーンズランド大学内日本庭園「Ju Raku 園」 （クイーンズランド州トゥーンバ）[83][80]
1989年開園、回遊式庭園[83]。
- イプスウィッチ練馬庭園 Nerima Gardens （クイーンズランド州イプスウィッチ）[83][80]
クイーンズ公園内[83]。
2000年-2001年[83][85]。イプスウィッチ市と練馬区が姉妹都市。
- デュアリンガ日本庭園 （クイーンズランド州セントラルハイランズ市（英語版）ドゥアリンガ（英語版））
1998年。枯山水式。旧ドゥアリンガ町と岩手県藤沢町の姉妹都市関係を記念[86]。
- ロックハンプトン植物園日本庭園 （クイーンズランド州ロックハンプトン）[80]
小形研三 作庭
- アデレード姫路庭園（英語版） （南オーストラリア州アデレード）[80]
1985年造営、技術指導は熊田造園。姫路市・アデレード市姉妹都市提携による。
- バッセルトン日本庭園 （西オーストラリア州バッセルトン（英語版））
バッセルトンと埼玉県杉戸町の姉妹都市関係を記念[87]。
- ホバート日本庭園 （タスマニア州ホバート）[83]
王立タスマニア植物園（英語版）内。
1987年、原田敢次郎作[88]。静岡県焼津市との姉妹都市関係を記念[83]。

### ポリネシア

#### ニュージーランド
- テクイティ日本庭園

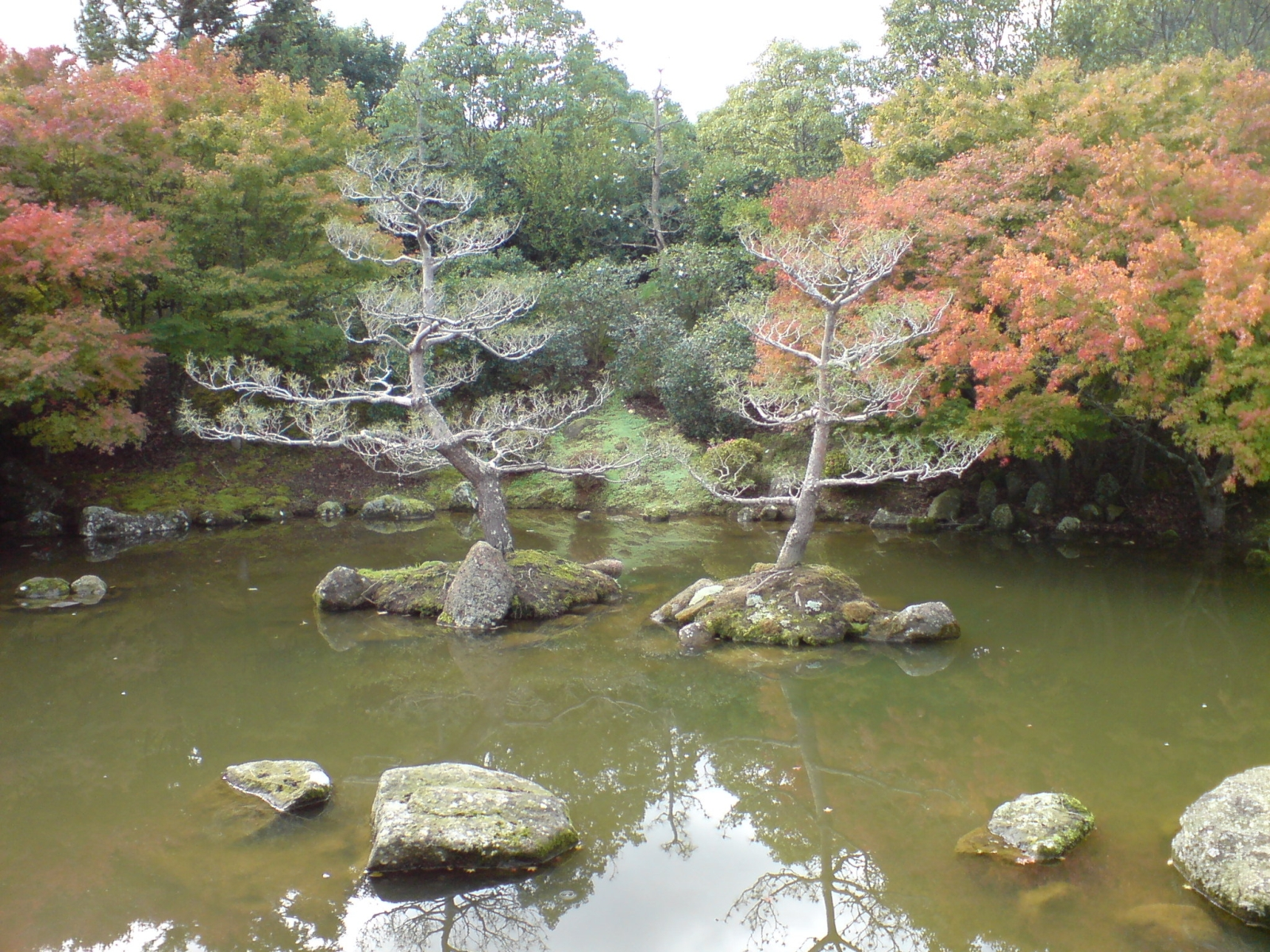
ハミルトンガーデン内日本庭園

- PATAKA美術館内カフェ「kaizen」日本庭園 （ポリルア市）
- ワイタケレ日本庭園
1998年、兵庫県加古川市が寄贈。
- 「Tatsuno Japanese Garden」 （ワイトモ）
1999年、長野県辰野町が材料寄贈。
- インバーカーギル日本庭園
1999年。熊谷市国際交流協会が支援
- ワカタネ回遊式日本庭園
鎌ケ谷市庭園業組合提供
- オークランド動物園内日本庭園
- ハミルトンガーデン内日本庭園
- ウェリントン植物園内日本庭園
- 日本庭園「Miyazu park」（ネルソン）
ネルソン市は京都府宮津市と姉妹都市
- ギズボーン植物園（英語版）内日本庭園 （ギズボーン）
石川県野々市町と友好協定
- ダニーデン植物園（英語版）日本庭園 （オタゴ地方ダニーデン）
北海道小樽市と姉妹都市

### ミクロネシア

#### 北マリアナ諸島
- サイパンCNSゴルフ・クラブハウス日本庭園
1996年

### メラネシア

#### パプアニューギニア
- クリタ・パプアニューギニア工場迎賓館日本庭園
- 平和記念公園戦没者慰霊碑園地